# Nueva Aquitania
Nueva Aquitania (en francés: Nouvelle-Aquitaine; en occitano: Nòva Aquitània; en euskera: Akitania Berria) es una de las trece regiones que, junto con los territorios de ultramar, conforman la República Francesa. Su capital y ciudad más poblada es Burdeos.
Está ubicada al suroeste del país, limitando al norte con Países del Loira y Centro-Valle del Loira, al este con Auvernia-Ródano-Alpes, al sureste con Occitania, al sur con los montes Pirineos que la separan de España, y al oeste con el golfo de Vizcaya (océano Atlántico). Con 84 061 km² es la región más extensa, con 5 773 000 hab. en 2012, la cuarta más poblada —por detrás de Isla de Francia, Auvernia-Ródano-Alpes y Alta Francia— y con 69 hab/km², la cuarta menos densamente poblada, por delante de Centro-Valle de Loira, Borgoña-Franco Condado y Córcega.
Se creó por la reforma territorial de 2014 fusionándose Aquitania, Lemosín y Poitou-Charentes, y entró en vigor el 1 de enero de 2016.
Se llamó durante unos meses Aquitania-Lemosín-Poitou-Charentes y el nombre de Nueva Aquitania es oficial desde el 28 de septiembre de 2016 y efectivo desde el 30 de septiembre del mismo año.
La región cuenta con 25 grandes áreas urbanas entre las cuales las más importantes son:
Burdeos con 1 158 431 habitantes
Bayona con 288 359 habitantes,
Limoges con 282 971 habitantes,
Poitiers con 255 831 habitantes,
Pau con 240 857 habitantes
La Rochela con 207 211 habitantes
También tiene once grandes polos de competitividad. El crecimiento de su población, particularmente fuerte en la costa, hace de ella una de las zonas más atractivas del territorio francés: la nueva región está por delante de Isla de Francia y Provenza-Alpes-Costa Azul en términos de dinamismo demográfico.
Aparte de Isla de Francia, Nueva Aquitania es la primera región francesa en investigación e innovación, apoyándose en sus cinco universidades (Burdeos, La Rochelle, Limoges, Pau y Poitiers) y varias grandes écoles. Primera región agrícola de Europa en términos de volumen de negocios, será también la primera región francesa en términos de empleos turísticos, contando especialmente con la presencia de tres de los cuatro centros turísticos históricos de la costa atlántica francesa (Arcachón, Biárriz y Royán), y varias estaciones de esquí en el Pirineo (Gourette, La Pierre-Saint-Martin), la tercera región en términos de producción de riqueza con un PIB que asciende a 157 600 millones de euros y la quinta región en términos de creación de negocios (todos los sectores incluidos).
Su economía se basa principalmente en la agricultura y viticultura (viñedos de Burdeos y de Coñac, reconocidos a nivel internacional), en el turismo, en una pujante industria aeronáutica y espacial, en los sectores de la fotografía, digital y diseño, la industria paraquímica y farmacéutica, el sector financiero (Niort es la cuarta plaza francesa especializada en las mutuas de seguros), y la cerámica industrial (Limoges). Su litoral ha visto la implantación de muchas compañías especializadas en los deportes de tabla, principalmente el surf.
Desde un punto de vista cultural, la nueva región es una de las principales regiones constitutivas del Mediodía francés, marcada por las culturas vasca, occitana y Poitevin-Santongés. Históricamente hablando, es la sucesora indirecta de la Aquitania medieval y cubrirá una gran parte del antiguo ducado de Leonor de Aquitania.

## Toponimia

Mapa de la región con sus departamentos, mostrando las provincias que existían en su territorio en el siglo XVIII.

El nombre «Aquitania-Limousin-Poitou-Charentes» no pretende ser definitivo. La yuxtaposición en orden alfabético de los nombres de las antiguas regiones es el nombre adoptado por la ley hasta que sea elegido otro nombre, sancionado por decreto en Consejo de Estado a partir de la propuesta del Consejo Regional de la región fusionada, decisión que debe de adoptar antes del 1 de julio de 2016.
El 4 de diciembre de 2014, una consulta en Internet organizada por el diario regional Sud Ouest indicó que a una mayoría de los votantes le gustaría que se mantuviese el nombre 'Aquitania'. De hecho, la actual región de Aquitania, salida de la reorganización administrativa de las regiones en la segunda mitad del siglo XX, solamente cubre una pequeña parte de la antigua provincia romana de Aquitania, que se extendía desde el Loira hasta el valle del Garona. El reino carolingio de Aquitania, a partir de 781, era mucho más amplio, ya que incluía aproximadamente los territorios que van desde el Loira hasta los Pirineos, y desde el océano hasta el este de la región de Auvernia, a pesar de que las partes meridionales estuvieron probablemente menos controladas por el poder franco. Pero desde finales del siglo XI, el ducado de Aquitania en realidad incluía las actuales regiones de Poitou-Charentes (Poitou, Angoumois, Saintonge), Limosín, Périgord, Bordelés y Gascuña. Ese antiguo ducado corresponde casi exactamente a la nueva región. También hay que señalar que las entidades que han sido siempre parte de Aquitania desde finales de la Antigüedad y en la Edad Media son: Poitou, Angoumois/Saintonge, Limosín y Périgord; el Bordelés y las regiones más al sur no fueron reintegradas al ducado de Aquitania hasta la mitad o segunda parte del siglo XI. Por tanto, el nombre de «Aquitania» sería pertinente desde los puntos de vista histórico e identitario para designar la nueva región.
La opción del nombre «Aquitania» también fue defendida por el geógrafo Guy Di Méo, profesor universitario de Universidad Burdeos-Montaigne, para quien «Aquitania sería un nombre que tendría sentido. La gran Aquitania romana y medieval tenía un tamaño que corresponde aproximadamente con la futura gran región. El nombre Limousin sería un poco restrictivo, mientras que Poitou-Charentes es una construcción contemporánea, una invención política bastante cuestionable».

## Geografía
La región de Nueva Aquitania resulta de la fusión de tres colectividades territoriales (Aquitania, Limosín y Poitou-Charentes) decidida en el marco de la reforma territorial de 2014. Cubriendo 84 036 km², más grande que la Guyana, será la región más grande de Francia (incluidas la Francia metropolitana y la Francia de ultramar). Es una de las cuatro partes constituyentes del Mediodía francés. 
Abarca parte del Gran Sudoeste, doce departamentos en total: Charente, Charente Marítimo, Corrèze, Creuse, Dordoña, Gironda, Landas, Lot-et-Garonne, Pirineos Atlánticos, Deux-Sèvres, Vienne y Haute-Vienne. Su ciudad más grande, y única metrópoli, es Burdeos (241 287 hab. en la comuna en 2012), en el corazón de una aglomeración de casi un millón de habitantes; se beneficia de una red de grandes ciudades y poblaciones medianas repartidas por todo su territorio formando unidades urbanas que se complementan: Bayona (226 811 hab.) (45 855 hab. en la comuna), Pau (197 157 hab.) (78 506 hab. en la comuna), Limoges (185 555 hab.) (136 221 hab. en la comuna), Poitiers (128 160 hab.) (87 646 hab. en la comuna), La Rochelle (126 882 hab.) (74 123 hab. en la comuna), Angulema (108 304 hab.) (42 014 hab. en la comuna), Agen (79 764 hab.) (33 730 hab. en la comuna), Brive-la-Gaillarde (75 925 hab.) (47 411 hab. en la comuna), Niort (71 046 hab.) (57 607 hab. en la comuna), Périgueux (66 423 hab.) (29 906 hab. en la comuna), Bergerac (64 427 hab.) (27 972 hab. en la comuna), Villeneuve-sur-Lot (49 354 hab.) (23 377 hab. en la comuna), Dax (48 820 hab.) (20 364 hab. en la comuna), Châtellerault (40 725 hab.) (31 537 hab. en la comuna), Mont-de-Marsan (40 269 hab.) (31 018 hab. en la comuna). Si se toma en consideración el área urbana, se constata que la nueva región alberga seis de las cincuenta mayores áreas urbanas del territorio francés (población en 2011): Burdeos (1 140 668 hab.), Bayona (283 571), Limoges (282 876), Poitiers (254 051), Pau (240 898) y La Rochelle (205 822). 
Nueva Aquitania está limitada: en el noroeste, por la región de Pays de la Loire; en el norte, por la región de Centro-Valle del Loira; en el este, por Auvernia Ródano-Alpes; en el sureste, por la también nueva región de Occitania; y al sur, por España. La región cubre una gran parte de la cuenca aquitana y una pequeña porción de la cuenca parisina (la frontera entre las dos está situada en el seuil del Poitou) y de la placa de Limosín (perteneciente al Macizo Central) y la parte occidental de la cadena de los Pirineos. Se inscribe en las cinco cuencas hidrográficas que vierten al océano Atlántico: Loira, Charente, Garona y Dordoña (y su extensión en el estuario de la Gironda) y Adur, ríos nutridores que bordean las tierras dedicadas principalmente a la viticultura y a la agricultura.

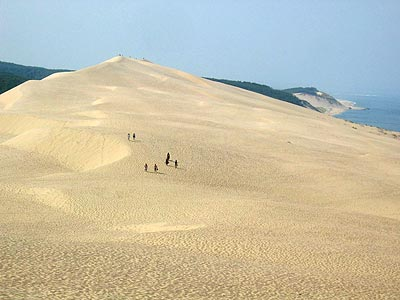
Culminando a 110 metros, la duna de Pilat es la duna más alta de Europa.

Nueva Aquitania cuenta con una gran fachada marítima de casi 720 km abierta al océano Atlántico, desde la Reserva Natural Nacional de la Bahía de Aiguillon y el estuario del Sèvre Niortaise (al norte de Charron) hasta el estuario del Bidasoa (al sur de Hendaya) e incluye las islas del archipiélago de Charente (islas de Ré, Oléron, Aix y Madame) y la amplia muesca en la cuenca de Arcachón. Este territorio variado es el dominio de la ostricultura (ostras de Marennes-Oléron y de la bahía de Arcachon), de la mitilicultura (mejillones de la bahía del Aiguillon), y del turismo, materializado por la presencia de famosos balnearios como Arcachón (Costa de Plata), Biárriz (costa Vasca) o Royan (costa de Beauté). Su parte norte (costas charentesas y estuario de la Gironda) está incluido en el Parque natural marino de los pertuis charentais y del estuario de Gironda, el mayor parque marino francés. 
Desde la península de Arvert hasta la costa del Labort, la costa, casi rectilínea, está bordeada de altas dunas que culminan en la duna de Pilat, por grandes lagos (lago de Hourtin y Carcans, étang de Lacanau, étang de Cazaux y de Sanguinet, étang de Biscarrosse y de Parentis...) y humedales (reserva natural nacional de las dunas y marismas de Hourtin) que preceden a vastos pinares plantados en el siglo XIX. El bosque de las Landas, con mucho el más extenso, cubre casi un millón de hectáreas (de las que casi 950 000 son de pinos marítimos) lo que hace que sea el mayor bosque artificial de Europa occidental. La formación de un gran triángulo a partir de la punta de Grave, al norte, de Soulac-sur-Mer hasta Hossegor, en el sur, y de Nérac, en el este, ha sustituido a las landas ingratas, arenosas y pantanosas que caracterizaron la región durante siglos. El bosque de las Landas está parcialmente incluido en el parque regional de las Landas de Gascuña, que comienza al sur de Burdeos.
Más al norte, en la continuación del bosque de las Landas, en la margen derecha del estuario de Gironda, el bosque de Coubre tiene las mismas características, formando el principal pulmón verde de Royannais, con casi 8000 hectáreas. Otros importantes bosques cubren la región: en el País Vasco Francés, el bosque de Iraty cubre más de 17 000 hectáreas; en las fronteras de los departamentos de Charente, Charente Marítimo y Dordoña, el bosque de la Doble, marcado por unos 500 cuerpos de agua, cubre aproximadamente 50 000 hectáreas; más al norte, cerca de Poitiers, el bosque de Moulière abarca casi 6800 hectáreas; Más al este, ya cerca de Guéret, el bosque de Chabrières alcanzó las 2000 hectáreas.

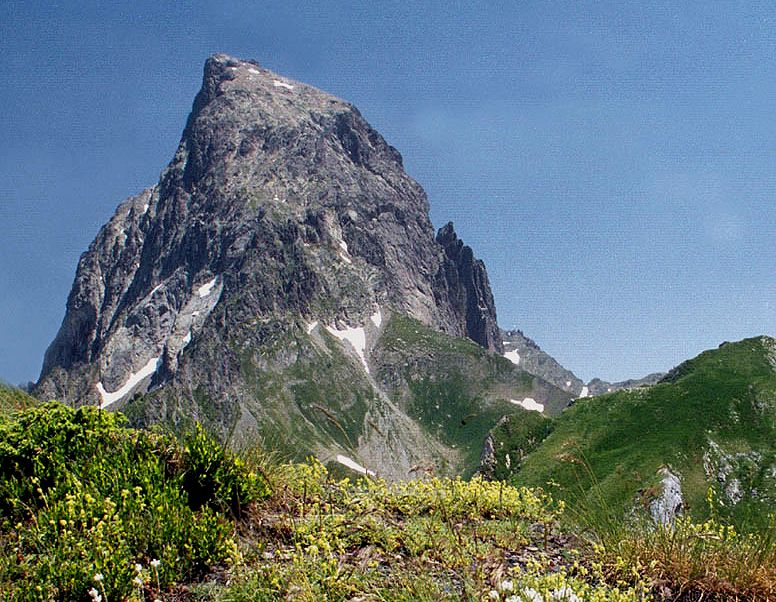
El pico de Midi d'Ossau se eleva hasta los 2884 m.

El extremo sur de la región presenta un carácter montañoso, con la presencia del macizo de los Pirineos. Si su parte occidental (montañas del Labourd) se compone más de altas colinas verdes que por lo general tienen dificultades para alcanzar los 1000 m —la Rhune, cerca de Bayona, tiene 905 m; pero más al este, el punto culminante del País Vasco francés, el pico de Orhy, se eleva sin embargo a 2017 m—, la región de Pau está marcada por paisajes más minerales, y está rodeada de altas cumbres, a menudo superiores a 2000 m. El punto culminante de la región, el pico Palas (2974 m) se encuentra no muy lejos. Otros picos pirenaicos de la región son también el espectacular pico de Midi d'Ossau (2884 m), el pico de Arriel (2824 m), el pico de Ger (2613 m), cerca de la estación invernal de Gourette, el pico de Anie (2504 m), el Latte de Bazen (2472 m), el pico de Ansabère (2377 m), el pico de la Arraille (2147 m) o el pico de Arlas (2044 m). 
Esta región accidentada es atravesada por numerosos torrentes de montaña, llamados gaves: entre ellos figuran la gave de Pau, la gave de Bious, la gave de Ossau o incluso las gaves réunis, en el límite de los departamentos de Landas y Pirineos Atlánticos. El valle de Ossau, uno de los tres grandes valles del Bearne, se extiende desde los suburbios de Pau hasta el col del Pourtalet, en la frontera española. Sus lagos glaciares, su fauna y su flora excepcionales explican su integración en el parque nacional de los Pirineos.
Perteneciente al Macizo Central, el Limosín presenta también tiene un relieve marcado, con sus altas mesetas y algunas cimas erosionadas con que dominan valles verdes y bosques de robles y castaños. La meseta del Limosín, tallada por los valles del Vienne (que riega su capital, Limoges), del Isle, del Vézère o del pintoresco Corrèze, con sus relieves encajados, que apenas superan los 500 m. Marca la línea divisoria de aguas entre la cuenca del Loira, al norte (fuentes del Briance, del Aixette, del Grêne o del Gorre), de la cuenca del Dordoña, al sur (fuentes del Dronne, del Isle, del Auvézère) y cuenca marítima del Charente, al oeste.

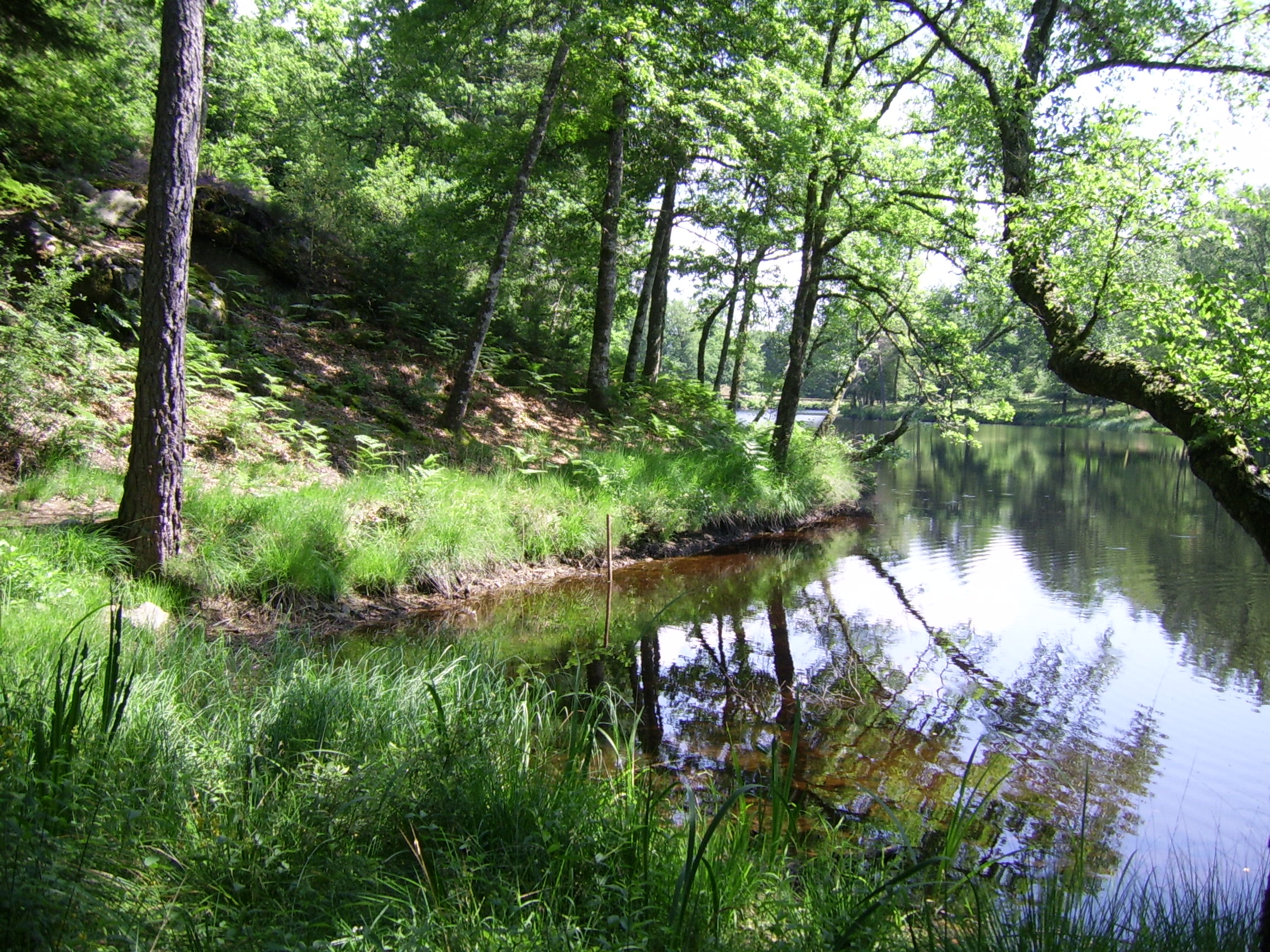
Paisaje forestal en Corrèze.

Los montes del Limosín, que reagrupan una serie de pequeñas macizos (montes de Fayat, macizo de los Monédières, montes de Châlus) culminan en el monte Bessou (976 m), en Corrèze. Más al norte, los montes de la Marche, que se dividen en montes de Guéret, montes de Ambazac y montes de Blond, se parecen más a altas colinas boscosas, salpicadas de pastos, que a verdaderos picos. Culminan en Signal de Sauvagnac (701 m), en Haute-Vienne. El suroeste del Limosín y el noroeste del Périgord están integrados desde 1998 en el parque natural regional de Périgord-Limosín, mientras que el parque natural regional de Millevaches en Limosín, creado en 2004, está asociado con la homónima meseta de Millevaches.
La parte septentrional de la región, que corresponde al Haut-Poitou histórico, se organiza en torno a una meseta de vocación agrícola y vitivinícola (viñedo de Haut-Poitou) regada por los ríos Vienne y Clain —e incluso por el Gartempe—, que forman valles poco encajados, a menudo bordeados de bosques de robles. Más al sur, el Niortais presenta paisajes abiertos (openfields) de dominancia cerealista, pero también de ricas zonas de humedales, como la marisma poitevina, un legado de un antiguo golfo marino relleno de aluvión, que se divide en pantanos húmedos (se habla más voluntariosamente de la «Venecia Verde» (Venise verte) y pantanos desecados, reconvertidos a la policultura. La ciudad de Niort, en el Sèvre Niortaise, la principal aglomeración del Haut-Poitou fuera de Poitiers, hace de puerta a esta Venecia verde de la que gran parte pertenece al parque natural regional de la marisma poitevina, establecido en 1979, clasificado como Grand site de France.
Más al sur se encuentran las Charentes, que corresponden a las antiguas provincias de Aunis, de Angoumois y de Saintonge. El Aunis recuerda a los paisajes del Niortais, con sus grandes pantanos que se extienden desde La Rochelle a Rochefort (bahía de Yves, pantano de Rochefort, de Broue y de Brouage) pero también las islas de Ré y de Aix, con paisajes variados que combinan bosques de pinos, playas de arena o incluso la curiosa laguna del Fier d'Ars, con arenas en constante movimiento que alberga una reserva ornitológica. El interior del territorio está marcado por la presencia de una rica llanura cerealística que evoca la Beauce por su relieve abierto sobre el horizonte. En el centro de este espacio, la ciudad de Surgères sigue siendo una tierra de pastos, donde la producción lechera ha conservado toda su importancia: la pequeña ciudad aunisienne es, pues, un centro de producción de mantequilla Charentes-Poitou.

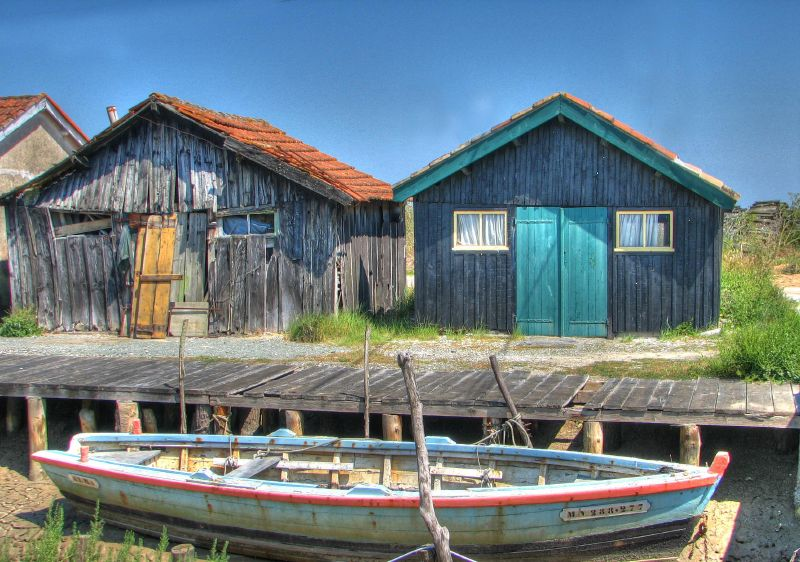
El sitio ostréicola de Fort-Royer, en la cuenca de Marennes-Olerón.

El Angoumois forma una zona de transición entre las llanuras costeras de Aunis, las grandes «champagnes» de Saintonge y la meseta lemosina. Salpicado por pequeñas colinas, parece vivir al ritmo de la Charente, verdadera arteria que riega sus principales ciudades, Angulema, Coñac y Jarnac. Gran región vitícola, se produce allí un alcohol reconocido internacionalmente, el coñac, que es un eau-de-vie, así como el pineau des Charentes. El cuarto oeste de las Charentes está formado por la Saintonge, territorio organizado alrededor de las ciudades de Saintes, la primera capital de Aquitania en la época romana, y de Royan.
En la continuación del Angoumois, la Dordoña se corresponde aproximadamente con la antigua provincia de Périgord. Llamada así por el río del mismo nombre, que riega Bergerac pero no su prefectura, Périgueux (en la ribera del Isle), el territorio con paisajes variados tiene una tasa de forestación importante (45%), que le hace el tercer mayor departamento forestal del país. En los grandes bosques de robles y castaños del Périgord verde, organizado en torno a Nontron, responden los grandes campos de cereales del Périgord blanco, apodado «el granero del Périgord», los robledos, nogaleras y trufales del Périgord negro, alrededor de Sarlat-la-Canéda, y los viñedos del Périgord pourpre o Bergeracois, donde se produce bergerac, monbazillac o pécharmant.

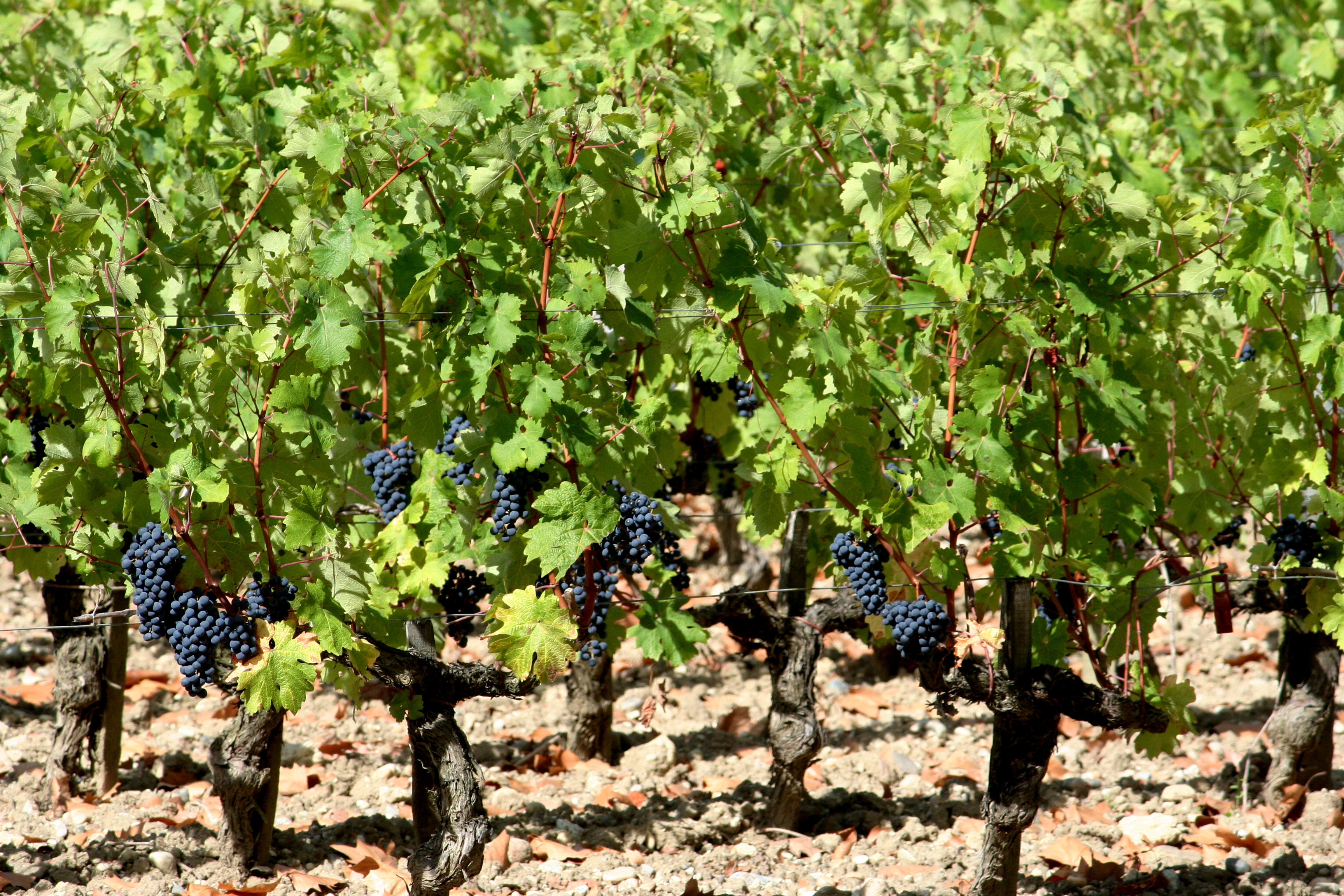
Viñedos del dominio de Château Margaux, en el viñedo del Médoc.

El estuario de Gironda, que hace de enlace entre la Saintonge, el Blayais, el Médoc y la Guyens occidental, es en sí mismo un mundo aparte. Es el estuario silvestre más grande de Europa, clasificado como parque marino con los pertuis charentais. Está bordeado por grandes pantanos («petite Camargue») y laderas donde se producen la mayor parte de los sobresaliente vinos de Burdeos, desde el grandes crudos médocains en la orilla izquierda del Garona (pauillac, margaux, saint-estèphe, saint-julien) hasta blaye-côtes-de-bordeaux y a côtes-de-bourg del viñedo del Blayais y del Bourgeais, en la orilla derecha del Dordoña.
Extendiendo sus cerros y pantanos entre el Dordoña y el Garona hasta las puertas del Lot y Garona, la región natural de Entre-deux-Mers sigue con su viñedo de vinos blancos secos o licorosos (cadillac, loupiac, sainte-croix-du-mont). Las piedras de sus canteras de caliza de Astéries fueron utilizadas para la construcción de edificios bordeleses como el palacio Gallien del siglo III y las mansiones de los siglos XVIII y XIX.
En la otra orilla de ambos ríos se desarrollan de nuevo, hacia el norte, en la margen derecha del Dordoña, el viñedo del Libournais (pomerol, saint-émilion, fronsac) y al sur, en la orilla izquierda del Garona, el viñedo de las Graves (pessac-léognan) y el viñedo de Sauternes (sauternes, barsac). De fama internacional, el viñedo de Burdeos ha contribuido durante siglos a la reputación de la región. Sus producciones se exportan en todo el mundo.
Más al sur, en la orilla izquierda del Garona, se extiende hasta el Atlántico la gran llanura de las Landas de Gascuña (oeste del Gironda y norte del departamento de Landas), que comienza a las puertas de Burdeos y muere al pie de los Pirineos. Ocupada en gran parte por el bosque de las Landas, es también una región agrícola importante (cultivo de maíz) y alberga una estación termal de fama internacional, Dax, también capital de la Chalosse, que es una importante tierra de crianza.

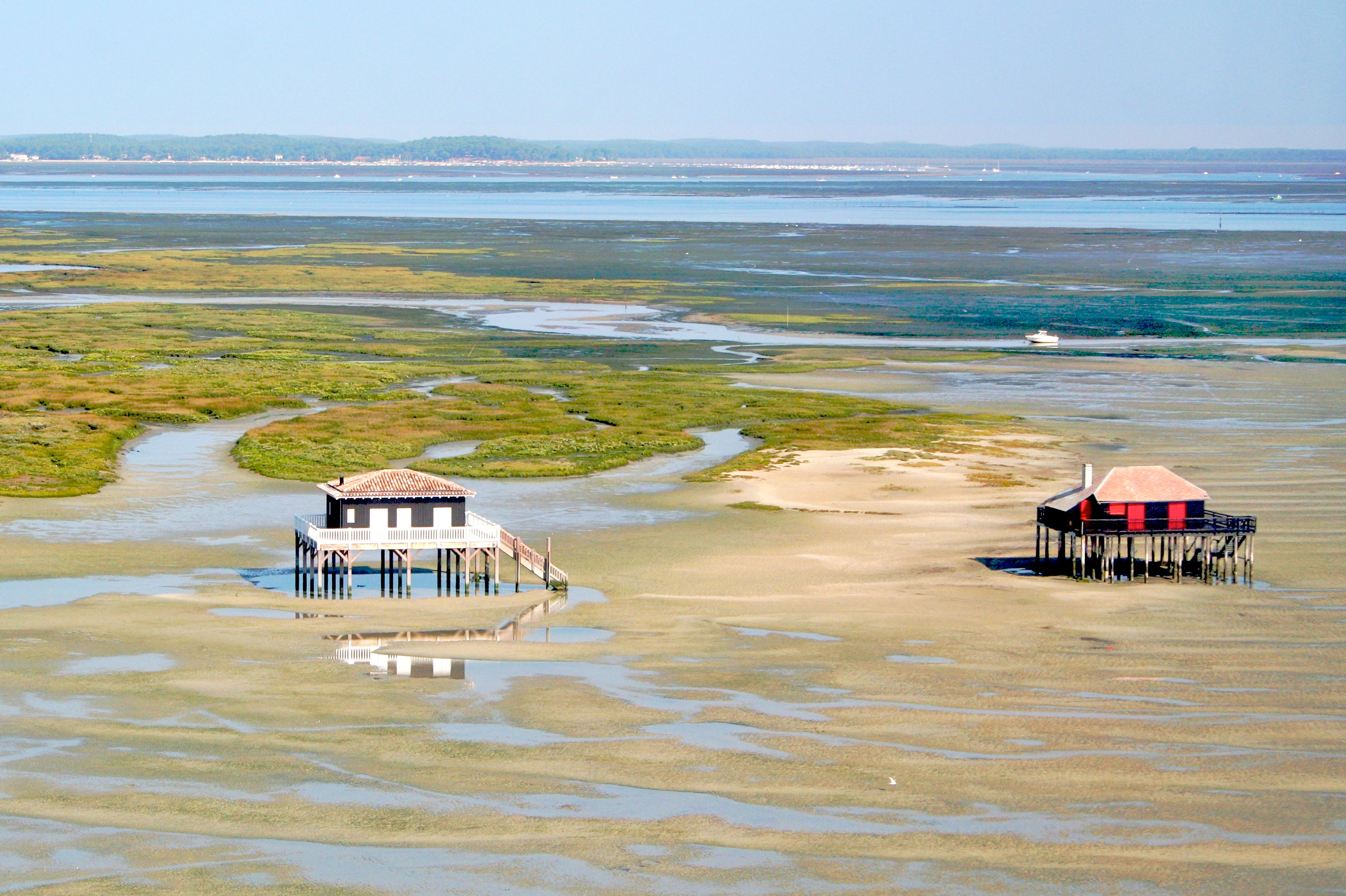
Cabanes tchanquées en la cuenca de Arcachón.

El litoral, sometido a una fuerte erosión, se mantiene muy silvestre. Algunas estaciones balnearias se han construido en las dunas, desde Soulac-sur-Mer, en el norte de la Gironda, pasando por Carcans, Hourtin, Lacanau, Biscarrosse, Mimizan o Capbreton, sin olvidar las que limitan la cuenca de Arcachón: Arcachón, Andernos-les-Bains, Lège-Cap-Ferret, Pyla-sur-Mer. Esta vasta laguna, largamente abierta sobre el océano, alberga desde 2014 el parque natural marino de la cuenca de Arcachón.
La Guyenne oriental corresponde en parte al departamento de Lot y Garona. Rica región agrícola y cerealista regada tanto por el río Lot como por el Garona, es famosa por sus ciruelas, que tomaron el nombre de su capital, Agen (casi 8000 hectáreas de tierras están dedicadas a huertos de ciruela Ente), mientras que Marmande es famosa por sus tomates. El clima templado también explica por qué se cultiva ahí el tabaco, las fresas (gariguettes) y las vides, que se utilizan para producir las côtes-du-marmandais, las costas de Duras, el buzet o los côtes du Brulhois, que se relacionan con el vasto viñedo del Suroeste. Pero la verdadera gloria de esta tierra es el armañac, variante gascona del coñac, que se exporta a todo el mundo. Su viñedo cubre una parte de los departamentos de Lot-et-Garonne y de Landas, y también de Gers (en la vecina región de Occitania). Produce también el floc de Gascuña, con delicados toques florales.
El extremo sur de la región está formado por dos territorios de fuerte identidad, el País Vasco Francés (Pays Basque  o Ipparalde) y el Bearne. El primero, que se organiza en torno a Bayona, Biárriz, San Juan de Luz (Labourd), Mauléon-Licharre (Sola) o San Juan de Pie de Puerto (Baja Navarra), debe a su clima cálido y húmedo su costa verde, ya que las lluvias del Atlántico se deshacen contra la barrera pirenaica. La costa, con sus balnearios distinguidos o familiares, que lo hacen un popular destino estival. El interior, más rural, conserva una fuerte tradición agrícola y un sólido suelo viticola, simbolizado por el viñedo de irouléguy, además de por licores tradicionales como el izarra y el pacharán, eaus-de-vie característicos de Baja Navarra.
Anclado en el corazón de los Pirineos, el Béarn opone al País Vasco Francés sus tradiciones gasconas. Formado por una sucesión de suaves colinas y valles (el de la gave de Pau, que concentra la capital, Pau y varias ciudades como Orthez y Navarrenx, las más pobladas), que incluye los valles de Aspe, de Barétous y de Ossau (con el col del Aubisque). La agricultura ocupa siempre un lugar destacado, como la viticultura (jurançon, madiran), aunque también están representados los sectores aeronáutico y petroquímico. Se concentran en Béarn las principales estaciones de esquí de la región, como Artouste, Gourette, Issarbe, La Pierre Saint-Martin y Le Somport.

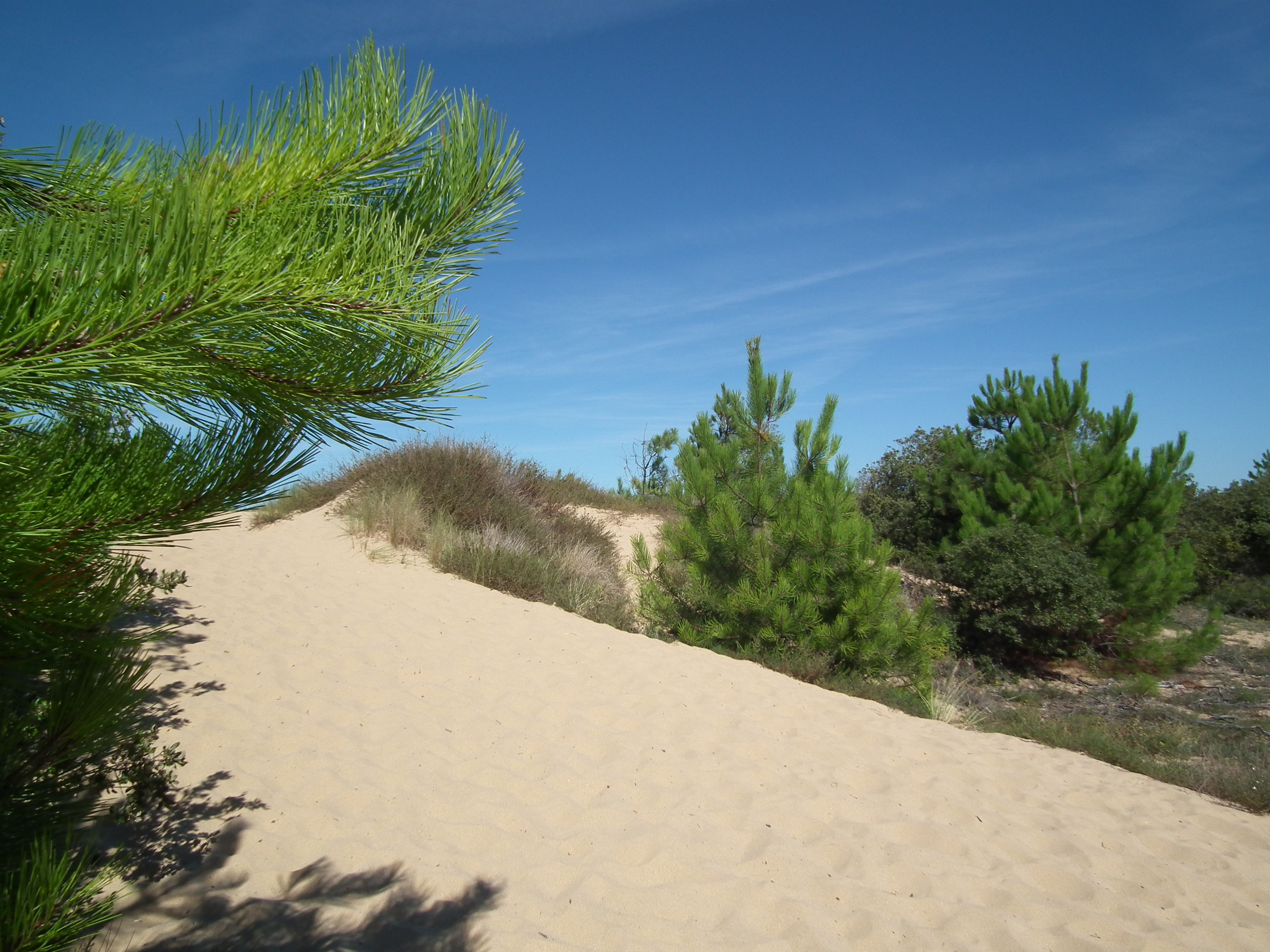
Dunas en la isla de Oléron (Charente Marítimo).
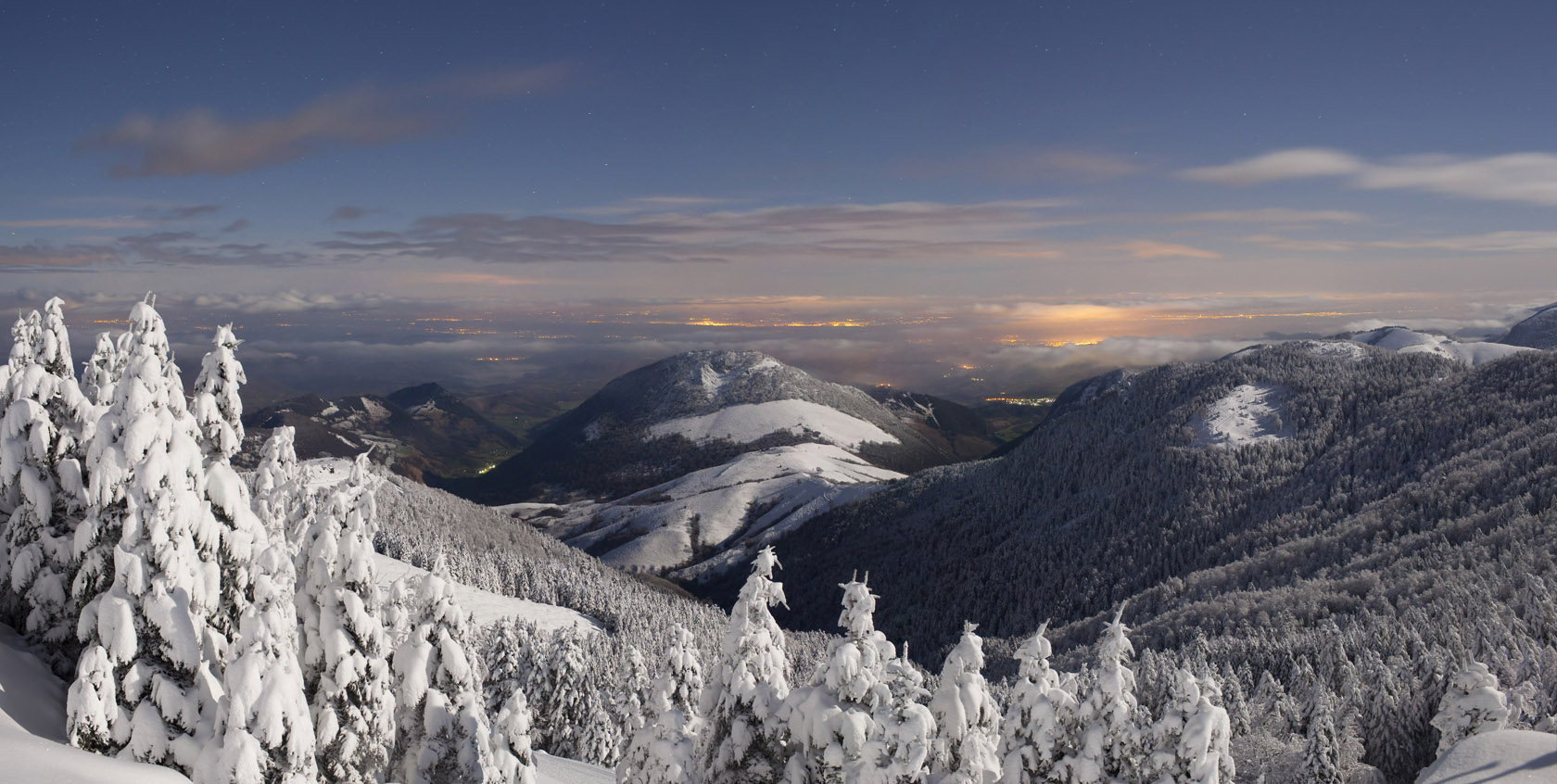
El valle de Baretous visto desde el pico de Issarbe (Pirineos Atlánticos)
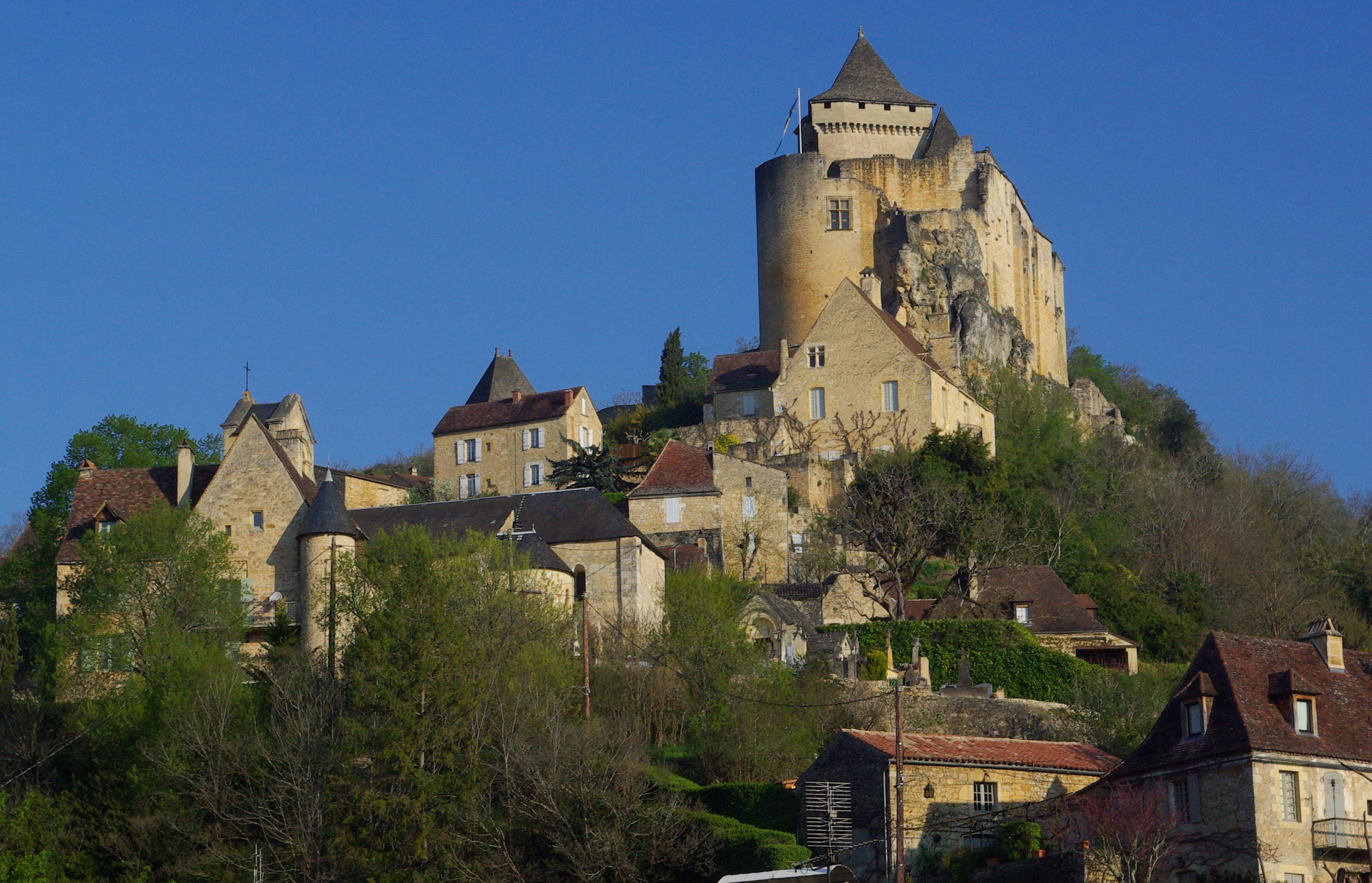
El pueblo de Castelnaud-la-Chapelle (Dordoña).
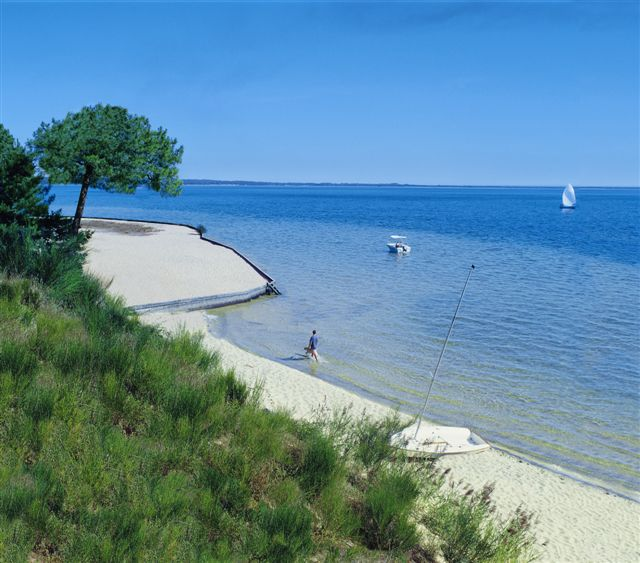
Playa en el borde del lago de Biscarrosse (Landas).
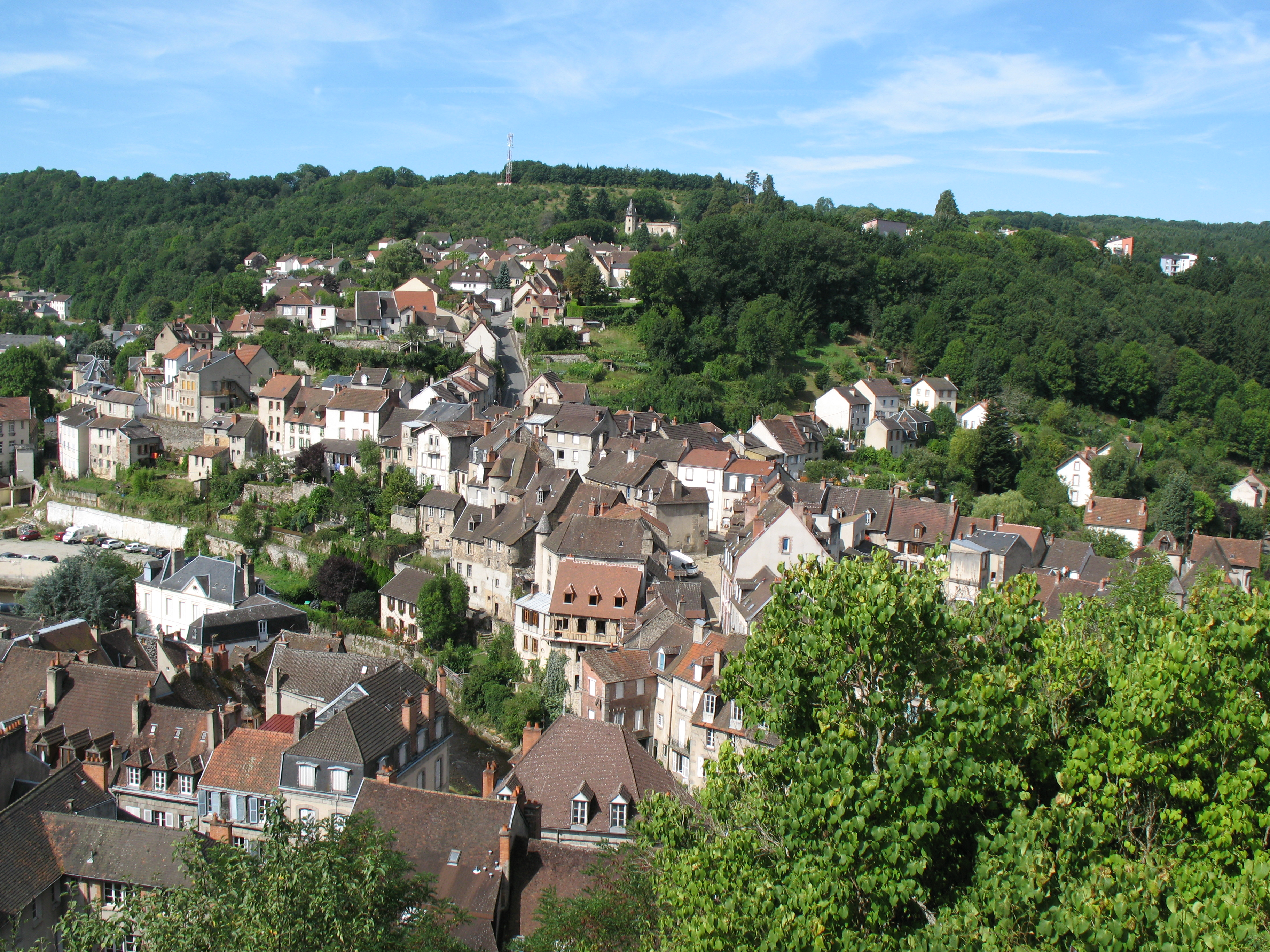
El casco antiguo de Aubusson (Creuse).

## Clima

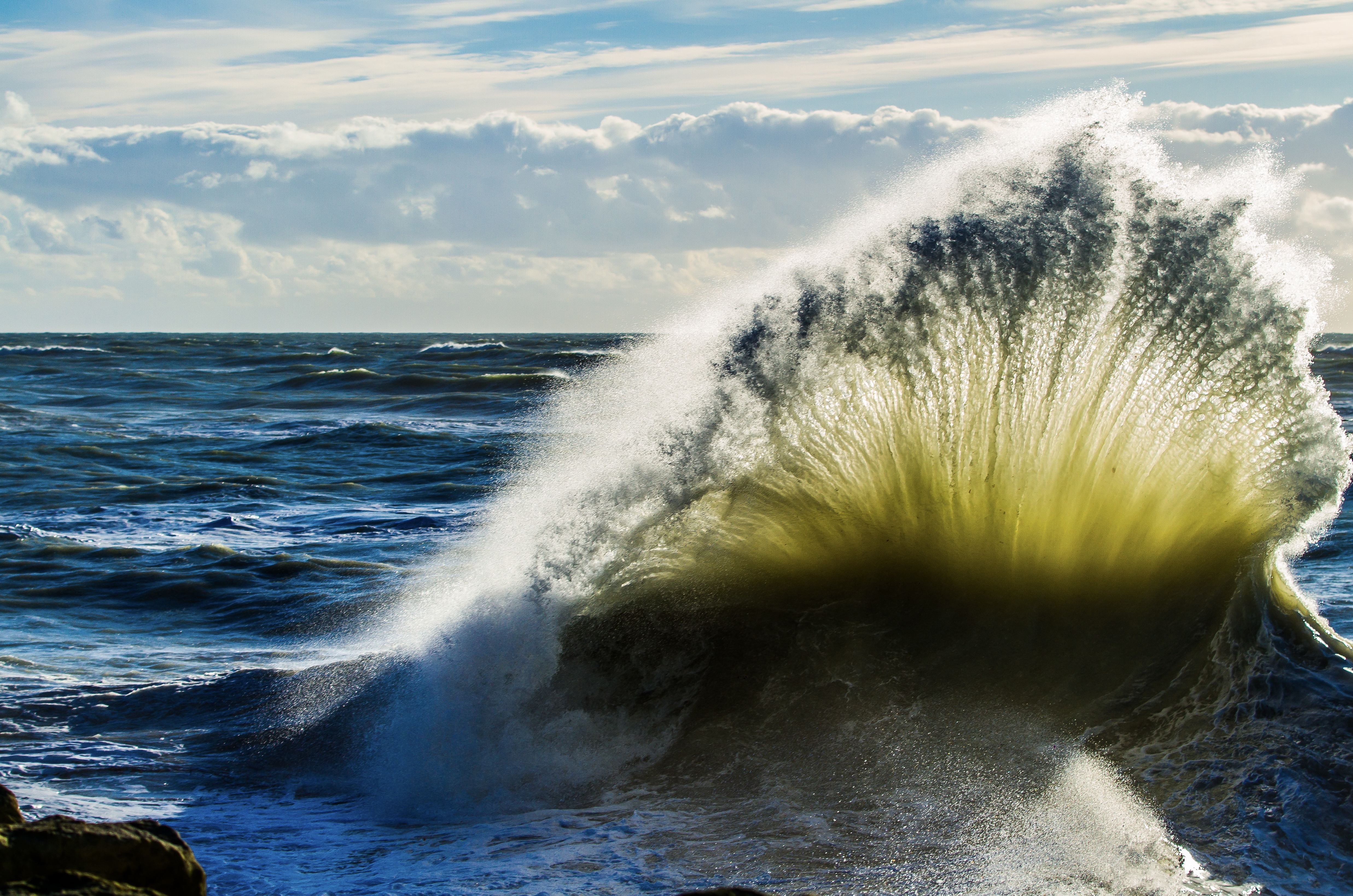
Una ola sobre las rocas de Saint-Clément-des-Baleines, en la isla de Ré.

La región de Nueva Aquitania se beneficia esencialmente de un clima oceánico más o menos alterado. Se puede distinguir el clima oceánico aquitano, que se refiere a la mayor parte del territorio (desde las Charentes a Landas), el clima oceánico parísino (Poitou), el clima oceánico Limousin, teñido de influencias semi-continentales (Limousin) y el microclima oceánico basque, más húmedo (mitad occidental de los Pirineos Atlánticos y sur de las Landas). El Pirineo goza de un clima especial que varía con la altitud: el clima pirenáico, que es una variación del clima de montaña.
En el norte de la región, el clima oceánico parisino está marcado por las precipitaciones moderadas, los veranos cálidos y los inviernos fríos, pero sin excesos. El seuil du Poitou actúa como una relativa barrera climática y las regiones situadas más al sur pertenecen al dominio climático oceánico aquitano. Las zonas costeras son globalmente las más húmedas, con precipitaciones moderadas durante todo el año, a excepción de los meses de verano, donde las sequías no son infrecuentes. Los veranos, relativamente cálidos, están atemperados por la brisa marina, y los inviernos son templados. Las heladas son poco frecuentes y la nieve excepcional. El soleamiento es importante, de alrededor de 2000−2200 horas por año, comparable a ciertas áreas del Mediterráneo (Perpiñán). Las precipitaciones estivales a menudo toman la forma de tormentas eléctricas, posiblemente violentas, mientras que el invierno está a veces marcadoa por las tormentas, algunas de las cuales han marcado la región por su naturaleza excepcional: Martin en 1999 (récord de 198 km/h en Saint-Denis-d'Oléron), Klaus en 2009 (172 km/h en Biscarrosse) o Xynthia en 2010 (160 km/h en la isla de Ré).
El clima de la Charente limousine y del Limousin, más húmedo y más frío, sigue siendo templado con primaveras templadas y veranos muy calurosos, con variaciones debidas a la altitud. La insolación media anual alcanza las 1850 horas. El clima del País Vasco y del sur de las Landas se distingue por sus veranos cálidos, inviernos suaves, pero sobre todo por su alta pluviosidad, con las perturbaciones atlánticas que baten sobre los contrafuertes pirenáicos. Este microclima explica la presencia de la abundante vegetación y el aspecto verde de la región, que difiere del de la vertiente española. Las nieblas son frecuentes, pero generalmente se disipan rápidamente.
En cuanto al clima de los Pirineos, de tendencia subocéanica en el Béarn, está sujeto a frecuentes «efectos de tapón» (effets de bouchon) cuando las perturbaciones de norte-noroeste vienen a batir contra las montañas pirenáicas. Los fondos de los valles, verdaderos «embudos de nubes» (entonnoirs à nuages) son particularmente regados. La nieve del invierno es importante por encima de 1200 m. El valle de Pau goza de un microclima, sin embargo, marcada por un fuerte soleamientoo (casi de 1900 horas/año), la alta precipitación (1100 mm/año) y una ausencia casi total de heladas en invierno. Las precipitaciones suelen ser breves, pero regulares y distribuidas en todo el año.

## Transportes

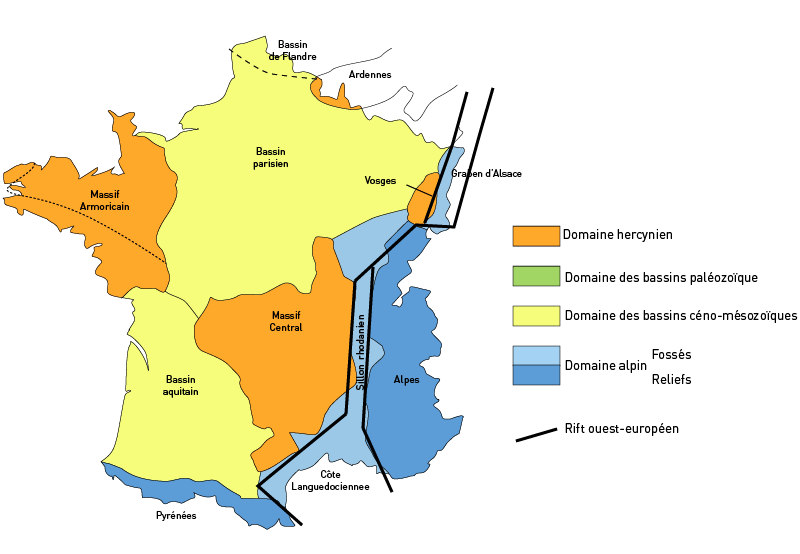
La cuenca aquitana en un mapa de Francia.

Nueva Aquitania es una región de tránsito entre la cuenca parisina (y especialmente la Isla de Francia) y la península ibérica, sino también entre el surco rodaniano y las regiones atlántica y mediterránea (mediodía toulosano). Esta situación implica desde hace años el desarrollo de ejes principales de carreteras y autopistas, incluso en el marco de las ruta de los Estuarios y también de la alta velocidad París-Burdeos-Toulouse-España, lo que debería ayudar a acortar significativamente los viajes en tren.

### Vías rodadas

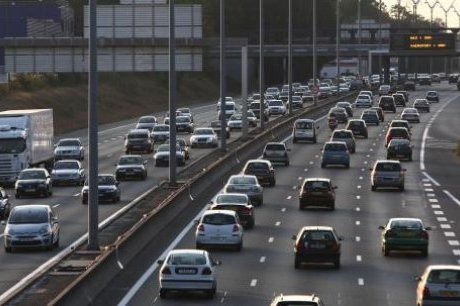
La vía de circunvalación de Burdeos (autoroute A630) soporta un tráfico particularmente importante.

Muchas carreteras y autopistas de la región irradian desde Burdeos y simplemente se desarrollan en el cinturón periférico (circunvalación bordelesa y autoroute A630). Los principales ejes utilizados para el refuerzo de la red de carreteras y autopistas es además algunos enlaces terminales diseñados para agilizar el acceso a los dos principales centros turísticos de la región, Arcachon (a través de la autoroute A660) y Royan (por a través de la N150, parcialmente por vías de 2x2 carriles).
Sirviendo de arteria principal entre Burdeos y París, la autoroute A10 (llamada «La Aquitana») fue puesta en servicio en 1981. Pertenece a la red de autopistas del sur de Francia y proporciona acceso a varias ciudades del norte de la región: Saintes, Niort o incluso Poitiers. Desde Saintes, la autoroute A837  permite llegar a la localidad de Rochefort (y más allá a través de una vía esprés de 2x2 vías, a la prefectura de la Charente Marítimo, La Rochelle). Más al norte, en Niort, un intercambiador permite el acceso a la autoroute A83, a la Vendée y a Nantes (Pays de la Loire). Otra importante vía carretera permite la conexión entre Burdeos y Poitiers, la N10, es la carretera principal de la Charente que pasa por su ciudad más grande y capital, Angulema. Su ruta de 2x2 vías, planificadas desde los años 1980, se está finalizando y debe ser efectiva en 2015.
Conectando el este de la aglomeración bordelesa (Libourne) con el Gran Lyon, la autoroute A89 (conocida como «La Transversal») discurre por la parte oriental de la región, facilitando los trayectos entre Burdeos y las ciudades de Périgueux, Brive-la-Gaillarde, Tulle y Ussel. Un poco más al sur, la D936, que sigue más o menos el curso del Dordoña, se inserta en la vía de circunvalación de Burdeos a través de un intercambiador en las comunas de Cenon y Floirac. Da acceso en Gironda a las ciudades de Branne, Castillon-la-Bataille y Sainte-Foy-la-Grande, y a Bergerac en Dordoña.
Al sureste de Burdeos, un intercambiador dispuesto en la carretera de circunvalación en la comuna de Villenave-d'Ornon permite un acceso a la autoroute A62, la parte occidental de la autopista de Dos Mares. Siguiendo un eje lateral en el Garona, que permite llegar a Langon, Marmande, Agen y más allá, a Toulouse. Dobla la D10, que discurre por la orilla derecha del Garona, que sirve al sureste de la Gironda antes de dirigirse al departamento de Landas. Al sur de Langon, la autoroute A65 se puso en funcionamiento en diciembre de 2010. Pasando por Bazas, Mont-de-Marsan y Aire-sur-l'Adour, une con la aglomeración de Pau a nivel de Lescar.
Al suroeste de Burdeos, la autoroute A63 es uno de los ejes importantes de la red de carreteras regional. Form una gran arteria casi rectilínea a través de las vastas extensiones llanas de las Landas de Gascuña, cruza el sur de Gironda y las Landas (pasa cerca de Dax pero evita la prefectura, Mont-de-Marsan) antes de unir con Bayona y el País Vasco hasta Irún, en la frontera española, el principal cruce fronterizo. Particularmente frecuentada, especialmente durante el verano, soporta una intensidad media diaria de 34 000 vehículos (incluyendo 8000 camiones), aumentando a 50 000 vehículos (incluyendo 10 000 camiones) durante los meses de verano. Los otros cruces fronterizos, menos frecuentados, pero menos directos, son el túnel de Somport y el col del Pourtalet.
El País Vasco y el Béarn también son atendidos por un eje carretero paralela a la cadena de la Pirineos, lo que facilita el acceso a Toulouse y las regiones mediterráneas: la autoroute A64, conocida como «La Pirenáica». Parte de Briscous (en las afueras de Bayona), continúa hacia Pau antes de llegar a Tarbes, en la vecina nueva región de Occitania), y la carretera de circunvalación de Toulouse.
La región oriental está bien comunicada por la autoroute A20, eje norte-sur que une París y Toulouse, reduciendo el aislamiento del Limousin. Pasa a través de La Souterraine, Limoges y Brive-la-Gaillarde. Otra vía importante, la ruta europea E603, conecta Limoges con Angulema y Saintes. Representa uno de los principales eslabones de la ruta Centro-Europa Atlántica, importante vía de comunicación entre el valle del Ródano y la fachada atlántica, que se divide en varias trazas a la altura de Angulema y Saintes (Burdeos, Royan y La Rochelle). En cuanto a las ruta nacional 21 que une Limoges con Lourdes (sirviendo a las ciudades de Périgueux, Bergerac, Villeneuve-sur-Lot, Agen, Auch y Tarbes (las dos últimas en Midi-Pyrénées), su acondicionamiento ha estado en marcha desde hace algunos años.

### Vías ferroviarias
La red ferroviaria regional se organiza en torno a las principales aglomeraciones: Burdeos, Limoges, Poitiers, La Rochelle y Bayona. La línea principal es la que une París y Madrid, vía Poitiers, Burdeos y Hendaya. Ambas estaciones albergar el TGV francés. Luego viene la línea París-Touluose que pasa por Brive-la-Gaillarde y por Limoges. El territorio también está servido por vías secundarias, en las que circulan principalmente TER de las redes de Aquitania, Poitou-Charentes y Limousin.
La estación más grande de la región es la estación de Burdeos-San Juan, que acoge a 10 millones de pasajeros al año; luego viene la estación de estación de Limoges-Bénédictins con 2,5 millones de viajeros y la estación de Brive-la-Gaillarde con 1,5 millones de pasajeros. La ciudad de Poitiers tiene dos estaciones: Poitiers-Centro y la estación de Futuroscope, que sirve al parque tecnológico de Futuroscope. La estación de Angulema tiene una asistencia de alrededor de 1,45 millones de pasajeros al año; la estación de Agen vincula con la región de Midi-Pyrénées y recibe a más de 1 300 000 de pasajeros al año; la estación de Pau tiene cada año casi 1 millón de viajeros, mientras que el número de usuarios de la estación de tren de Dax alcanzó los 820 000 en 2004.

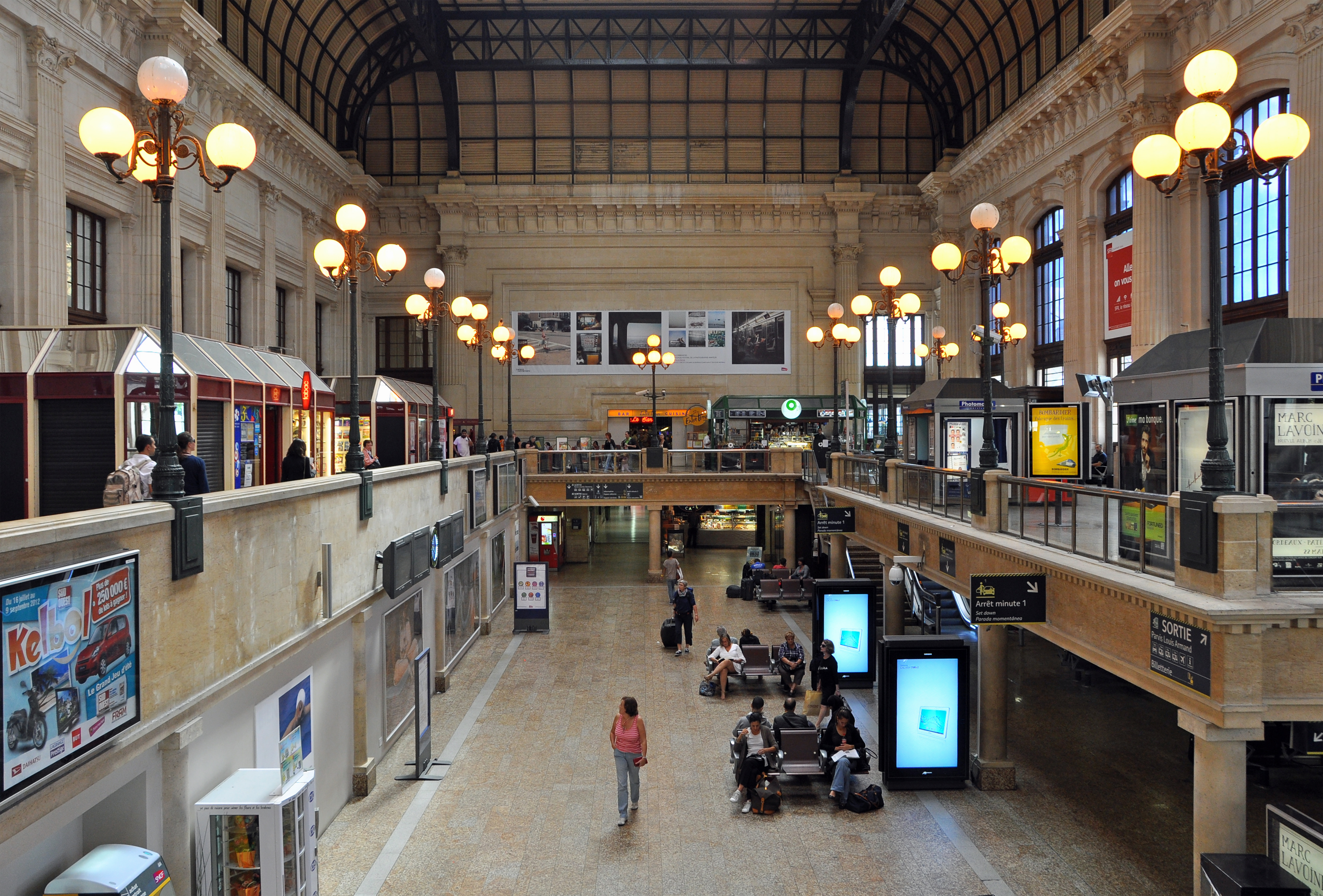
Con sus 10 millones de pasajeros al año, la estación de Burdeos-San Juan es la más importante a nivel regional.

La puesta en servicio de la línea de alta velocidad Sud Europa Atlántico, que es parte de un programa prioritario iniciado por el Estado, debe facilitar los intercambios. El tiempo de viaje entre Burdeos y París (estación de Montparnasse) se espera que pase de las tres horas en 2015 a poco más de dos horas en 2017. Durante el mismo período, los trayectos entre Poitiers y París deberían pasar de un poco menos de 1 hora y 30 minutos a 1 hora y 15 minutos ; entre Angulema y París, de un poco más de dos horas a 1 hora y 40 minutos; entre La Rochelle y París, de un poco menos de 3 horas a 2 horas y 30 minutos. En el mismo tiempo, las conexiones entre varias ciudades de la región también se acortarán, de un viaje de un poco menos de una hora a un poco más de media hora, entre Burdeos y Angulema; y de una hora y media a una hora, entre Burdeos y Poitiers.
Otro proyecto vartebrador para la región, la línea de alta velocidad Burdeos-Frontera española debe ser la prolongación de la línea del Sud Europa Atlántico, pero también de la Y vasca (línea de alta velocidad entre las ciudades españolas de Bilbao, Vitoria, San Sebastián e Irún). Es parte del gran proyecto ferroviario del Suroeste y debería facilitar las conexiones entre Burdeos, Mont-de-Marsan, Dax y Bayona, así como los vínculos entre el sur de la región e Isla de Francia, además también entre la región y España (incluyendo Madrid).
El proyecto de barreau LGV Poitiers - Limoges se inscribe en este contexto, y debería contribuir a acortar considerablemente los viajes entre las dos ciudades (de poco más de una hora y media a 45 minutos), facilitar las conexiones interregionales y el acceso a Île-de-France. Este proyecto representa uno de los enlaces del proyecto Transline (Transversal Alpes Auvernia Atlántico), todavía en estudio.

### Vías aéreas

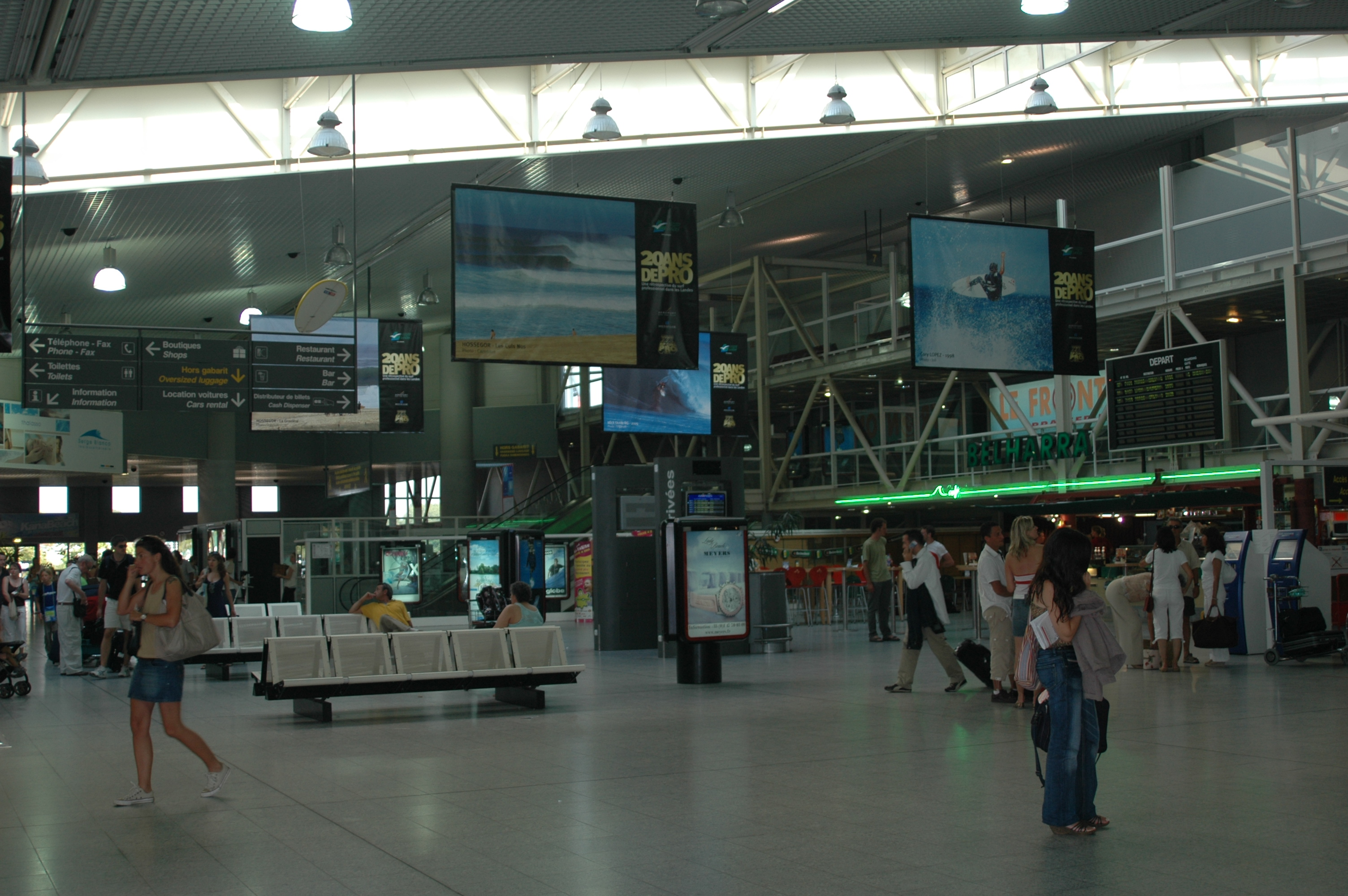
La terminal del aeropuerto de Biarritz–País Vasco, segundo aeropuerto en la región en términos de viajeros.

La región se beneficia de la presencia de varias infraestructuras aeroportuarias, siendo la principal el aeropuerto de Burdeos-Merignac, de nivel internacional, que acoge a casi cuatro millones y medio de pasajeros al año y vuela a muchos destinos; es el séptimo aeropuerto de la Francia metropolitana (el quinta si se exceptúan los aeropuertos parísinos).
El segundo aeropuerto es el aeropuerto de Biarritz-Anglet-Bayonne, que ofrece vuelos a varios países de Europa y acoge a un poco más de un millón de pasajeros; ocupa la 17.ª posición en la Francia metropolitana. El tercer aeropuerto, el aeropuerto de Pau-Pyrénées, tiene alrededor de 650 000 pasajeros/año. Luego viene el aeropuerto de Limoges-Bellegarde, con una acogida de casi 300 000 pasajeros/año, y el aeropuerto de Bergerac-Dordogne-Périgord, creado en 1990, y cuya asistencia ha aumentado de 16 000 pasajeros al año en 2002 a 260 000 en 2010.
El aeropuerto de La Rochelle - Ile de Ré ofrece vuelos a varias ciudades francesas y europeas y tiene alrededor de 215 000 pasajeros/año. Más modestos, los aeropuertos de Poitiers-Biard (100 000 pasajeros), de Brive-Dordogne (60 000 pasajeros), de Agen-La Garenne (40 000 pasajeros) y de Perigueux-Bassillac (8000 pasajeros) ofrecen vuelos nacionales. Los aeropuertos de Angoulême-Cognac y Rochefort Charente Marítimo solamente se dirigen a los vuelos de negocios en ausencia de líneas comerciales regulares.

### Vías marítimas y fluviales

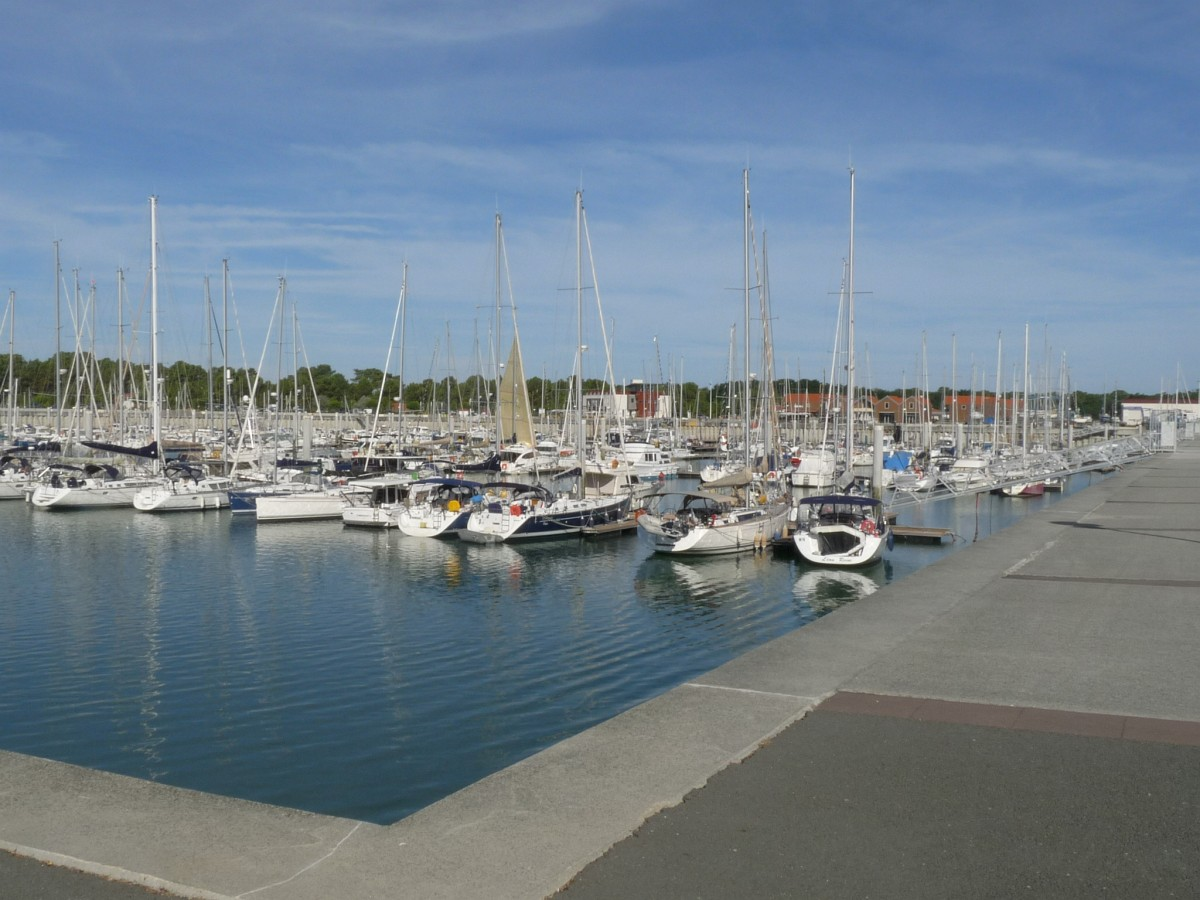
La marina de Port-Médoc, en Verdon-sur-Mer, frente a Royan, en la otra orilla del estuario de Gironda.

Los cruceros atracan principalmente en los puertos de La Rochelle (terminal de La Pallice), del de Verdon-sur-Mer (lanzaderas hasta Royan), de Pauillac, del Burdeos y del de Bayona.
Muchos puertos deportivos están abiertos a barcos más pequeños. Los principales son los de La Rochelle (4800 amarres), de Arcachon (2600 amarres), Port-Médoc (1200 amarres), de Royan (1000 amarres), de Capbreton (950 amarres), de Hendaya (800 amarres), de Saint-Denis-d'Oléron (750 amarres) y de Anglet-Biarritz (425 amarres).
El transporte fluvial se realiza a través de varios ríos de la región: Charente (principalmente entre Rochefort y Angulema), estuario de Gironda, Garona, Dordoña, Lot, Baïse y Adur.
Lugar destacado del turismo fluvial, el canal lateral del Garona es una extensión del canal du Midi (que en conjunto forman el «canal de los dos mares», entre el Atlántico y el Mediterráneo). Enlaza con el Garona en Toulouse y pasa especialmente por Agen (puente-canal de Agen) y continúa hasta Castets-en-Dorthe (Gironda).
El conjunto de la cuenca del Dordoña (río) está clasificada como reserva de la biosfera por la UNESCO desde el 11 de julio de 2012, teniendo por estructura de coordinación el Establecimiento público territorial de cuenca del Dordoña. La cuenca del Dordoña y la del Garona, incluyendo el estuario de Gironda, son uno de los pocos lugares en Francia donde se ha constatado la presencia de ocho especies de peces migratorios, con el salmón del Atlántico, trucha de mar, lamprea de río, lamprea de mar, gran sábalo, sábalo fingida, anguilas y esturión europeo. Otras especies asociadas con el agua, como la nutria común y el visón europeo, o el silbido del penique natación, también están presentes.
Dos agencias de agua (Adour-Garona y Loira-Bretaña) participan en la gestión del agua en la región.

## Economía

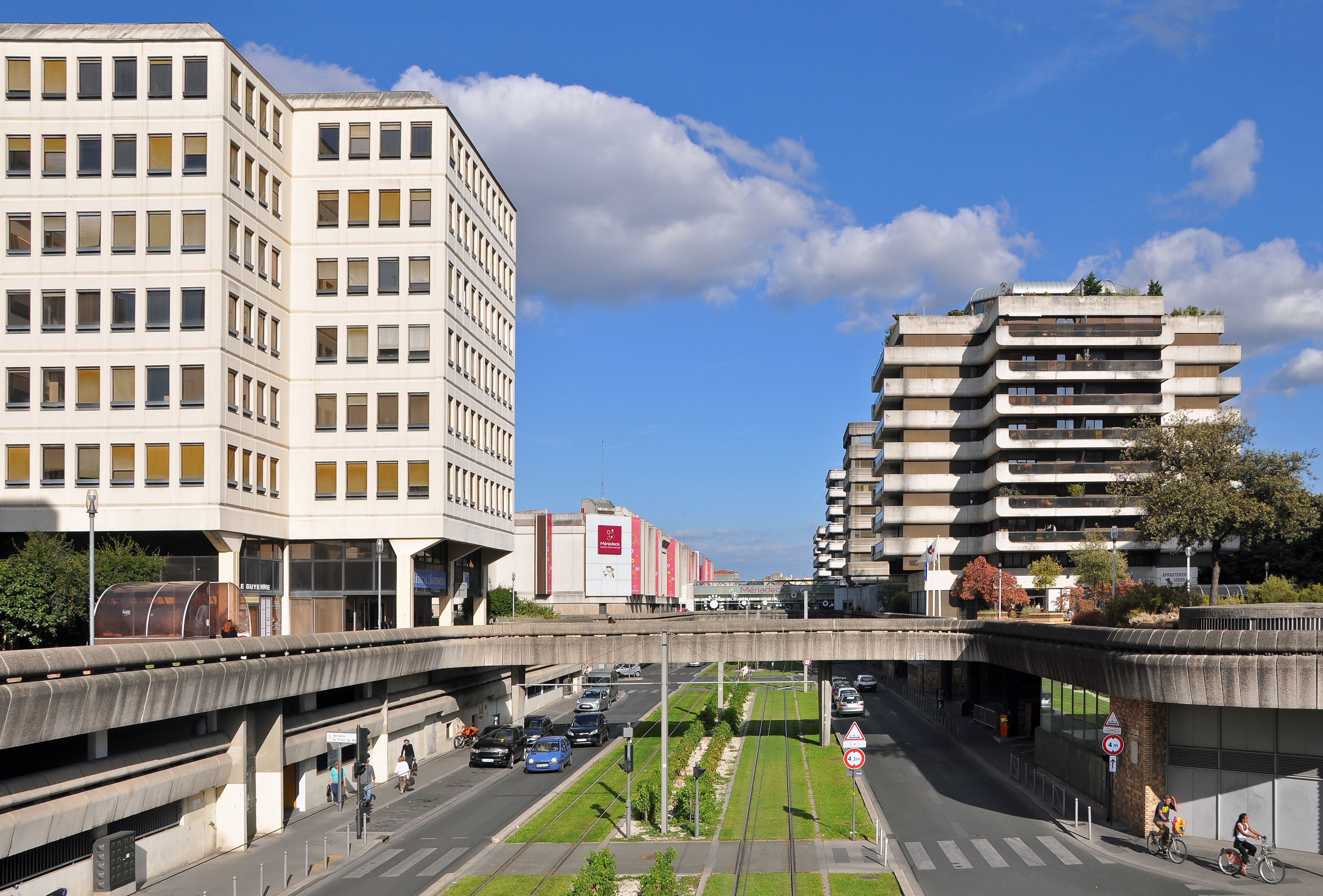
El distrito financiero de Mériadeck, de Burdeos, se mantiene a una escala humana.

La economía de la región se basa en varios pilares: una agricultura diversificada, un conjunto de viñedos reputados (Burdeos, aguardientes de Coñac y Armagnac), además de un papel clave en las áreas de Industria aeronáutica y aeroespacial, de defensa, de biotecnologías, de química y, de manera más general, en la investigación científica, contando el apoyo de una red de universidades y colegios.
Nueva Aquitania puede también contar con un importante sector de imagen y digital (campus de la imagen de Angulema, futura ciudad digital de Bègles) en un denso tejido de pequeñas y medianas empresas, de la presencia en su territorio de grandes grupos agroalimentarios, así como una red portuaria que consta de tres grandes puertos comerciales que se equilibran en parte debido a su posición geográfica (Grand port maritime de La Rochelle, al norte, Gran puerto de Burdeos, en el centro, y puerto de Bayona, en el sur). En 2013, una encuesta realizada por el semanario L'Express clasificaba a Burdeos en el segundo lugar en cuanto a la mayoría de las ciudades francesas «business friendly» en la categoría de ciudades con más de 500 000 (y en primer lugar en términos de su entorno económico), y a Poitiers, La Rochelle y Bayona, respectivamente, ocupando el segundo, tercero y cuarto entre las aglomeraciones 100 000−200 000. En 2014, una nueva encuesta, llevada a cabo en esta ocasión por el instituto Great Place To Work dio que Burdeos era la ciudad considerada más atractiva por los empleados.
La nueva región cuenta con activos naturales y patrimoniales que hacen que sea un destino turístico líder, materializado por un amplio frente al mar estructurado en torno a tres grandes balnearios históricas (Arcachon, Biarritz y Royan), por una serie de estaciones invernales en el corazón del macizo pirenaico (Gourette, Le Somport) y por sitios históricos de primer nivel (cueva de Lascaux, ciudad medieval y el y principal lugar vitícola de Saint-Émilion, pueblo mártir de Oradour-sur-Glane, Collonges-la-Rouge...) visitados por cientos de miles de personas cada año.

### Sector agrícola y vitícola
La región ha presentado algunos de sus principales activos en la edición 2015 del Salón internacional de la agrícola.
Región de carácter rural, Nueva Aquitania tiene una agricultura fuerte y variada: más de 180 000 puestos de trabajo generados (incluyendo agroalimentarios, vinos y licores), 9400 millones de euros de negocio (primera región europea agrícola por valor, la mayor economía de la región y primera para la exportación). Aproximadamente 85 000 granjas (primera región de Francia por número de granjas) en un área de excelencia agrícola y gastronómica (primera región de Francia por etiquetas de calidad, con 155 signos de identificación del origen y de la calidad.
Es una región de cría: primera región en Francia para el ganado (razas regionales: lemosina, bordelesa, partenesa, blonde de Aquitania, gascona, bazadesa y bearnesa), predominante en la bocage bressuirais y confolentais, en el llanura aunisiense en la altas mesetas lemusinas, en las colinas bazadesas y chalossiennes, y sirve también tanto en la producción cárnica como en la producción lechera. También hay otras dos razas regionales bovinas no pertenecientes a la lista de razas oficiales francesas (marina landese y betizu) en peligro de extinción. La región cuenta con numerosos sellos de calidad: alta ternera criada bajo el mar, vacuno Limousin...).
Primera región de Francia de cría de cabras (razas regionales: poitevina, de los Pirineos y del Macizo central). Este tipo de cría se concentra principalmente en el norte de la región (Charente, Charente Marítimo, Deux-Sèvres y Vienne) y se utiliza para la producción quesera ((chabichou, mothais sur feuille, jonchée). Estos cuatro departamentos representan por sí solos el 30% del rebaño de cabras francés, más de 200 000. Algunos departamentos complementan esta área (Corrèze y Dordoña con una parte de la producción de AOC rocamadour...). La cría de cabras para la producción de leche en la región representa el 38% de la cabaña francesa.
Segunda región de Francia de cría de ganado ovino (carne y leche) (razas regionales: vasco-bearnesa, landesa, limousine, manech cabeza negra, manech cabeza roja y Xaxi Ardia). Está bien representada en el Limousin (cordero de Limousin), las Charentes (cordero de Poitou-Charentes), el Médoc (cordero de Pauillac) y en los Pirineos vascos y bearnesa. La ganadería ovina para la producción de leche representa el 25% de la cabaña francesa.

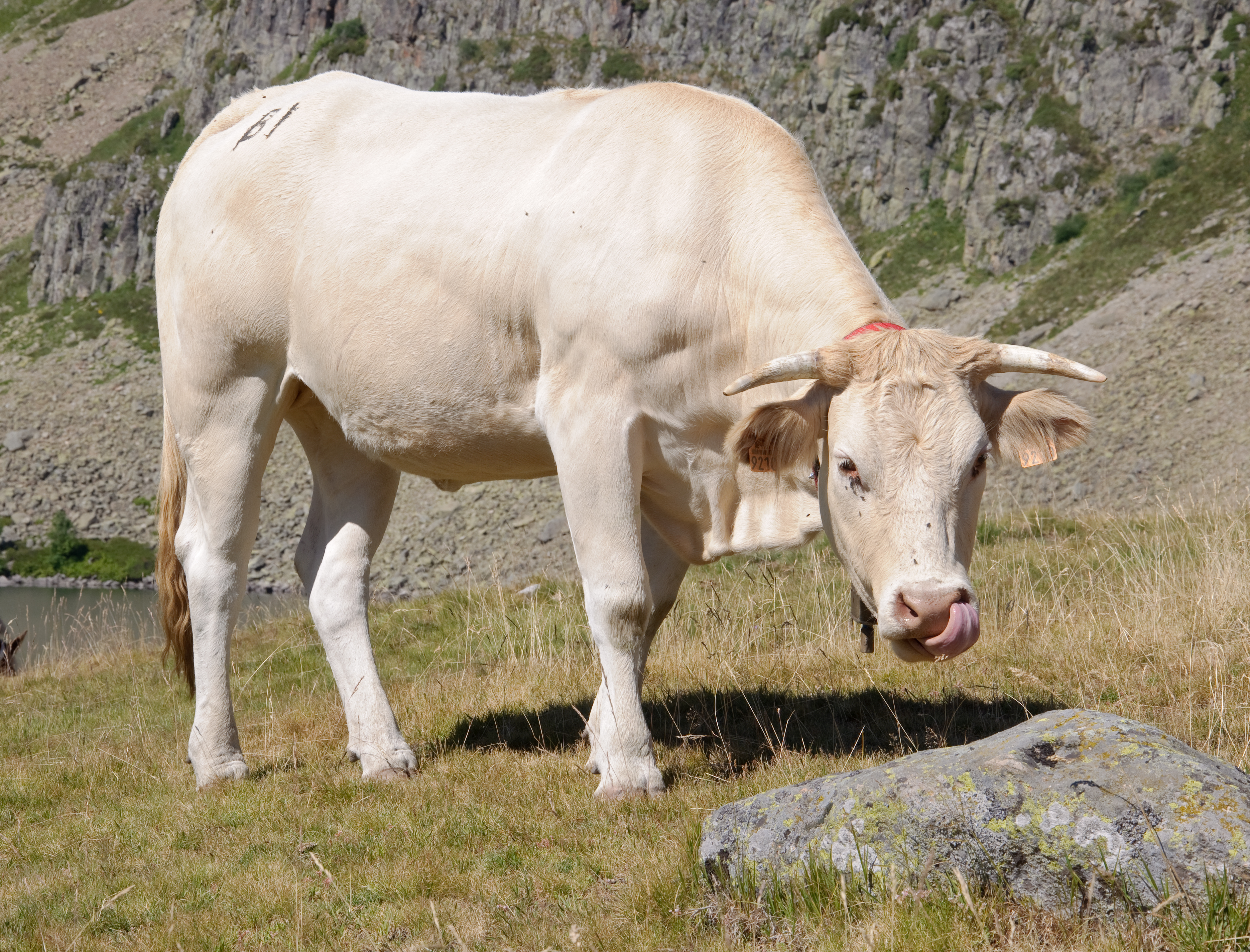
Una blonde d'Aquitaine en estío en los Pirineos.

La cría de cerdos, que representa una parte importante del sector agroalimentario, está repartida por toda la región (razas regionales: culo negro Limousin, cerdo gascón, pinta negra del País Vasco) y está garantizado por el sello «cerdo del Suroeste» («porc du Sud-Ouest»). Los cerdos de la región se utilizan para producir muchos embutidos, empezando por el famoso jamón de Bayona. Numerosas granjas también se han especializado en la producción de aves incluyendo el pollo amarillo de Saint-Sever y las aves del val de Sevres (razas regionales: de Barbezieux, limousin, gascona, landaise y de Marans) y palmípedos grasos (patos mulard y ocas), diseñados principalmente para la producción de confits y foies gras. Nueva Aquitania es así en la primera región europea en términos de foie gras (más de la mitad de la producción francesa). La etiqueta «pato de foie gras del Sudoeste» («canard à foie gras du Sud-Ouest») ocupa gran parte de la región.
La región es la cuna de muchas otras razas (razas regionales de burro: de los Pirineos y del Poitou, equinos regionales: poitevin mulassier, landes y pottock).
La región también alberga varios acaballaderos nacional (haras nationaux): Gelos, Villeneuve-sur-Lot, Pompadour y Saintes.
Nueva Aquitania es también una región de acuicultura y pesca: primera región en la producción de ostras, con las ostras de claros de Marennes-Oléron (en el estuario del Seudre) y las de la cuenca de Arcachon y del cabo Ferret. La región con el 32% de participación en la producción de semillas de ostras en Francia es líder nacional. También es un bastión de la mitilicultura, con los mejillones de la bahía de Aiguillon (cerca de La Rochelle) y los bouchots de Boyardville y Port-des-Barques. 
La reducción de los recursos pesqueros hasupuesto la reducción del tonelaje de pescado en los principales puertos de la región, que sin embargo, siguen siendo muy activos. En 2014, el primer puerto de la región (y octavo puerto nacional a nivel de tonelaje) es el de Saint-Jean-de-Luz-Ciboure, donde se comercian cerca de 7.600 toneladas de pescado por un total de 23 millones de euros. Es seguido por el puerto de La Cotinière, en la isla de Oleron, sexto puerto pesquero francés en términos de volumen de negocios, especializada en especies "nobles" ( (5300 toneladas de pescado desembarcado). Luego vienen los puertos de La Rochelle, Royan, Arcachon, Capbreton y Hendaya. La piscicultura está fuertemente establecida (primera región de Francia en la producción de trucha y de caviar).

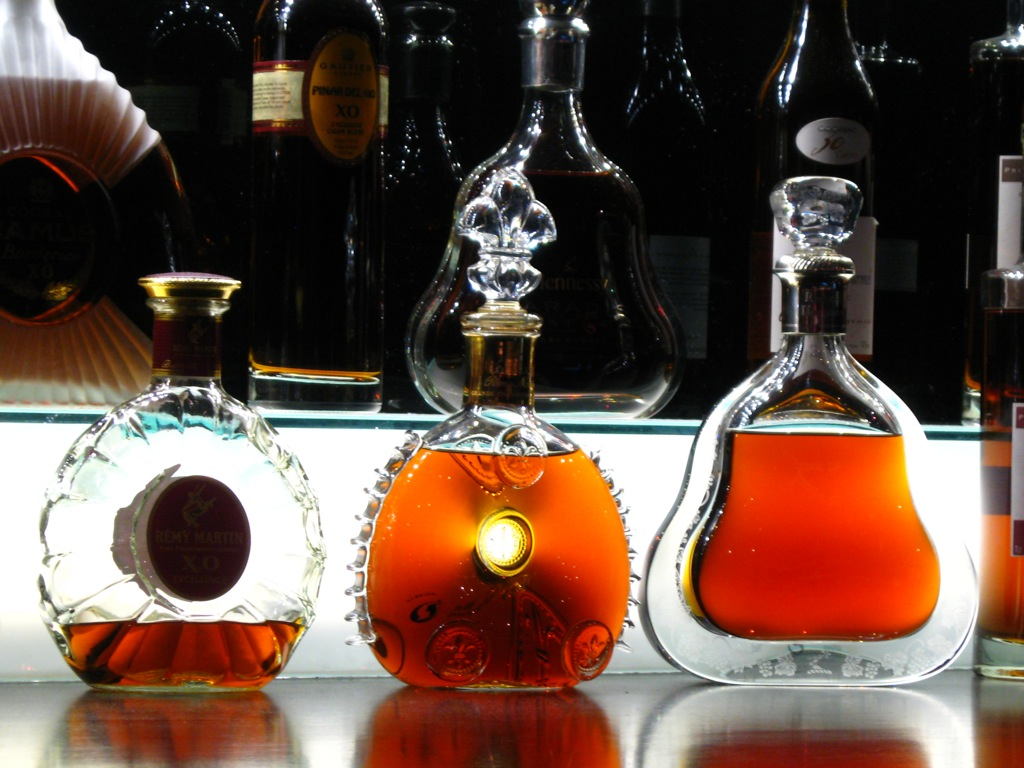
El coñac, uno de los dos aguardientes regionales, con el armañac.

La nueva región es también un importante centro vitícola, teniendo el segundo viñedo en Francia (que representan el 20% de la superficie de viñedo del hexágono). La región cuenta con la presencia de algunos de los más prestigiosos viñedos franceses: viñedos de Burdeos, de Bergerac, de Cognac (producción de coñac y de pineau des Charentes) y parcialmente, de Armagnac (producción de armañac y de floc de Gascogne), viñedo del Suroeste, en los valles del Garona y del Lot, viñedos de las laderas de los Pirineos (jurançon, irouléguy) y del Haut-Poitou. El viñedo del Limusin, antiguamente prolífico, ahora es confidencial, pero sigue ofreciendo vinos de calidad (viñedos de Verneuil-sur-Vienne y viñedo correziano, dando en especial el vino correziano y el vino de paja de Queyssac-les-Vignes).
La región tiene un papel vital en la producción de cereales (trigo), forrajes y aceites (primera región de Francia en la producción de maíz y girasol) que florecen en los valles del río Adour, el río Charente y el Garona. Grandes cooperativas agrícolas se encuentran en la región: Lur Berri, Maïsadour, Natéa o incluso Charentes Alliance. En Charente Marítimo, el pequeño pueblo de Saint-Genis-de-Saintonge ha desarrollado la mayor unidad de producción de palomitas de maíz de Francia: el 70% de la producción nacional proviene de sus talleres.
También es una zona de policultura: la producción de tabaco sigue siendo alta en la región de Langon, alrededor de La Réole, de Auros, de Monségur y de Bazas (Gironda), en el Bergeracois, en Dordoña así como en Lot-et-Garonne, que por sí solo produce el 14% del tabaco francés en casi 800 hectáreas La agricultura mixta ha llevado a la creación de culturas más localizadas, pero sin embargo, afamadas: 
nuez del Périgord, manzanas del Limousin, fresas de los valles del Dordoña y del Lot, melones de las laderas charentais, frijoles («mojhettes») del valle de Arnoult y del marais poitevin, tomates del Marmandais, pimientos de las Landas y del País Vasco, cuyo representante más famoso es el pimiento de Espelette. La región es líder en la producción de muchas frutas y verduras (melón: productor líder de Francia, parte de la producción nacional: dulce 90% del maíz, el kiwi 49%, espárragos 30%, zanahorias 30%, fresas 28%, frijoles 26%...). Las superficies cultivadas en la región para la producción de frutas y hortalizas, representan respectivamente el 19 y el 21% de la superficie cultivada en Francia para estas producciones.
Por último, la región tiene una sólida industria agroalimentaria: es el mayor empleador industrial en la región (alrededor de {unidad|55000|empleos}}). Este sector se caracteriza por la presencia de varios centros de producción de marcas nacionales e internacionales, entre ellos: Madrange (Limoges), Blédina (Brive-la-Gaillarde), Marie (Airvault y Mirebeau), Senoble (Aytré, cerca de La Rochelle), Lu (Cestas, cerca de Burdeos), Cémoi (Bègles, cerca de Burdeos), Charal (Égletons en Corrèze), Grupo Valade (Lubersac en Corrèze) o incluso Lindt & Sprüngli (Oloron-Sainte-Marie). Labeyrie tiene su sede social en Came en los Pirineos Atlánticos y Delpeyrat, en Mont-de-Marsan en Landas.

### Industria maderera
La región cuenta con importantes recursos silvícolas y será la primera región forestal con sus tres millones de hectáreas de superficie forestal.
El sector maderero se compone de dos tipos de actividades que utilizan principalmente la madera del bosque de las Landas y en secundariamente la de los departamentos de Dordoña, de la Creuse, de la Corrèze y de la Haute-Vienne. Las industrias de primera transformación (pasta de papel, aserrado, corte en lonchas, etc.) son muy a menudo el cometido de empresas de tamaño importante para realizar operaciones que requieren grandes inversiones. Las industrias de segunda transformación (papel/cartón, muebles, artesanía en madera y madera contrachapada, etc.) no requieren muchos recursos. Están más dispersas geográficamente y en manos de las empresas de menor escala o artesanal.
El sector maderero es lo suficientemente grande para conseguir el apoyo de las colectividades territoriales a lo largo de los últimos años. Así se explica por la etiqueta de Pôle de compétitivité nacional para el proyecto « Xylofutur », cuyo propósito principal es llevar adelante proyectos innovadores para beneficiar a toda la industria. Directamente relacionado con la industria de la madera, la papelería charentesa se ha adaptado a la globalización mediante la producción de papeles especiales (papeles de embalaje, papeles sulfurizados, papeles reciclados y cartones corrugados).

### Industrias

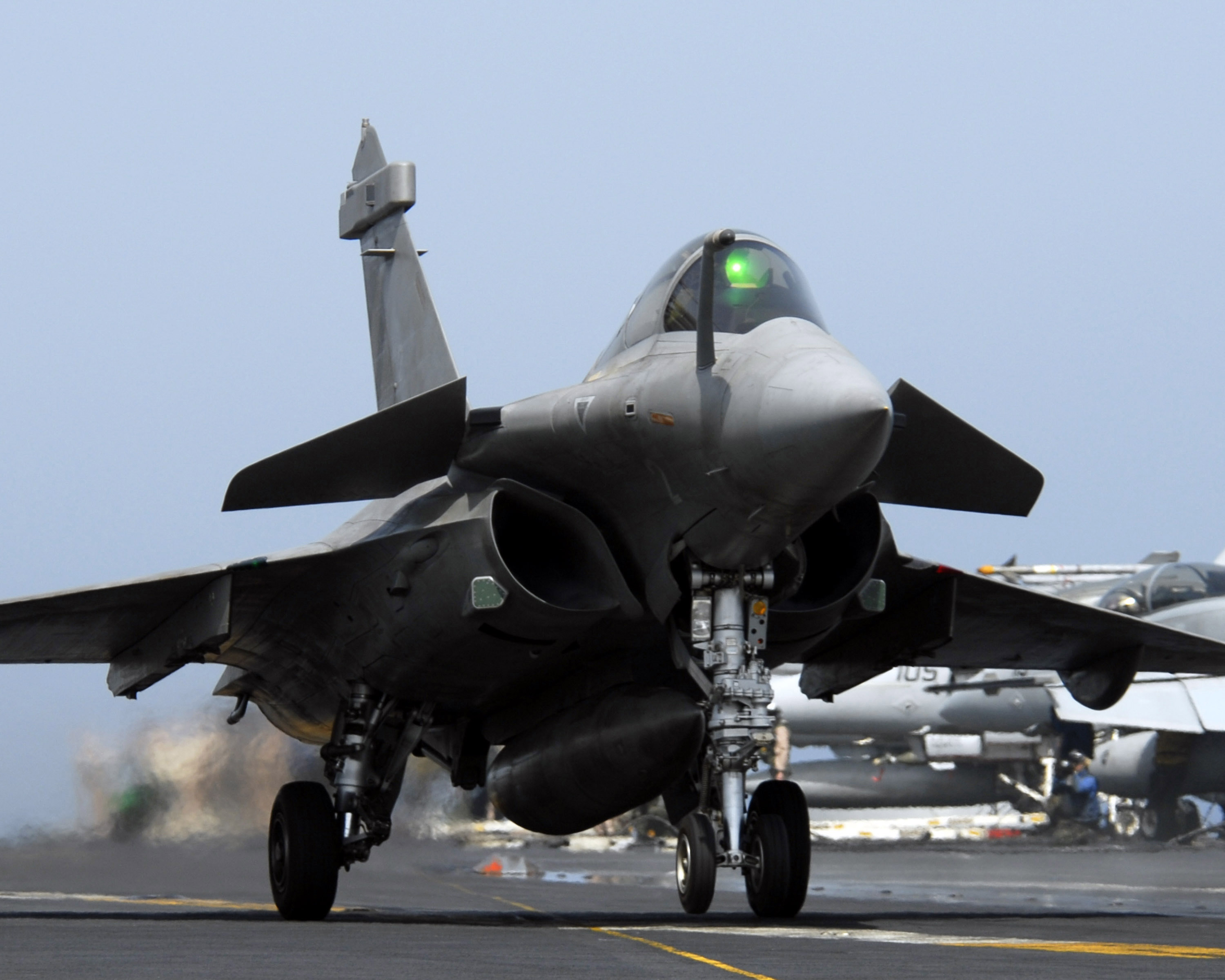
Muchos Rafales se ensamblan en Mérignac, en el área metropolitana de Burdeos.

La región es un importante centro internacional en el campo de la industria aeronáutica y aeroespacial, junto con la región de Occitania en el seno del polo Aerospace Valley (polo de competitividad mundial). Este sector regional está estrechamente relacionado con el sector de la defensa, lo que lleva a hablar de la industria «ASD» (aeronáutica, espacio y defensa).
La industria aeronáutica regional es líder mundial en términos de aviones de negocios, baterías de alta tecnología, materiales composite de altas prestaciones, sistemas de tren de aterrizaje y turbinas para helicópteros; líder europeo de aviones militares, equipos y sistemas para cockpits, pruebas en tierra y en vuelo, lanzadores, propulsión sólida, radares y sistemas aerotransportados, los sistemas de armas de disuasión y tecnologías de reentrada atmosférica; y líder nacional del acondicionamiento interior de aeronaves de negocios, mantenimiento aeronáutico, los sistemas de drones.
Los principales sitios están ubicados en el área metropolitana de Burdeos, además de en los Pirineos Atlánticos y en Vienne. De estos, Dassault Aviation cuenta con cinco establecimientos en Mérignac (montaje final y puesta en vuelo de los Rafale y de los Falcon), Martignas-sur-Jalle (alas de aviones civiles y militares), Biarritz (composites y montaje de estructuras), Cazaux (integración y prueba de armamento) y Poitiers (producción de vidrios de aviones militares). Thales tiene dos sitios cerca de Burdeos, en Pessac(sistemas de embarques aeronáuticas: computadoras de misión, radares aerotransortados de combate y vigilancia, sistemas de drones) en Haillan (diseño y desarrollo de sistemas de cabina para los principales fabricantes de aviones en el mundo). Airbus Defence and Space (desarrollo y producción de los lanzadores Ariane y de misiles de la Force de dissuasion) tiene su sede en Saint-Médard-en-Jalles. Turbomeca (líder mundial de turbinas de helicópteros) está implantada cerca de Pau y la Snecma (mantenimiento y reparación de motores militares) ha establecido un sitio en Châtellerault.
Por último, el sector ASD regional también incluye el Centro de Estudios Científicos y Técnicos de Aquitania Centre d'études scientifiques et techniques d'Aquitaine (CESTA), (CESTA), el establecimiento del polo de defensa del CEA, que tiene como misión la arquitectura de ojivas nucleares, así como la experiencia y explotación de láseres de potencia del programa Simulation.

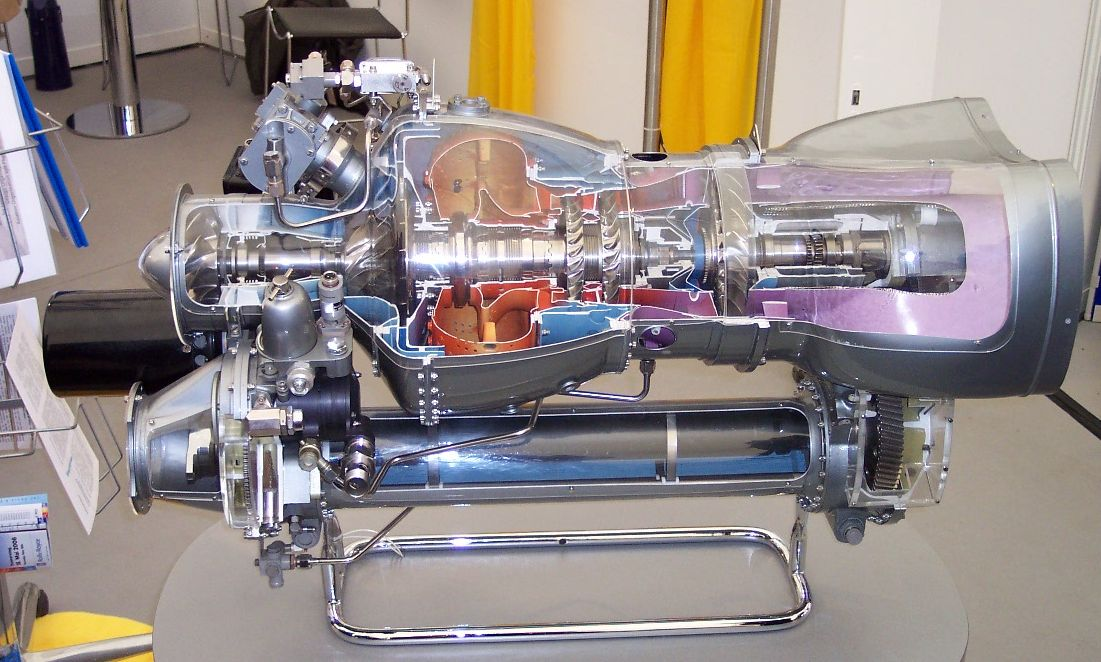
El turbomotor Turbomeca Arriel, fabricado en Bordes (Pirineos Atlánticos).

La industria farmacéutica y paraquímica está particularmente bien representada en la metrópoli bordelesa, contribuyendo a hacer de Burdeos la tercera ciudad de Francia en este sector. El grupo Sanofi tiene tres sitios en la periferia de Burdeos, en Ambarès (producción) Floirac (informática) y Saint-Loubès (logística); el Grupo Meda Pharma tiene su sede en Mérignac; el grupo Merck ha instalado una unidad de producción en Martillac. Por último, EVA Santé Animale en Libourne que cuenta con más de 500 empleados, originalmente creada por Sanofi, ahora propiedad de sus empleados, es (según la empresa) el noveno grupo farmacéutico veterinario mundial más grande.
En Agen, la compañía UPSA (Union de pharmacologie scientifique appliquée), vendido al grupo estadounidense Bristol-Myers Squibb (BMS) en 1994, sigue siendo una de las mayores fuentes de empleo locales y regionales con 1400. Dos fábricas y una plataforma logística utilizada para entregar al mercado toda la gama de analgésicos desde la aspirina y el paracetamol hasta la morfina. Desde 1994, el grupo ha invertido regularmente en sus dos unidades agenesas que dedican la mitad de su producción a la exportación.
Limoges, durante mucho tiempo especializada en la fabricación y el lujo (calzado, porcelana ...), ahora es un grupo importante en el campo de la investigación cerámica (Pôle européen de la céramique). Legrand, grupo industrial francés históricamente implantado en Limoges en el Limousin, es uno de los líderes mundiales en productos y sistemas para instalaciones eléctricas y redes de información. Ester Technopôle, es un centro de negocios e investigación que se desarrolla al norte de la ciudad en varias áreas: cerámicas; materiales y tratamientos de superficie; electrónica, óptica y telecomunicaciones; biotecnología de la salud; agua y medio ambiente; Ingeniería en asociación con la Universidad de Limoges.
La ciudad de Niort ha desarrollado desde hace muchos años una economía basada en el sector financiero (seguros), y ahora es la cuarta plaza francesa especializada en las mutuas de seguros en términos de flujos (por detrás de París, Lyon y Lille). Sede de muchas mutuas, incluidos las «Tres M» (Macif, Maaf y Maif), la ciudad también se encuentra en séptima posición en cuanto a empleos de alto nivel. La proporción de puestos de trabajo del sector de actividades financieras y de seguros es mucho más importante que en el resto del país, llegando al 18% en el área urbana de Niort (contra el 3,7% en el resto de Francia).

### Turismo

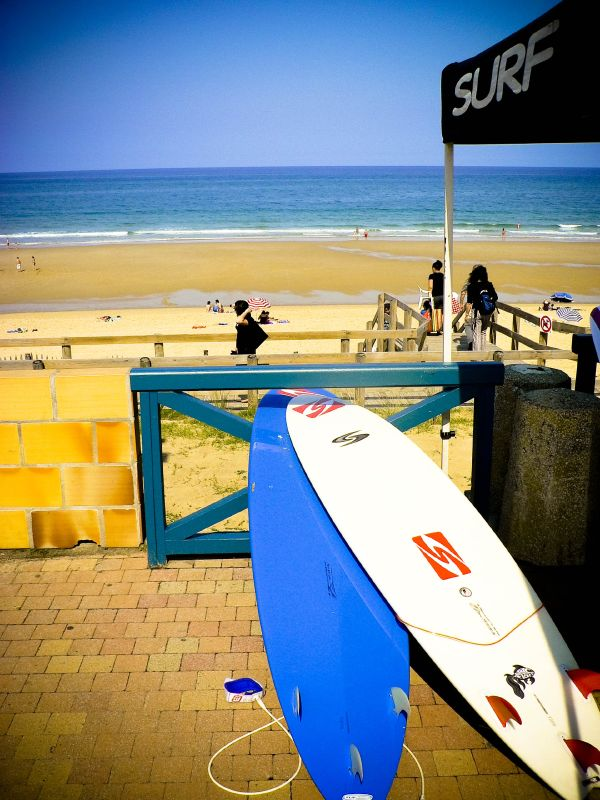
La «cultura del surf», muy presente en el litoral —aquí, en Lacanau—, explica la implantación en la región de empresas ligados e este sector (Rip Curl, Billabong...)

El turismo es un sector importante en una región con activos importantes, comenzando con un clima suave y soleado, los famosos viñedos (enoturismo) y numerosos sitios de patrimonio, algunos de renombre internacional. Su amplio frente al mar, asaltado por miles de turistas —y surfistas— cada verano se caracteriza por playas de arena que a menudo se extienden hasta perderse de vista. Consecuencia indirecta de una popularidad cada vez mayor de los deportes de agua, muchas marcas relacionadas con el surf (principalmente de ropa y material) están presentes en la región, ganándose el apodo de «Glissicon Valley» en referencia a Silicon Valley: Rip Curl, Billabong, Quiksilver, O'Neill…
En la parte norte de la costa, el archipiélago charentes consiste principalmente en las islas de Ré, de Oléron y de Aix, alternando calas abrigadas y playas que se abren al mar abierto. Las costas aunisiennes, cerca de La Rochelle, acogen a algunas estaciones balnearias familiares como Châtelaillon-Plage y Fouras. Más al sur, el corazón de la côte de Beauté, Royan es uno de los tres grandes centros turísticos de la región. Tiene el solamente cinco playas, por no hablar de los de los pueblos vecinos y la costa salvaje de la península de Arvert, meca del surf y de los deportes de tabla.
Más allá del estuario de la Gironda comienza la Costa de Plata, gran extensión de arena casi recta bordeada de pinos y los grandes lagos de las Landas, salpicados por pequeñas ciudades costeras, como Soulac-sur-Mer, Montalivet (famosa por su centro naturista), Hourtin, Carcans, Lacanau, Biscarrosse, Mimizan, Hossegor o incluso Capbreton. La cuenca de Arcachón, que forma una muesca entre la costa girondina y la costa landesa, se centra en Arcachón, otro balneario, situado en el corazón del bosque de pinos. Ella se enfrenta al cabo Ferret, golpeado por las olas del océano. En la continuación de la costa de Plata, la costa vasca se estructura alrededor de Biarritz, lugar de interés del turismo costero, de Saint-Jean-de-Luz y de Hendaya, y es famosa por sus acantilados erosionados y sus potentes rodillos, que lo convierten en un lugar preferido por los surfistas.
Los apasionados de deportes de invierno encuentran en los Pirineos varias estaciones donde practicar el esquí, el snowboard o snowblade. Las principales son Gourette, Artouste, La Pierre Saint-Martin, Issarbe, Le Somport, Iraty o Le Somport-Candanchu.
Muchos balnearios se encuentran en la región, a partir de Dax, pero también Eaux-Bonnes, Eugénie-les-Bains, Saint-Paul-lès-Dax, Salies-de-Béarn, Cambo-les-Bains, Jonzac, Saujon, Rochefort, La Roche-Posay o Évaux-les-Bains.
Entre los otros sitios que acogen un gran número de visitantes, muchos de ellos tienen una asistencia superior al millón de personas al año: el parque Futuroscope de Poitiers (1,8 millones de visitantes), el sitio más visitado fuera de la Île-de-France, la antigua ciudad de Sarlat (1,5 millones de visitantes), la duna de Pilat, cerca de Arcachón, (1,4 millones de visitantes) o incluso la histórica ciudad de Saint-Émilion, cerca de Libourne (alrededor de 1 millón de visitantes).
Otros sitios líderes en términos de número de turistas son el acuario de La Rochelle, que se acerca (850 000 visitantes); el zoológico de Palmira (700 000 visitantes), el mayor zoológico privado en Europa, cerca de Royan; el pueblo medieval de Collonges-la-Rouge (500 000 visitantes); el parque de atracciones Walibi Sud-Ouest, en Roquefort, cerca de Agen (300 000 visitantes); el pequeño tren de la Rhune, cerca de Bayona (casi 360 000 visitantes); el centro de la memoria y el pueblo mártir de Oradour-sur-Glane, cerca de Limoges (300 000 visitantes); las cuevas de Lascaux 2 y Lascaux 3 (250 000 visitantes); el parque nacional de los Pirineos (200 000 visitantes); la ciudad de la escritura de Montmorillon (110 000 visitantes); el centro internacional del mar de Rochefort, los faros de Chassiron, en la isla de Oleron, y el faro de las Ballenas, en la isla de Ré (alrededor de 100 000 visitantes); y el parque de animales de las montañas de Gueret, en Creuse, sitio para observar lobos en semilibertad que atrae a unos 45 000 visitantes al año.

## Enseñanza superior

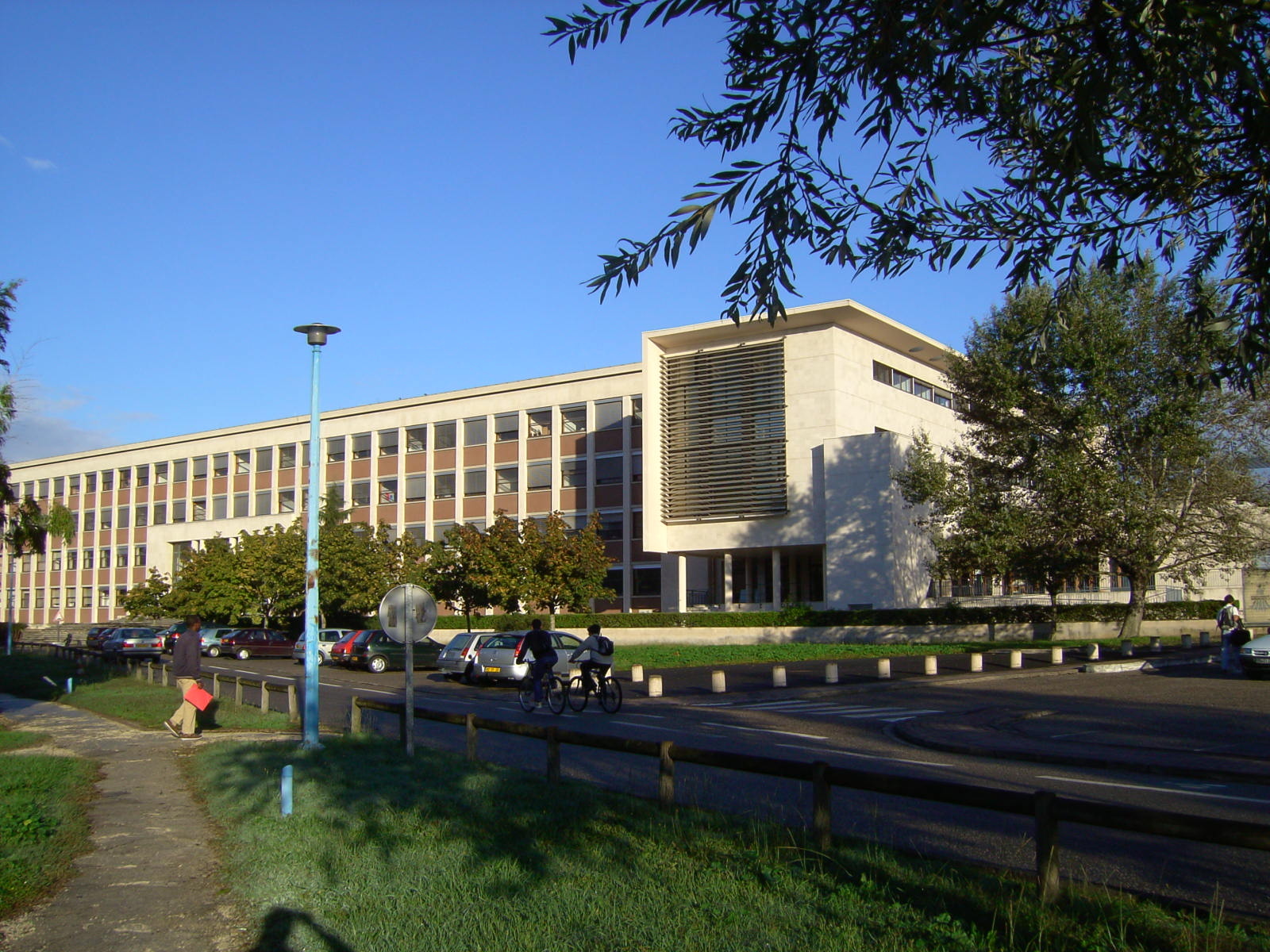
Edificio de la Universidad de Burdeos en el dominio universitario de Talence Pessac Gradignan.

La región destaca como un importante centro estudiantil, materializado por la presencia de varias universidades y grandes escuelas. Pertenecen tanto a la Communauté d'universités et établissements d'Aquitaine como a la communauté d'universités et d'établissements Limousin-Poitou-Charentes. 
Muchos de ellos están ubicados en Burdeos, a menudo en el dominio universitario de Talence Gradignan Pessac (que abarca 260 hectáreas, es uno de los campus más grandes de Europa, y cuenta con unos 65 000 estudiantes y 5000 enseñantes-investigadores), del sitio de La Victoire, del campus de Carreire (medicina) o, desde el año 2006, en el seno del nuevo polo universitario de las ciencias de gestión, situado en La Bastide. Sus más de 80 000 estudiantes hacen de la aglomeración de Burdeos la segunda más grande de Francia en términos de estudiantes en relación con la población (10%). El área metropolitana de Burdeos incluye:
- la universidad de Burdeos (cerca de 50 000 estudiantes y casi 3000 enseñantes-investigadores[72]), que se dividen en varias UFR y tres IUT); el IUT de Périgueux y el centro universitario de Agen están asociados;
- la Universidad Bordeaux-Montaigne (más de 15 000 estudiantes y 650 enseñantes-investigadores);[73]
- el Instituto politécnico de Burdeos (1800 alumnos-ingenieros);[74]
- Instituto de estudios políticos de Burdeos;
- Artes y Oficios;
- Escuela nacional superior de las ciencias agronómicas de Burdeos Aquitania;
- la Escuela nacional superior de arquitectura y del paisaje de Burdeos;
- la Escuela superior de las tecnologías industriales avanzadas;
- el Instituto de periodismo Burdeos Aquitania;
- la escuela de negocios KEDGE Business School.

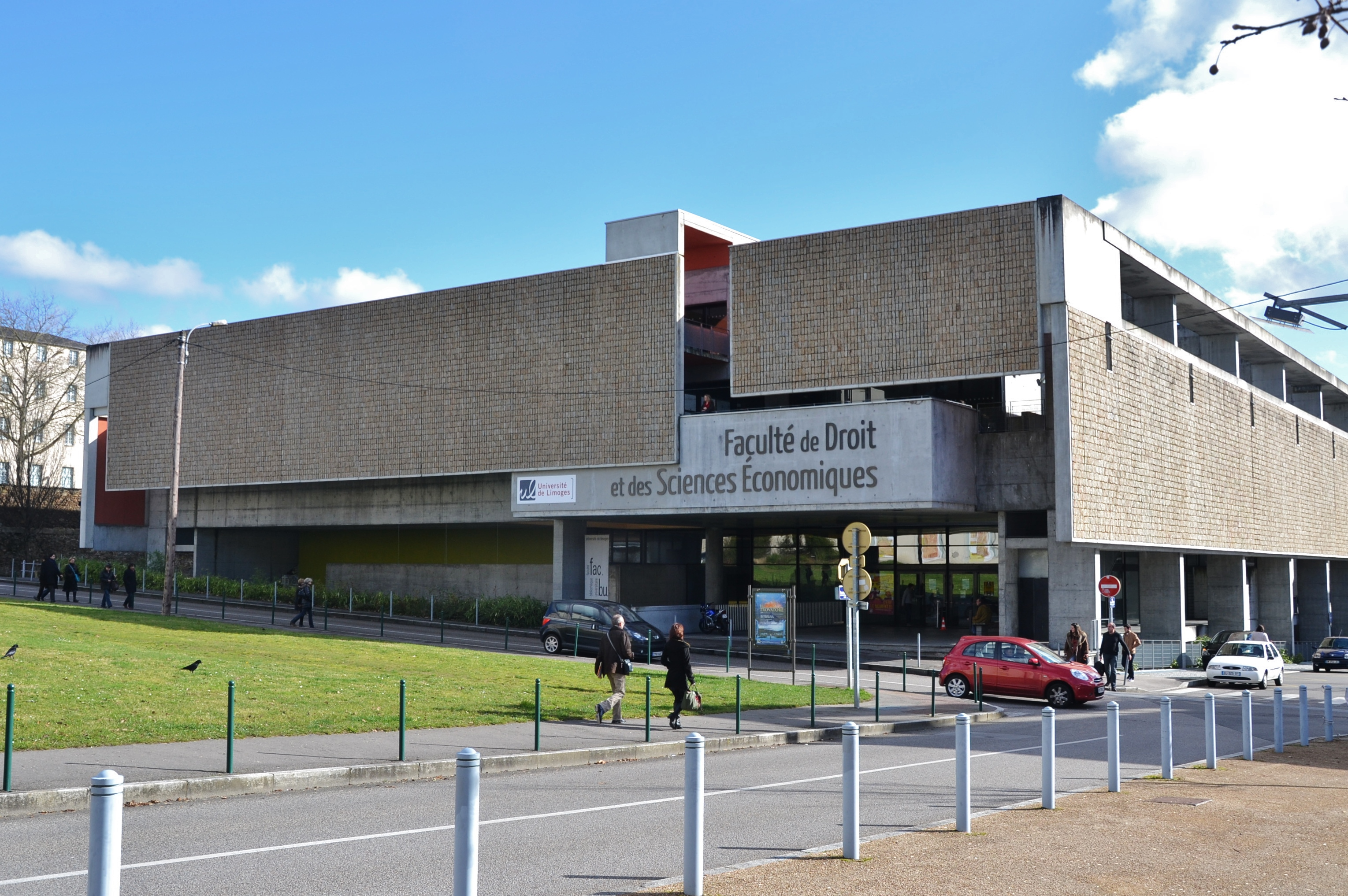
La facultad de derecho y ciencias económicas de la universidad de Limoges.

Segunda universidad a nivel regional número de estudiantes —Poitiers es la ciudad francesa cuyo porcentaje de estudiantes en relación con la población es el más grande— la Universidad de Poitiers acoge a cerca de 25 000 estudiantes en tres sitios:
- centro de la ciudad;
- dominio universitario;
- tecnopolo del Futuroscope[75]

Fundada en 1431, se compone actualmente de siete UFR y de varias escuelas e institutos. El centro audiovisual de Royan para el estudio de lenguas es un polo universitario descentralizado ubicado en Royan, así como el Instituto iniversitario de tecnología de Angulema, el Instituto de riesgos industriales, aseguradores y financieros de Niort, el IUT de Chatellerault y el sitio de Segonzac, en el corazón del Cognaçais, donde se prepara el máster profesional (M2) en derecho, gestión y comercio de bebidas espirituosas.
Con diversidad estudiantes y 1000 enseñantes-investigadores, la universidad de Limoges se estructura en cinco UFR (Derecho y Economía, Medicina, Farmacia, humanidades y ciencias humanas, ciencias y técnicas) y varios institutos y escuelas (école nacional superior de ingenieros, Instituto universitario de tecnología, Escuela superior del profesorado y de la educación, Instituto de administración de empresas, Escuela nacional superior cerámica industrial, instituto de preparación a la administración general). Se compone de varios sitios en Limoges y varios polos descentralizados en Guéret, Tulle y Brive-la-Gaillarde.
La Universidad de Pau y Pays de l'Adour tiene cerca de 12 000 estudiantes, pero repartidos en varias ubicaciones en Pau, Bayona, Anglet, Mont-de-Marsan (a los que se añade más Tarbes). Dispone de cinco UFR y seis escuelas e institutos, incluyendo el IUT des Pays de l’Adour (Pau y Mont-de-Marsan).
Más modesta, la Universidad de La Rochelle fue fundada en 1993 en el marco de las universidades nuevas. Acoge alrededor de 7400 estudiantes y está creciendo constantemente desde su fundación, atrayendo a muchos jóvenes en particular debido a la buena tasa de inserción laboral de sus estudiantes. Dispone de tres UFR (derecho, ciencia política y gestión; letras, idiomas, arte y humanidades, ciencias básicas y ciencias de la ingeniería), así como cinco escuelas de posgrado y un IUT. El campus de La Rochelle se encuentra cerca del centro de la ciudad y del Port des Minimes.

## Política y administración

### Capital
Burdeos ha sido designada como la futura capital de esta gran región. Será sede de la prefectura regional, así como de los servicios centrales del consejo regional. Las antiguas capitales de las regiones de Poitou-Charentes y de Limousin, Poitiers y Limoges, acogerán algunos servicios adicionales.

### Tendencias políticas
El Partido Socialista ha llevado a cabo una elección primaria en febrero de 2015 para determinar quién sería la cabeza de lista del partido para la futura presidencia de la región. Cuatro candidatos se presentaron, dos militantes prácticamente desconocidos, así como Jean-François Macaire, el presidente de la región de Poitou-Charentes, y Alain Rousset, el presidente de Aquitania. Este último ganó con el 75,68% de los votos de los militantes, por delante de Jean-François Macaire (20,17%), Safiatou Faure (1,7%) y Marc Jutier (1,07%).·
La UMP designará a su representante después de las elecciones departamentales de marzo de 2015.

## Demografía
Con fecha de 1 de enero de 2012 con una población municipal de más de 5,8 millones de habitantes, Nueva Aquitania será la cuarta región más poblada de Francia detrás de Ile-de-France y de las nuevas regiones de Auvernia-Ródano-Alpes y de Alta Francia. También será la región cuya densidad de población es la más baja —69 hab./km², por 116 hab./km² de media nacional—. De hecho, el carácter rural de la nueva región es marcado, y fuera de la ciudad de metrópoli de Burdeos y de algunas aglomeraciones importantes (Limoges, Poitiers, Pau, La Rochelle), la mayoría de la población vive en ciudades medianas o pequeñas aglomeraciones.
El atractivo de la región es sin embargo significativo: entre 2007 y 2012, su población ha aumentado en más de 36 000 hab.; si se basa en un período de 30 años (1982-2012), no menos de 900 000 hab. se asentaron en su territorio. La nueva región pasa ahora por delante de regiones como Île-de-France y Provenza-Alpes-Costa Azul, en términos de dinamismo demográfico, con una alta concentración de la población en la ciudad de Burdeos, y también en el litoral. Se Los mayores incrementos se dan en los departamentos de Gironda, Charente Marítimo y Landas, y en menor medida, en Pirineos Atlánticos. Aunque la evolución demográfica es positiva en casi todas partes, solamente dos departamentos disminuyen: Creuse y Corrèze.
Los flujos migratorios muestran una sobrerrepresentación de dos rangos de edad: los hogares jóvenes (30-40 años) y los jubilados jóvenes (60-65 años). Los estudiantes son un componente importante de la población en ciudades como Burdeos (y su periferia), Poitiers, Limoges y La Rochelle. En general, se asiste a la pujanza del fenómeno de la periurbanización, con un desplazamiento de la población desde los centros urbanos hacia las comunas periféricas o a las comunas de las «grandes banlieues» de dominancia rural, donde las propiedades son generalmente más baratas. Ciudades como Châtellerault, Brive-la-Gaillarde, Limoges o La Rochelle perdieron de media casi 500 habitantes por año en beneficio de las comunas vecinas. Este fenómeno afecta especialmente a los hogares jóvenes (25-39 años), que se establecieron en las coronas periurbanas.
En 2012, el 27,4% de la población estaba compuesta por personas mayores de 60 años, especialmente en las zonas rurales. Los de más de 75 años eran el 11,2% a nivel regional, incluyendo el 13.0% en Limousin, el 11.4% en Poitou-Charentes y el 10,7% en Aquitania.

## Cultura

### Lenguas regionales

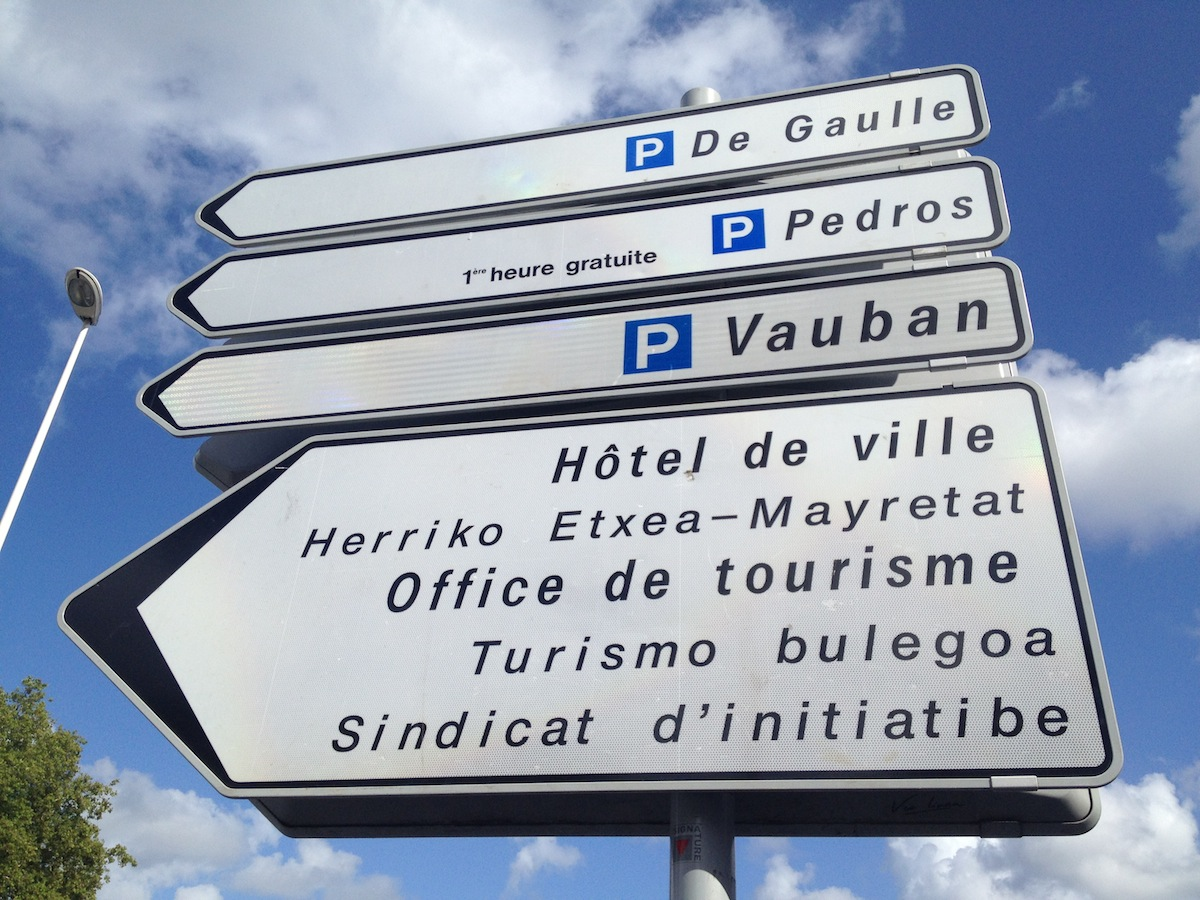
Señalización trilingüe (francés-vasco-occitano) en Bayona.

La región de Nueva Aquitania es de tradición occitana, vasca y poiteviana-saintonges. Aparte del francés que, como la lengua de la República, se habla y se entiende en todas partes, hay varias lenguas vernáculas o regionales. El occitano se habla en varias de sus variantes dialectales:
- auvergnat en el tercio suroriental de departamento de Creuse el noreste de Corrèze;
- gascón en gran parte del departamento de Gironda, de Landas, de Lot-et-Garonne y de una pequeña parte de Pirineos Atlánticos (Bayona, donde también se habla vasco); bearnés en la mitad oriental de los Pirineos Atlánticos;
- languedociano en el extremo este de Gironda, en el sur de Dordoña y al norte de Lot-et-Garonne;
- limosín en Haute-Vienne, en la parte oriental y meridional de Charente (Charente occitana), además de en una parte de Creuse, de Corrèze y de Dordoña (Périgueux es de tradición limosina);
- marchois en una pequeña parte de los departamentos de Charente, Vienne, Haute-Vienne y Creuse.

El vasco o euskera, lengua no indoeuropea, se habla en el País Vasco francés, es decir, en las antiguas provincias de la Baja Navarra, Soule y Labourd (parte occidental de Pirineos Atlánticos) en dos formas dialectales: navarro-labortano y suletino.
El norte de la región pertenece al ámbito lingüístico poitevin-saintongeais (lengua de oïl, pero con un importante sustrato occitano) y se divide en dos lenguas:
- poitevin en Deux-Sèvres, Vienne, el norte de Charente y de Charente Marítimo (La Rochelle, île de Ré, Ruffec);
- saintongés en la mayor parte de Charente Marítimo (Saintes, île d'Oléron), la parte occidental de Charente (Angulema, Cognac) y en algunos sectores al norte y al este de Gironda (Blayais, norte del Libournais, país Gabaye, petite Gavacherie alrededor de Monségur en el Entre-deux-Mers) y el noroeste de la Dordoña (La Roche-Chalais y Parcoul).

### Deportes

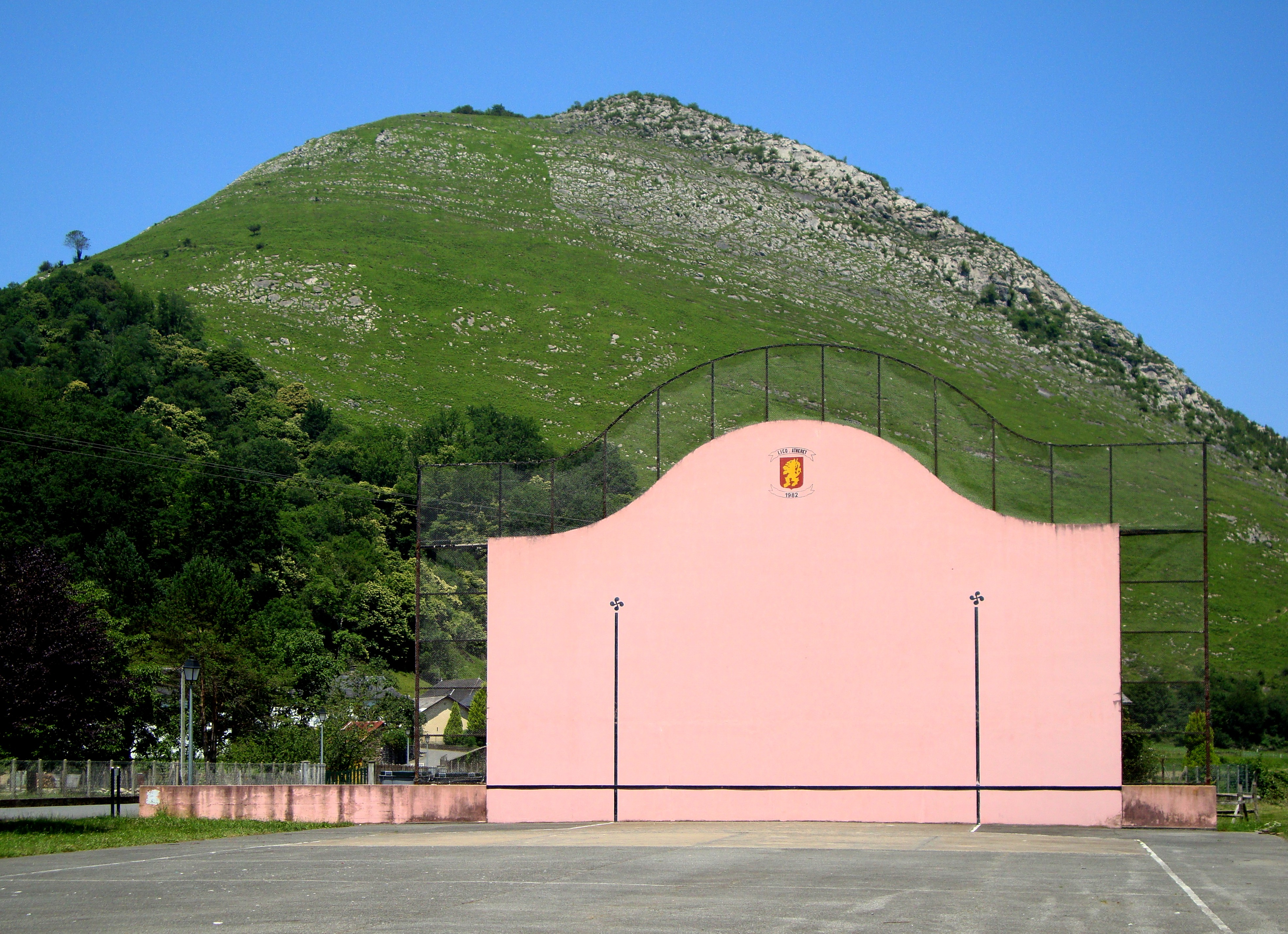
Un fronton de pelota vasca «place libre» en Licq-Athérey.

El deporte presenta en Nueva Aquitania varias facetas y se declina en algunas especialidades regionales. El rugby a XV sigue siendo una disciplina ampliamente practicada, representada por clubes como Aviron Bayonnais, Stade Montois, Union sportive dacquoise, Union Bordeaux Bègles, Atlantique stade rochelais, Club athlétique Brive Corrèze Limousin, Soyaux Angoulême XV Charente, Section Paloise, Biarritz Olympique, Sporting Union Agen, Club athlétique Périgueux Dordogne, Stade poitevin rugby, Sporting club tulliste Corrèze, Union sportive cognaçaise o Limoges rugby. 
Otra disciplina popular, el fútbol no se limita al FC Girondins de Burdeos, y casi cada ciudad tiene su equipo: Pau Football Club, Périgueux Foot, Football Club Marmande 47, Entente sportive La Rochelle, Étoile sportive aiglons briviste, Chamois niortais football club, Limoges Football Club…
Disciplinas tradicionales incluyen una decena de especialidades, la pelota vasca se práctica esencialmente en la parte sur de la región. La mayoría de las ciudades y pueblos del País Vasco tienen su frontón (o su trinquet), pero otras ciudades de la región también tienen estos equipamientos: Burdeos, Dax, Agen, Périgueux, Royan… Menos frecuente fuera del País Vasco, la fuerza vasca incluye una decena de variantes, que se inspiran en los desafíos que se lanzaban antiguamente los trabajadores manuales (agricultores, leñadores, etc.)
Entre las otras disciplinas, el baloncesto es representado por el Elan Bearnais Pau Lacq Orthez, el Limoges Cercle Saint-Pierre, el Poitiers Basket 86, el Basket Landes o el Boulazac Basket Dordogne. 
La región tiene numerosas sendas ciclistas, pero especialmente dos velorutas europeas, la EuroVelo 1 o «Vélodyssée» que atraviesa la región en su parte costera, pasando por La Rochelle, Royan, Arcachon y Hendaye, y la EuroVelo 3, que atraviesa Confolens, Angulema, Burdeos, Mont-de-Marsan y Bayona. Varias rutas verdes también han sido aconicionadas: vía verde de Burdeos a Lacanau, vía verde del Canal de Garona, entre Castets-en-Dorthe y Saint-Jean-de-Thurac, vía verde de Arcachon, vía verde del Canal Lalinde, corredor verde de la Charente, vía verde del estuario de Gironda, entre Saint-Sorlin-de-Conac ySaint-Fort-sur-Gironde, corredor verde de Niort, o la Vía verde de los Altos de Tardoire, entre Châlus y Oradour-sur-Vayres. Muchas carreras de ciclismo también se celebran cada año como el Tour du Limousin, el Bol d'or des Monédières... 
Por último, los deportes acuáticos son muy populares en una zona con una gran fachada al mar. El surf, verdadera institución en las costas, tiene muchos puntos desde las islas de Ré y de Oléron hasta la costa Vasca. La competición más antigua de surf profesional, el Lacanau Pro se celebra anualmente desde 1979 en Lacanau, Gironda. El Roxy Jam y el Biarritz Surf Festival se llevan a cabo en las playas de Biarritz y son un pretexto para grandes reuniones de los surfistas de todo el mundo.

### Cultura taurina

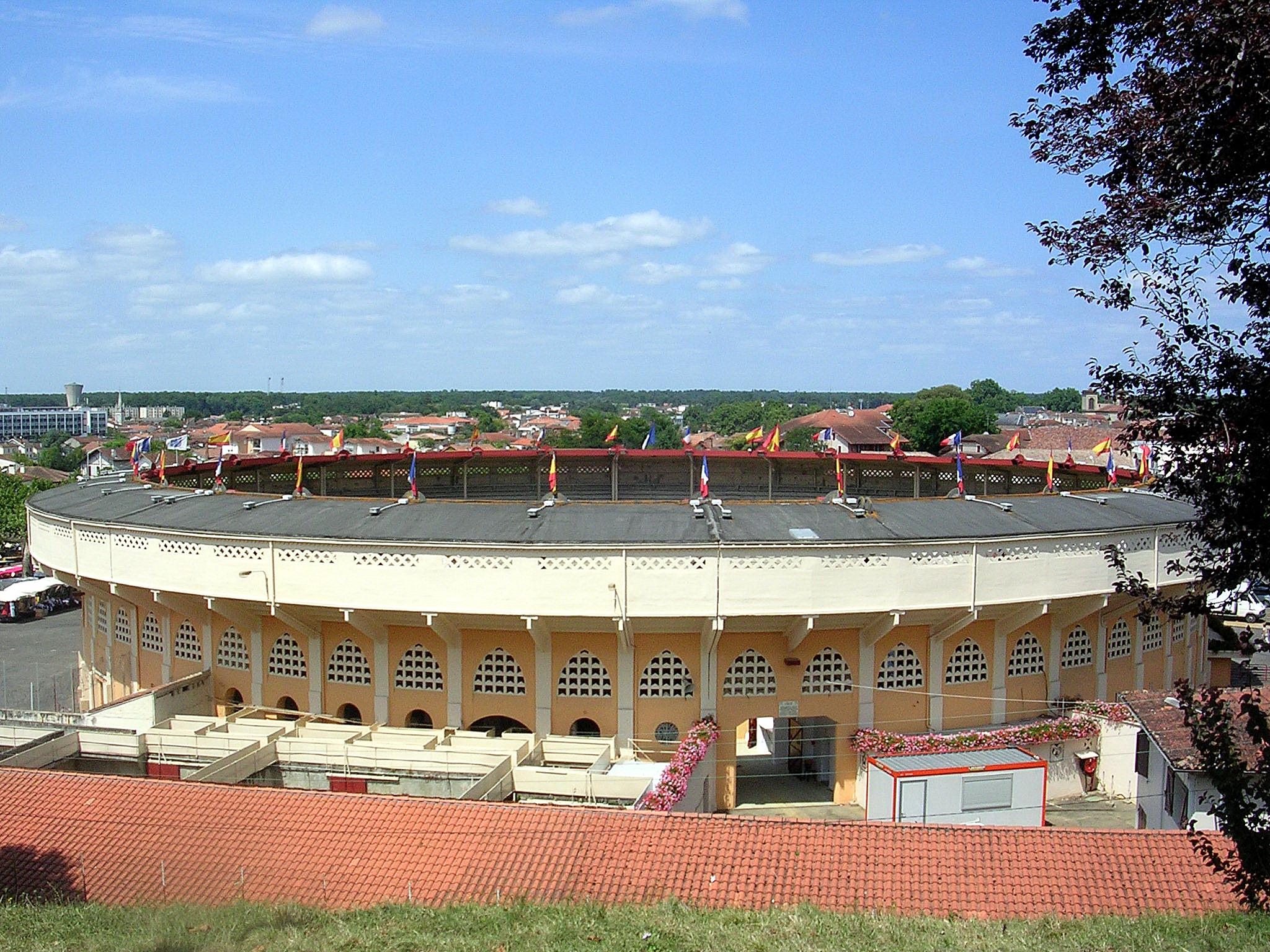
Las arenas de Mont-de-Marsan, en las Landes.

La parte sur de la región (principalmente el sur de Gironda, Landas y una parte de Pirineos Atlánticos) está en parte marcada por la cultura taurina, ya sea en forma de novilladas, de corridas (españolas o portuguesas) o de courses landaises. 
Las Arenas de Bayona, de Orthez, de Mimizan, de Morlanne o de Dax son las principales estructuras a gran escala, pero muchos comunas rurales de Chalosse, del Tursan o del Béarn también tienen arenas: en 2004 su número era de entre 160 y 180. Algunas comunas del norte de Gironda (Arcachon), e incluyendo la aglomeración de Burdeos (Floirac) o incluso al sur de la Charente Marítimo (Royan) tuvieron en tiempos en propiedad las plazas de toros, pero han sido demolidas desde entonces.

### Medios

#### Prensa escrita
La prensa escrita está representada por varios títulos. Ninguno cubre la región en su totalidad: como en toda Francia, la nueva región se divide en sectores o zonas de difusión propias de cada periódico. Las principales cabeceras de la prensa diaria regional son:
- Sud Ouest. Con una tirada de casi 300 000 ejemplares, este diario tiene su sede en Burdeos y cubre siete departamentos de la región (Charente, Charente Marítimo, Dordoña, Gironde, Landas, Lot-et-Garonne y Pirineos Atlánticos) así como el de Gers (región de Occitania). Cuenta con numerosas ediciones locales, a menudo varias por departamento, centradas en la actualidad de las principales ciudades. Burdeos tiene dos ediciones: Bordeaux-Rive-droite y Bordeaux-Rive-gauche.
- La Nouvelle République du Centre-Ouest, con sede en Tours, cubre los departamentos de Vienne y Deux-Sèvres. Este diario tira cerca de 200 000 ejemplares.
- Le Populaire du Centre, con sede en Limoges, informa la actualidad local de los departamentos de Haute-Vienne y Creuse, así como de la aglomeración de Limoges en una edición específica. Su circulación es de poco más de 40 000 copias.
- La Montagne. Perteneniente al grupo Centre-France, este diario con sede en Clermont-Ferrand cubre los departamentos de Haute-Vienne, Creuse y Corrèze. Tira casi 200 000 ejemplares.
- Le Courrier de l'Ouest, con sede en Angers, se difunde en Deux-Sèvres, y tira alrededor de 1 000 000 ejemplares.
- La République des Pyrénées. Tirando un poco más de 30 000 ejemplares, este diario trata en prioridad la actualidad del Béarn y su sede está en Pau. El periódico publica regularmente tribunas en occitano (béarnais): Vent de Castanha y Oéy en Biarn.
- La Dépêche du Midi, diario regional con sede en Toulouse y Le Petit Bleu (tirada de 9000 ejemplares) en Lot-et-Garonne. Estos dos títulos son parte del Groupe La Dépêche.
- Dordogne libre, con sede en Périgueux, es un diario propiedad del groupe Sud Ouest. Tira cerca de 7000 ejemplares y cubre las noticias de la Dordoña.
- Charente libre. Perteneciente también al grupo Sud Ouest, este diario fundado en la Libération cubre la actualidad de Charente. Con sede en Angulema, cuenta con oficinas locales en Cognac, Confolens, Barbezieux y Ruffec. Tira alrededor de 40 000 ejemplares.
- Direct Bordeaux 7 es un diario gratuito destinado a los habitantes de Bordeaux Métropole. Propiedad del grupo Sud Ouest, tira alrededor de 30 000 ejemplares.
- Berria, con sede en Andoáin (España) es un diario vascófono editado desde 2003. Dispone de una redacción local en Bayona y cubre toda la mitad occidental de Pirineos Atlánticos.

Los principales semanarios regionales se centran generalmente en territorios menos extensos. Entre estos se incluyen, en particular, Le Journal du Médoc, que, como su nombre indica, se ocupa de las noticias en el Médoc y tiene la sede en Saint-Laurent-Médoc; La Dépêche du Bassin, que cubre noticias de la cuenca de Arcachon; Le littoral, centrado en la cuenca Marennes-Oléron y la península de Arvert; Le Républicain, que cubre noticias locales de Langon, del Sud-Gironde y de Lot-et-Garonne; el grupo de prensa Courrier français (basado en Burdeos) está presente en la totalidad de los departamentos de Landas, Lot-et-Garonne y Dordoña y publica información general y avisos legales; Courrier de Gironde (grupo Courrier français) se distribuye por todo el departamento de Gironda; y el Le Phare de Ré, difundido en la isla de Ré.
El semanal bilingüe Enbata (francés y euskera), difundido en el País Vasco francés, se define como «abertzale y progresista».
La prensa regional también incluye las revistas Pays Basque Magazine (Milan Presse), Surf Session (Grupo Sud Ouest) o también L’Essentiel, mensual dedicado a Charente Marítimo.

#### Televisión

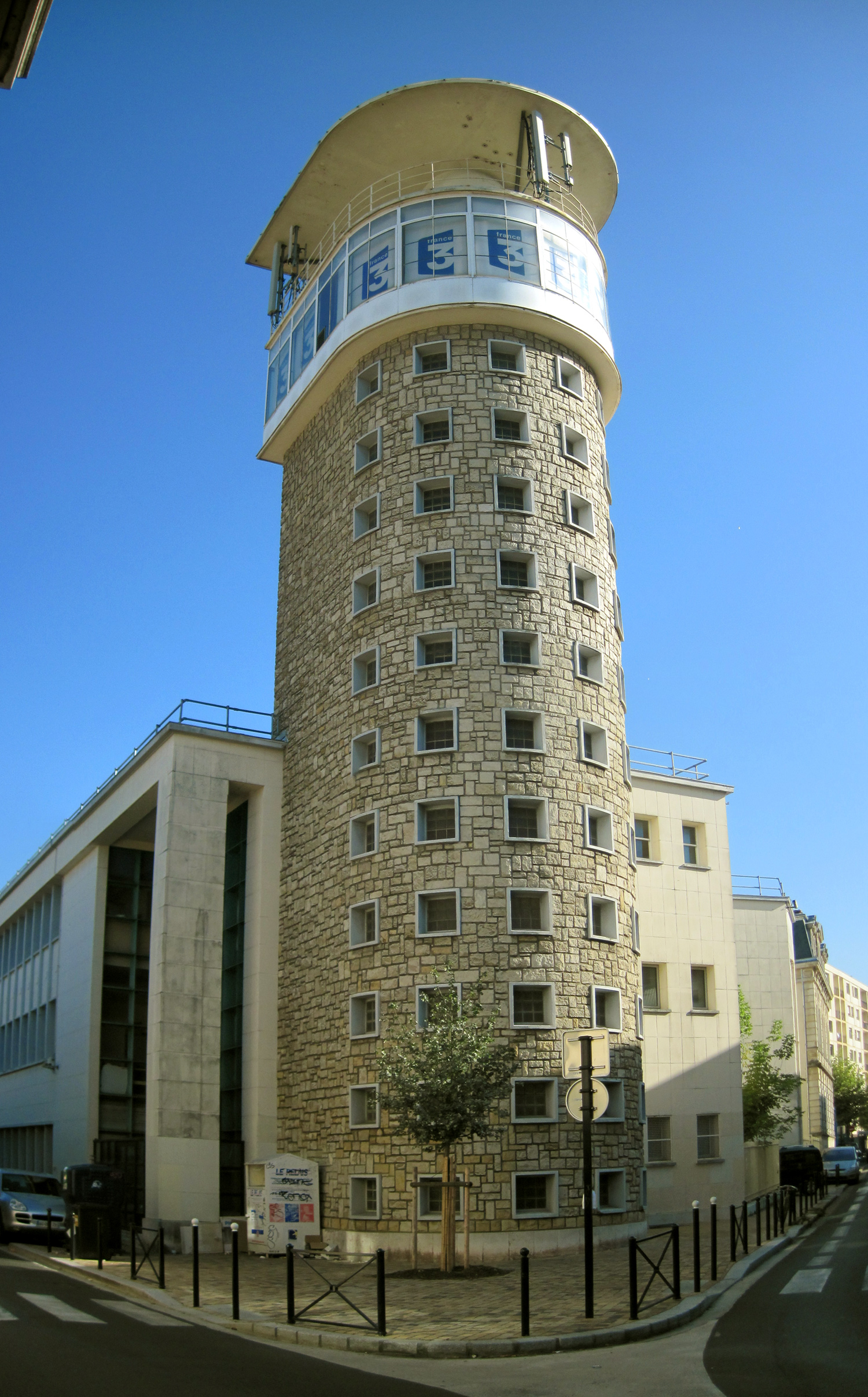
La sede de France 3 Nouvelle-Aquitaine en Burdeos.

Ninguna cadena regional cubre la totalidad de la región. El servicio público está representado por el grupo de France Télévisions (France 3). France 3 Nouvelle-Aquitaine difunde tres cadenas locales:
- France 3 Aquitaine (desconexiones locales en Burdeos, Bayona, Pau y Périgueux)
- France 3 Poitou-Charentes (desconexión local en La Rochelle; redacciones locales en Poitiers, Angulema y Royan)
- France 3 Limousin (desconexiones locales en Limoges y en Brive-la-Gaillarde)

Varias cadenas locales privadas emiten en el territorio regional: TV7 Bordeaux en Burdeos y en toda la Gironda, TVPI en Bayona y en el sur de las Landas. En los Pirineos Atlánticos y el sur de Landas, también recibe los canales vascos del grupo Euskal Telebista (en euskera y español): ETB 1, ETB 2 y ETB 3, emitidos desde el transmisor del Jaizkibel.

#### Radios
La región está cubierta por muchas estaciones de radio públicas y privadas, que complementan las grandes radios nacionales públicas del grupo Radio France (además también de la radiodifusión pública vasca —ETB— y española —RNE— en el sur de la región, el sur Landas y Pirineos Atlánticos). El servicio público está representado por el grupo France Bleu, que emite nuevas estaciones:
- France Bleu Gironde (Gironda)
- France Bleu Gascogne (Landas y Sud-Gironda)
- France Bleu Pays Basque (Pirineos Atlánticos)
- France Bleu Béarn (Pirineos Atlánticos)
- France Bleu Poitou (Vienne y Deux-Sèvres)
- France Bleu La Rochelle (Charente y Charente Marítimo)
- France Bleu Périgord (Dordoña)
- France Bleu Limousin (Haute-Vienne) con su desconexión France Bleu Corrèze (Corrèze), que se diferencia solamente por unas horas en la mañana.
- France Bleu Creuse (Creuse)

Todas desarrollan la actualidad de sus respectivas áreas de radiodifusión. Las emisiones son casi exclusivamente en francés, aunque algunas estaciones también transmiten algunos programas en las lenguas regionales.
La región también tiene una serie de estaciones privadas de radio, comerciales o asociativas, entre ellas Wit FM, Black Box, La Clé des Ondes o Enjoy 33 (zona de Burdeos), Radio Côte d'Argent (Arcachon), Radio Périgueux 103 e Isabelle FM (Périgueux), 47 FM (Agen), Demoiselle FM, Vogue Radio (Royan), Forum (Poitiers) o Flash FM (Limoges). Algunas se distinguen por una programación en lenguas regionales: es el caso de Ràdio País (en occitano) o de Gure Irratia (en vasco).

#### Cine
La región ha servido de marco a un cierto número de películas y series de televisión:
- Le soleil se lève aussi, de Henry King, estrenada en 1957 y rodada en parte en Biarritz[87] (Pirineos Atlánticos).
- Le Jour le plus long, de Ken Annakin, Andrew Marton, Bernhard Wicki, Gerd Oswald y Darryl F. Zanuck, estrenada en 1962 y en la que algunas escenas han sido rodadas en Saint-Clément-des-Baleines, en la île de Ré (Charente-Marítimo).[88]
- Les Demoiselles de Rochefort, de Jacques Demy, film musical estrenado en 1967 y rodado en Rochefort[89] (Charente Marítimo).
- Jacquou le Croquant, folletón de Stellio Lorenzi estrenado en 1969 y rodado en parte en Saint-Laurent-des-Hommes, Sarlat, Fanlac y Montignac (Dordoña).[90]
- Das Boot, de Wolfgang Petersen, estrenada en 1981 y en la que algunas escenas han sido rodadas en la base sous-marine de La Rochelle (Charente Marítimo).[88]
- Les Aventuriers de l'arche perdue, de Steven Spielberg, estrenada en 1981 y en la que algunas escenas han sido rodadas en La Rochelle.[88]
- Les Misérables, de Robert Hossein, sorti en 1982 y rodada en parte en Burdeos.[91]
- Le Rayon vert, de Éric Rohmer, estrenada en 1986 y rodada en Biarritz[92] (Pirineos Atlánticos).
- Tous les matins du monde, de Alain Corneau, estrenada en 1991 y rodada en parte en Rougnat y en Moutier-d'Ahun[93] (Creuse).
- Le Beau Serge de Claude Chabrol, estrenada en 1958 y rodada en Sardent (Creuse).
- La Reine Margot, de Patrice Chéreau, estrenada en salas en 1994 y en la que algunas escenas han sido rodadas en la rue Saint-Éloi y rue de la Tour-du-Pin, en Bordeaux.[94]
- La Fille de d'Artagnan, de Bertrand Tavernier, estrenada en 1994 y rodada en parte en Sarlat, Biron y en Beynac[94] (Dordoña).
- Le bonheur est dans le pré, d’Étienne Chatiliez, estrenada en 1995 y rodada en parte en Saint-Jean-de-Luz[94] (Pirineos Atlánticos).
- La Rivière Espérance, folletón de Josée Dayan estrenada en 1995, y rodada en Bergerac (Dordoña).[95]
- Ceux qui m'aiment prendront le train, de Patrice Chéreau, estrenada en 1998 y rodada en parte en Limoges[96] (Haute-Vienne).

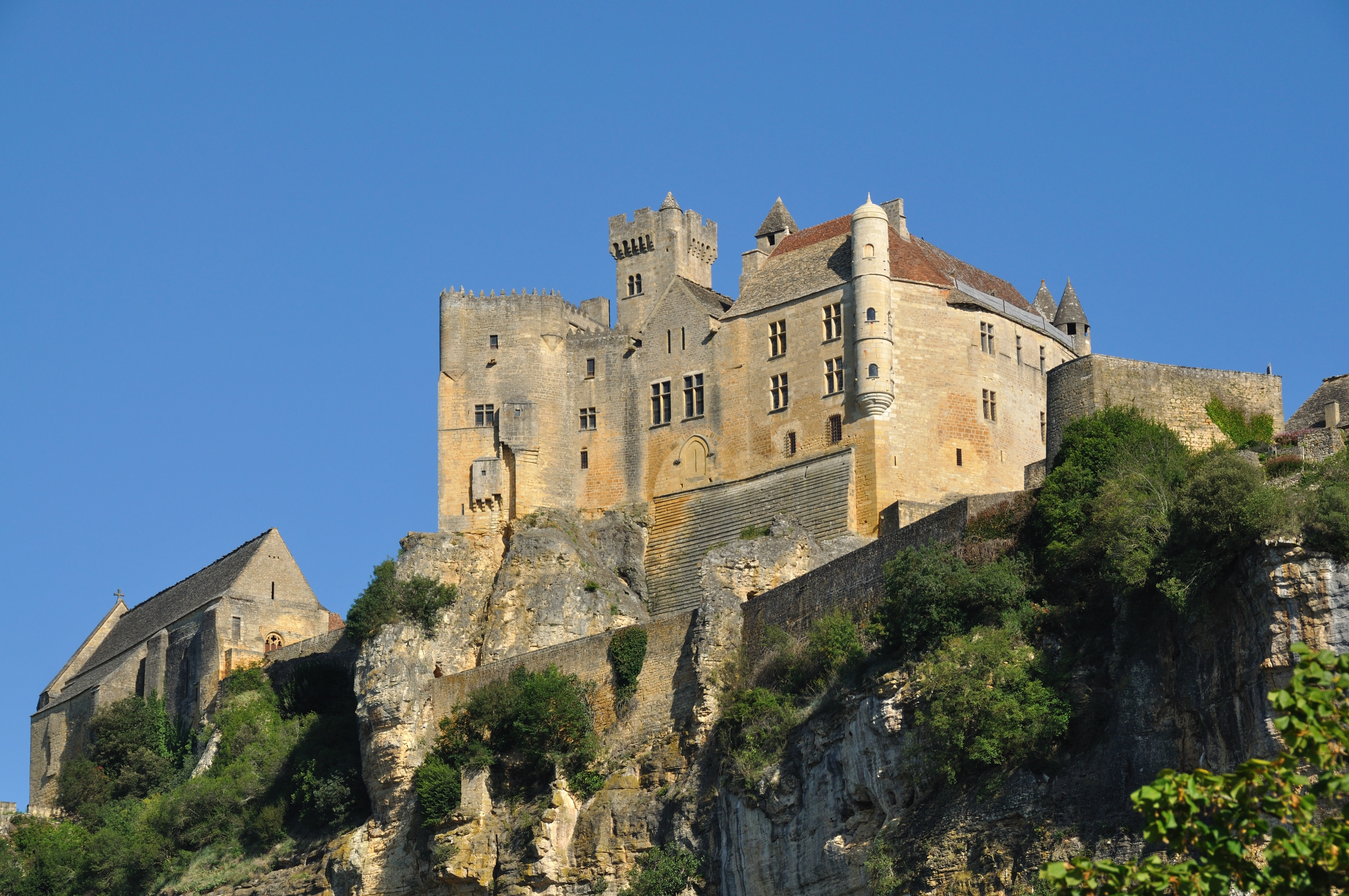
El château de Beynac, en Dordoña, ha servido de marco de varias películas.

- Les Couloirs du temps: Les Visiteurs 2, de Jean-Marie Poiré, estrenada en 1998 y en la que algunas escenas han sido rodadas en el château de Beynac así como en el château de Biron[97] (Dordoña).
- À ma sœur !, de Catherine Breillat, estrenada en 2000 y rodada en gran parte en La Palmyre, cerca de Royan[98] (Charente Marítimo).
- Vidocq, de Pitof, estrenada en 2001 y rodada en parte en quartier Saint-Michel, en Bordeaux.[94]
- Le Pacte des loups, de Christophe Gans, estrenada en 2001 y rodada en Jumilhac-le-Grand[94] (Dordoña).
- Brice de Nice, de James Huth, estrenada en 2005 y rodada en Soorts-Hossegor, Seignosse et Capbreton[94] (Landes).
- Lady Chatterley, de Pascale Ferran, estrenada en 2006 y rodada en varios puntos de Corrèze.[99]
- Hors de prix, de Pierre Salvadori, estrenada en 2006 y rodada en Biarritz[94] (Pirineos Atlánticos).
- Section de recherches, serie policiaca en la que las siete primeras temporadas (de 2006 a 2012) fueron rodadas en Gironde, en las Landes y en Charente.[100]
- Camping y Camping 2,[94] de Fabien Onteniente, estrenadas respectivamente en 2006 y 2010, rodadas en el balneario de Pyla-sur-Mer (Gironde).
- Jacquou le Croquant, de Laurent Boutonnat, estrenada en 2007 y rodada en parte en Besse, Saint-Geniès, Saint-Marcory y Salignac-Eyvigues (Dordoña).[101]
- Mammuth, de Benoît Delépine y Gustave Kervern, estrenada en 2009 y en la que algunas escenas han sido rodadas en Angulema, en Royan y Saint-Palais-sur-Mer[102] (Charente Marítimo).
- Un village français, y en la que algunas temporadas han sido rodadas en Haute-Vienne y en Creuse. La sexta temporada fue rodada en parte en Eymoutiers,[103] en Haute-Vienne.
- Le Petit Nicolas y Les vacances du Petit Nicolas,[104] estrenadas respectivamente en 2009 y 2014 y rodadas en Saint-Palais-sur-Mer.
- Les Petits Mouchoirs, de Guillaume Canet, comedia estrenada en 2009 y que tien por fondo Cap-Ferret, balneario de la bassin d'Arcachon[105] (Gironde).
- Mumu, de Joël Séria, estrenada en 2010 y en la que algunas escenas han sido rodadas en Aubigné (Deux-Sèvres).
- La Guerre des boutons, de Yann Samuell, estrenada en 2011 y rodada en Rochechouart[106] (Haute-Vienne).
- Hôtel de la plage, serie en la que las dos primeras temporadas tienen por fondo los balnearios de Ronce-les-Bains y de Saint-Palais-sur-Mer[107] (Charente Marítimo).

### Manifestaciones culturales

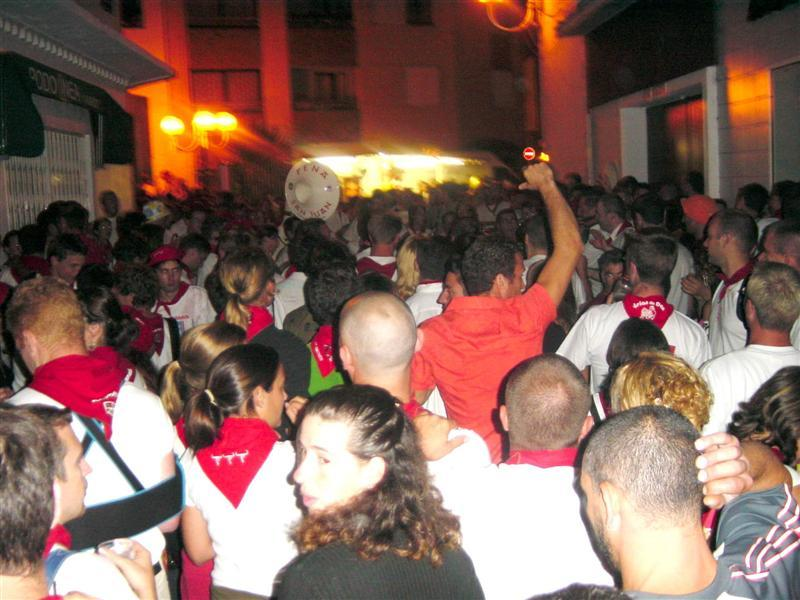
Festayres deambulando por las calles durante las fiestas de Dax.

La región cuenta con numerosos eventos culturales, algunos de los cuales tienen un impacto nacional o internacional y otros un carácter más local. Entre los principales eventos figuran:
- Las fiestas de Bayona. Reúnen cada verano casi 1 000 000 personas (los Festayres) en las calles de Bayona Bayona, celebradas desde 1932. Primas de las fiestas de Pamplona, son la ocasión de carreras pedestres y encierros de toros, desfiles de carrozas, conciertos, fuegos artificiales y corridas de toros.[108]
- Las fiestas de Dax, organizadas cada año alrededor del 15 de agosto, son motivo de cinco días de fiestas populares, conciertos, bandas, desfiles folclóricos, corridas de toros y novilladas. Atraen a unas 800 000 personas,[109] que como en Bayona, a menudo lucen un pañuelo rojo y ropas blancas.
- Las francofolies de La Rochelle. Creada en 1985 por iniciativa de Jean-Louis Foulquier, este célebre festival reúne entre 100 000−150 000[110] alrededor de artistas, principalmente de la escena francesa y francófona.
- Le festival international de la bande dessinée. Frecuentado por casi 200 000 visitantes, uno de los más grandes festivales de Europa dedicados al noveno arte se celebra cada año en enero en Angulema y mezcla exposiciones, debates y sesiones de autógrafos con muchos grandes nombres del cómics francés e internacional.
- La feria del libro de Brive-la-Gaillarde es el lugar de encuentro de la rentrée literaria, tanto para el público como para los editores y autores. Desde 1981, cada año, más de 300 escritores son recibidos allí para presentar sus últimas obras. Además de las muchas sesiones de firmas, un denso programa de encuentros literarios, foros y conferencias se ofrece a los visitantes del evento.
- Las Nuits de Nacre en Tulle, organizadas desde 1988 en esta ciudad, famosa por su fábrica de acordeones Maugein. Este festival es un lugar de asociaciones múltiples: encuentros humanos y musicales, lanzamientos de discos, eclécticismo de repertorios, animaciones, veladas "fuera" de la ciudad, galas danzantes...
- El Festival O'les Chœurs y el Festival du Bleu en Hiver,[111] organizados también por las Sept Collines[112] en Tulle, dedicados a la música, el cine y las artes.
- Kind of Belou es un festival de música especializada en jazz. Se lleva a cabo cada verano, en agosto, en Treignac (Corrèze).
- El Été musical de Saint-Robert es un festival de música clásica que se celebra anualmente en Saint-Robert (Corrèze).
- El Festival de la Luzège, eventos teatrales organizadas anualmente en Saint-Pantaléon-de-Lapleau (Corrèze).
- El Festival de cine de Brive, también titulado "rencontres européennes du moyen métrage", único festival cinematográfico europeo dedicado enteramente al metraje medio.
- Las Nuits atypiques de Langon, festival dedicado a las músicas del mundo, a la promoción de los valores de tolerancia, apertura al mundo y a la toma de conciencia ciudadana, que se celebra anualmente desde 1992.
- El festival de cine de animación en Bègles, entrada en el mundo de los dibujos animados.
- El festival des Hauts de Garonne. Organizado desde 1992 por cuatro comunas en las afueras de Burdeos (Cenon, Lormont, Floirac y Bassens), que se centra en las músicas del mundo.
- Le Grand Pruneau Show es un festival que se celebra en Agen. Combinando conciertos, desfiles de carrozas, espectáculos en la calle, reúne cada año cerca de 65 000 personas, a menudo llevando una bufanda de color ciruela en honor de los frutos que han dado fama a la ciudad.
- El gran Pavois, organizado desde 1973 en el port des Minimes de La Rochelle, es uno de los más grandes salones náuticos internacionales. Reúne varios centenares de barcos y cerca de 100 000 visitantes.[113]

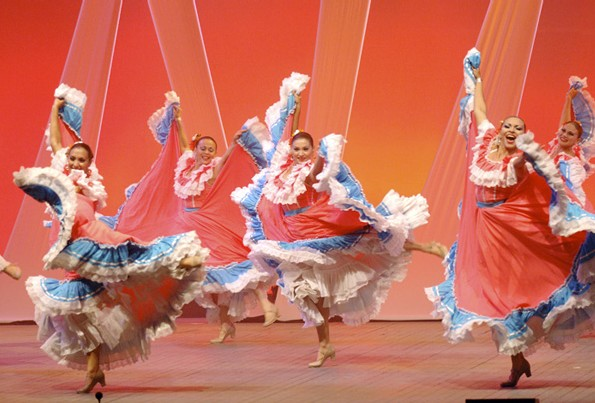
Danzas tradicionales polonesas en el festival de Confolens.

- El festival de Confolens, que se celebra anualmente en Confolens desde 1958, se centra en el folklore de los países del mundo. Presentando grupos tradicionales de todo el mundo (casi 500 desde su creación), reúne a cerca de 100 000 personas en cada vez edición.
- Toros y Salsa es un festival que se celebra anualmente en Dax desde 1995. Se centra en las músicas latinas y ofrece varias corridas de toros y novilladas.
- El festival Arte Flamenco, celebrado desde Mont-de-Marsan, es el más importante festival de cultura flamenca fuera de las fronteras españolas. Ofrece conciertos y presentaciones artísticas tanto en interiores como en las calles y plazas de la ciudad.
- El festival de las Musiques Métisses, celebrado en Angulema desde 1976, se quiso desde el principio un lugar de encuentro para los músicos de todos los horizontes. Muchos músicos, ahora reconocidos internacionalmente, comenzaron sus carreras en el escenario de las Musiques Métisses (Johnny Clegg, Khaled, Cheb Mami, Kassav[114]…). Acoge a unos 60 000 espectadores cada año.
- Un violon sur le sable es un festival dedicado a la música sinfónica celebra cada verano en Royan. A veces conocido como el «Woodstock de la música clásica», se celebra durante tres días y reúne a cerca de 150 000 espectadores directamente sobre la playa.[115]
- Les Rendez-vous de Terres Neuves, organizado desde 2006 en Bègles, cerca de Burdeos, es un festival de contracultura abierta a la música, las artes gráficas, el cine y las artes escénicas.

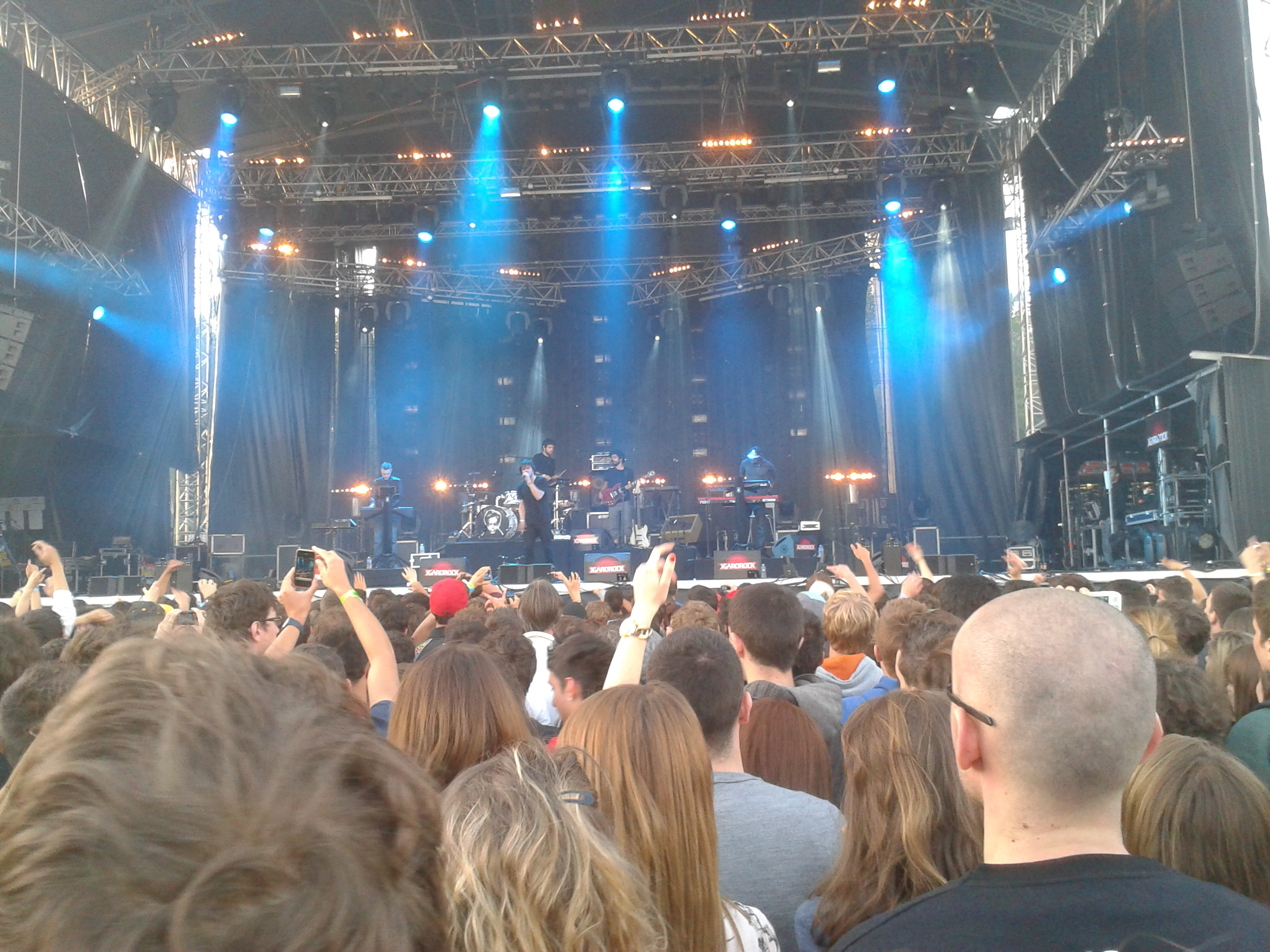
Orelsan en el escenario del festival Garorock de Marmande.

- Garorock es un festival dedicado al rock, a la electrónica y al techno en pie desde 1997 en Marmande. El festival más grande del Gran Suroeste, acoge cada año a grupos de todo el mundo, y reúne entre 50 000−65 000 festivaleros.[116]
- El Free music festival, que se celebra anualmente en Montendre, entre Royan, Saintes y Burdeos, es un festival de rock y de músicas electrónicas. Abre su escenario tanto a artistas francófonos (Orelsan, IAM) como a artistas internacionales (The Offspring, Kavinsky, Snoop Dogg…) y reúne a cerca de 20 000 personas.[117]
- Bordeaux fête le fleuve y Bordeaux fête le vin (en alternancia). Estos eventos que se celebran en el mes de junio son la oportunidad de conciertos, eventos deportivos (travesía del Garona a nado), picnics y fuegos artificiales.
- Euskal Herria Zuzenean es un festival antiglobalización que hace la promoción de la lengua y la cultura vasca, además de la ecología y el desarrollo sostenible, a través de conciertos (artistas confirmados o talentos aún desconocidos) y debates.
- El festival Emmaüs Lescar-Pau, celebrado desde 2007 en Lescar, cerca de Pau, es un festival alternativo con conciertos y debates. Su escenario ha acogido a artistas como Keziah Jones, Matthieu Chedid o Chinese Man. Es frecuentado por casi 20 000 personas.
- Festival Internacional de artes de la mímica y del gesto, Mimos —y su festival al aire libre Mim'Off— tiene lugar cada verano en Périgueux desde 1983. Su edición de 2013, donde se presentaron cuarenta compañías ha acogido 70 000 visitantes en audiencia acumulada.[118][119]
- El Festival Blues Passions es un festival de música especializada en las músicas afroamericanas. Se celebra anualmente desde 1994 a principios de julio en la ciudad de Cognac (Charente). Los diversos conciertos, gratuitos y de pago, se distribuyen alrededor del jardín público de Cognac, en la plaza François I y en las calles de la ciudad. Los conciertos nocturnos tienen lugar en el Teatro de la Naturaleza, en el jardín público.
- El festival Coup de chauffe de Cognac festival gratuito de artes en la calle que tendrá lugar el primer fin de semana de septiembre desde 1995. Reúne a cerca de 30 000 personas al año y ha recibido a más de 400 compañías desde sus inicios.

## Patrimonio
La región de Nueva Aquitania tiene un rico patrimonio que abarca miles de años, desde las primeras manifestaciones artísticas del hombre prehistórico, que culminan con la famosa cueva de Lascaux, a las líneas modernistas del Futuroscope, pasando por las iglesias que salpican la campiña, modestas y silenciosas, las bastidas y pueblos del Périgord, del Limousin, del Agenais o del País Vasco o aún los numerosos castillos, ruinas románticas o, por el contrario, edificios orgullosamente restaurados por sus propietarios. El patrimonio también es natural y de una gran diversidad: a las siempre cambiantes aguas de la cuenca de Arcachon responden las gargantas del Vézère, del Roche o de la cascada de los Jarrauds, así como las que desembocan en las entrañas de la tierra en el seno de catedrales cinceladas como el gouffre de la Fage, los picos nevados de la Pirineos bearneses o los grandes pinares de las Landas, salpicados de grandes estanques y, a veces enormes dunas, como la duna de Pilat.

### Patrimonio prehistórico

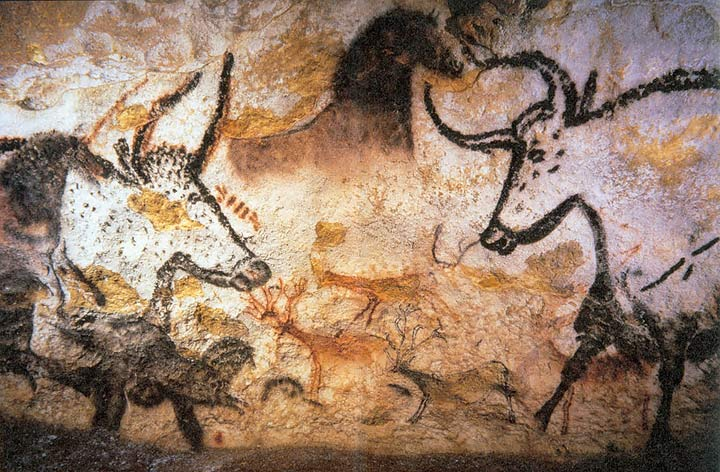
La cueva de Lascaux es una de las cimas del arte parietal.

Muchos sitios dan testimonio de la ocupación de la zona en tiempos prehistóricos. Algunos, como el roc-aux-Sorciers de Angles-sur-l'Anglin (Vienne), la gruta de Pair-non-Pair de Prignac-et-Marcamps (Gironda), las grutas de Isturitz y de Oxocelhaya (Pirineos Atlánticos), la gruta del Moulin de Laguenay (Corrèze) o la sepultura del hombre de Neanderthal de la Chapelle-aux-Saints (Corrèze), gozan de una notoriedad esencialmente local, o al menos limitada a los expertos. Otros, por su parte, han ganado el reconocimiento internacional: esto es especialmente el caso de la gruta del Papa (Landes) donde se encontró la famosa dama de Brassempouy.
Pero es en Périgord donde se puede descubrir la mayor densidad de yacimientos prehistóricos, que no se limitan a la célebre cueva de Lascaux, «capilla sixtina de la prehistoria», o a la menos conocida cueva de Villars, sino que están dispersos a lo largo de los valles, sobre todo el valle de Vézère, este« vallée de l’Homme » inscrito en el Patrimonio Mundial de la Humanidad por la Unesco. Figuran en un área relativamente pequeña algunas cimas del arte parietal, incluyendo la gruta de Rouffignac, la gruta de Saint-Cirq, o incluso la gruta de Font-de-Gaume. 
La comuna de Eyzies-de-Tayac,, dominada por una estatua del « L’homme primitif » de Paul Dardé, alberga el Museo Nacional de Prehistoria que alberga ricas colecciones del Paleolítico. También alberga en su suelo el abrigo de Cro-Magnon, abierto al público desde 2014, que dio su nombre al hombre de Cro-Magnon. Más al norte, en Charente Marítimo, la Paléosite de Saint-Césaire, Saintes et Cognac, se consagra al conocimiento del hombre de Néandertal.

### Patrimonio antiguo
La región fue ocupada por varias tribus de pueblos celtas (pictones, santones, lemovices, petrocores, nitiobroges y Bituriges Vivisques) y pueblos proto-bascos (Vasates, boïates, tarusates, tarbelles, cocosates, sotiates, suburates, oscidates, vernani...)
La ocupación romana dejó pocas huellas en la región, especialmente en Saintes, la primera capital de la provincia de Aquitania, con el arco de Germánico, las arenas los vestigios de las termas de Saint-Saloine o del acueducto que alimentaba la ciudad con agua. Muy cerca de allí, los fanales de Pirelonge y de Authon no han revelado todos sus secretos.
Chassenon, antigua Cassinomagus, fue la segunda aglomeración de la ciudad de los lemovices; comportaba en particular un importante conjunto de culto y de termas bien conservadas. El sitio arqueológico de Tintignac en Corrèze, en el territorio de los lemovices, es de una gran riqueza, con el descubrimiento de numerosos carnyx y cascos galos, únicos en todo el mundo céltico. El santuario galo será reconstruido en el siglo I de nuestra en un templo galo-romano, que crecerá hasta convertirse en un gran santuario.
Cerca de Royan, el sitio arqueológico del Fa corresponde a una antigua ciudad romana abandonada en el siglo V, que puede ser la Novioregum de los textos antiguos.
Burdeos también conserva algunos vestigios de esa época, siendo el mejor conservado el palacio Gallien, nombre dado a nivel local al antiguo anfiteatro. Más al sur, la ciudad de Dax, en la región de las Landas, ha conservado algunas de sus murallas galo-romanas y vestigios que parecen corresponder a una basílica civil, conocida con el nombre de cripta arqueológica. En Dordoña, la antigua Vesunna (Périgueux) ha conservado un monumento característico de ese período, la torre de Vésone, vestigio de un fanum (templo) del siglo I o II, así como las ruinas de un gran anfiteatro del siglo I. Muy cerca de allí, el museo Vesunna, forma parte del perímetro de una antigua villa galo-romana, y presenta colecciones permanentes y temporales sobre la vida de los antiguos petrocores.

### Patrimonio religioso

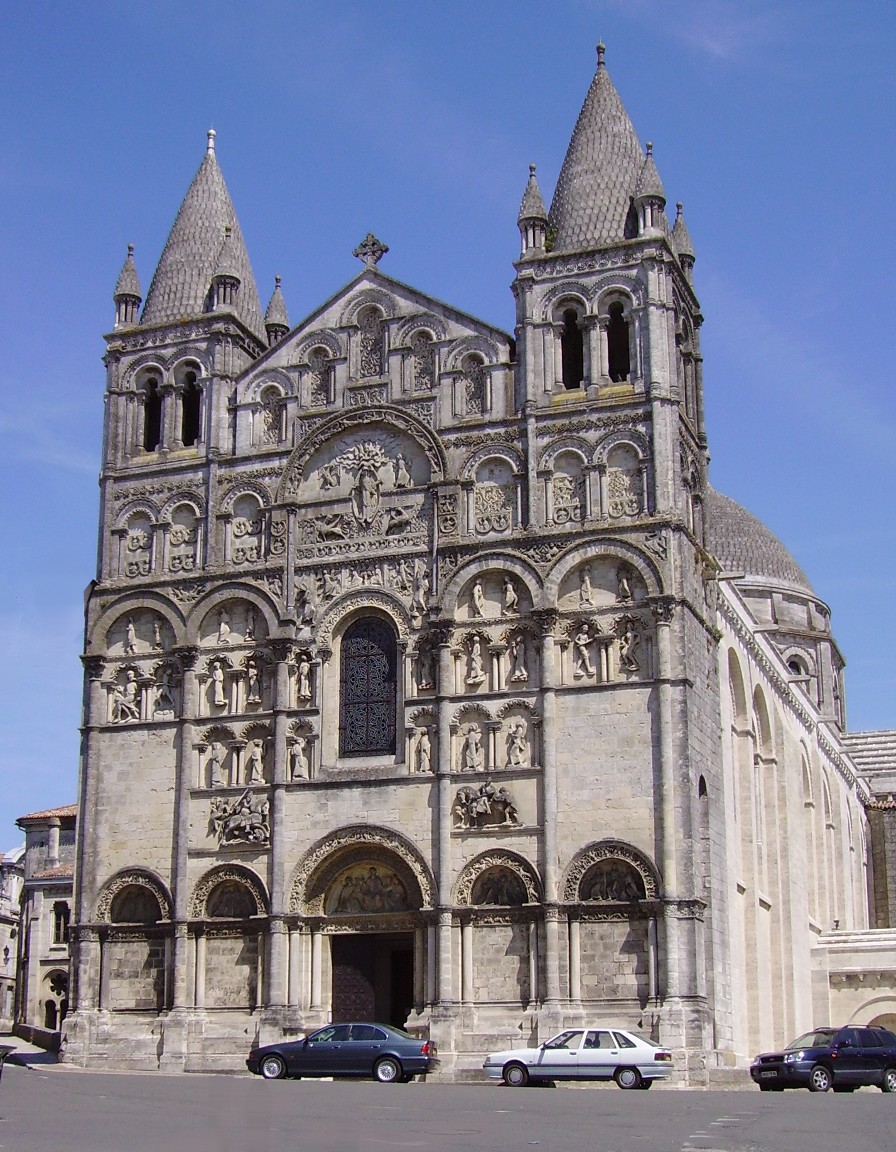
La catedral de San Pedro en Angulema presenta una fachada ricamente esculpida.

La arquitectura religiosa regional es especialmente variada, y muchas iglesias rurales están listadas o clasificadas como monumentos históricos. Poitiers conserva muchos edificios cristianos, entre ellos el baptisterio de San Juan (siglo IV), la iglesia de Nuestra Señora la Grande (siglo XII), de estilo románico poitevino, o la catedral de San Pedro (siglo XIII), de estilo angevino. Muy cerca, en Saint-Savin, la iglesia abacial conserva frescos únicos en Europa, que le han valido ser clasificada como patrimonio mundial. Más al sur, la iglesia Saint-Pierre de Aulnay y la basílica de San Eutropio de Saintes también están clasificadas como Patrimonio de la Humanidad; la iglesia de Notre Dame de Royan, «catedral de hormigón» construida después de la Segunda Mundial Guerra, muestra formas vanguardistas.
La catedral Saint-Pierre Angulema, la iglesia de Saint-Léger de Cognac y las catedrales de San Esteban (antigua) y de Saint-Front de Périgueux, aunque muy diferentes, tienen en común haber sido influidas por las corrientes de las iglesias «con filas de cúpula» («à files de coupole»), muy presentes en el suroeste e inspiradoras del estilo angevino. Limoges se caracteriza por la masa de la catedral de San Esteban, de estilo gótico, además de por la iglesia de Saint-Michel-des-Lions localizada en el corazón del barrio medieval. No muy lejos, la colegiata Saint-Léonard de Saint-Léonard-de-Noblat también goza del beneficio de estar listada en el Patrimonio Mundial. En Corrèze, Brive-la-Gaillarde cuenta con una rica iglesia del siglo XI, la colegiata de Saint-Martin..
Gironda concentra muchos edificios arquitectónicamente importantes, entre los que, en Burdeos, destacan la basílica Saint-Michel, la basílica de San Severino y la catedral de Saint-André, los tres declarados Patrimonio de la Humanidad por la UNESCO. También lo están la basílica de Nuestra Señora de Soulac y la catedral de San Juan Bautista en Bazas. La colegiata de Uzeste, de estilo gótico, fue construida a petición del papa Clemente V, que está enterrado allí. Más al sur, la abadía de Saint-Sever, en Landas, presenta importantes dimensiones; alguna vez fue un paso importante en el camino a Santiago de Compostela. El campanario-porche de Mimizan, del siglo XI, es todo lo que queda de una antigua iglesia. En Agen (Lot y Garona), la catedral de Saint-Caprais tiene un interior ricamente decorado.
Justo al sur, Bayona se distingue por su gran catedral de Santa María, de estilo gótico. La campiña del País Vasco se caracteriza por el estilo particular de sus iglesias, con sus galerías decoradas, como en Saint-Jean-de-Luz, Espelette, Saint-Pée-sur-Nivelle o Louhossoa.

### Patrimonio civil

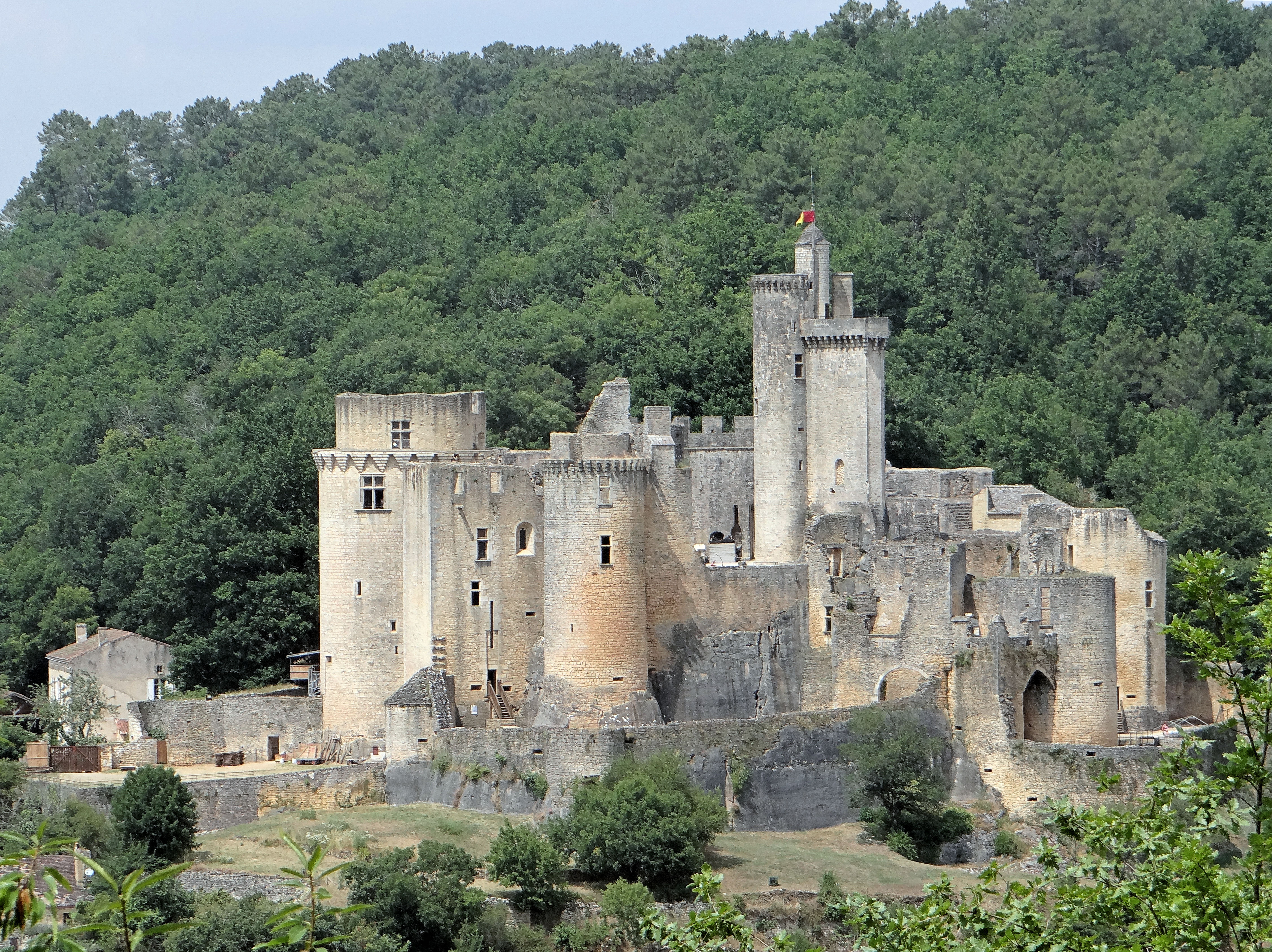
El castillo de Bonaguil, en Saint-Front-sur-Lémance.

El deseo de defenderse, y más tarde, de disfrutar de una cómoda posición, explica la profusión de castillos y casas nobles o burguesas en toda la región. Entre las fortalezas (châteaux-forts), uno de los más famosos es el anacrónico castillo de Bonaguil, construido en los albores del Renacimiento. No muy lejos, el castillo de Gavaudun está construido sobre una colina con vistas al río Lède. Destacados lugares del arte militar, los castillos de Beynac y de Castelnaud, enemigos durante la Guerra de Cien Años, se enfrentan aún a través del río Dordoña.
En los confines del Agenais, del Périgord noir y del Quercy, el castillo de los Reyes ducales lleva el nombre de los reyes ingleses, duques de Aquitania, señores de la región durante una parte de la Edad Media. En Gironda, el castillo de Villandraut es característico de las fortalezas medievales, como también lo es el castillo de Rudel de Blaye. En Deux-Sèvres, cerca de Niort, está el castillo de Coudray-Salbart, fechado en el siglo XIII; en la Vienne, cerca de Poitiers, Chauvigny constituye un conjunto único de cinco fortalezas establecidas en el mismo promontorio. Ocupando sitios estratégicos, el castillo de Ventadour o las torres de Merle, ambos en Corrèze, aunque en ruinas todavía parecen montar la guardia. En Haute-Vienne, el castillo de Rochechouart ha conservado muchos elementos medievales, a pesar de reestructuraciones posteriores. El castillo de Pau, de origen medieval, se ha rediseñado significativamente y se transformó en una residencia de placer en el siglo XVI; así se hizo también en el castillo de La Brede, cuna Montesquieu, o en los castillos de La Roche-Courbon, de La Rochefoucauld y de Verteuil-sur-Charente. 

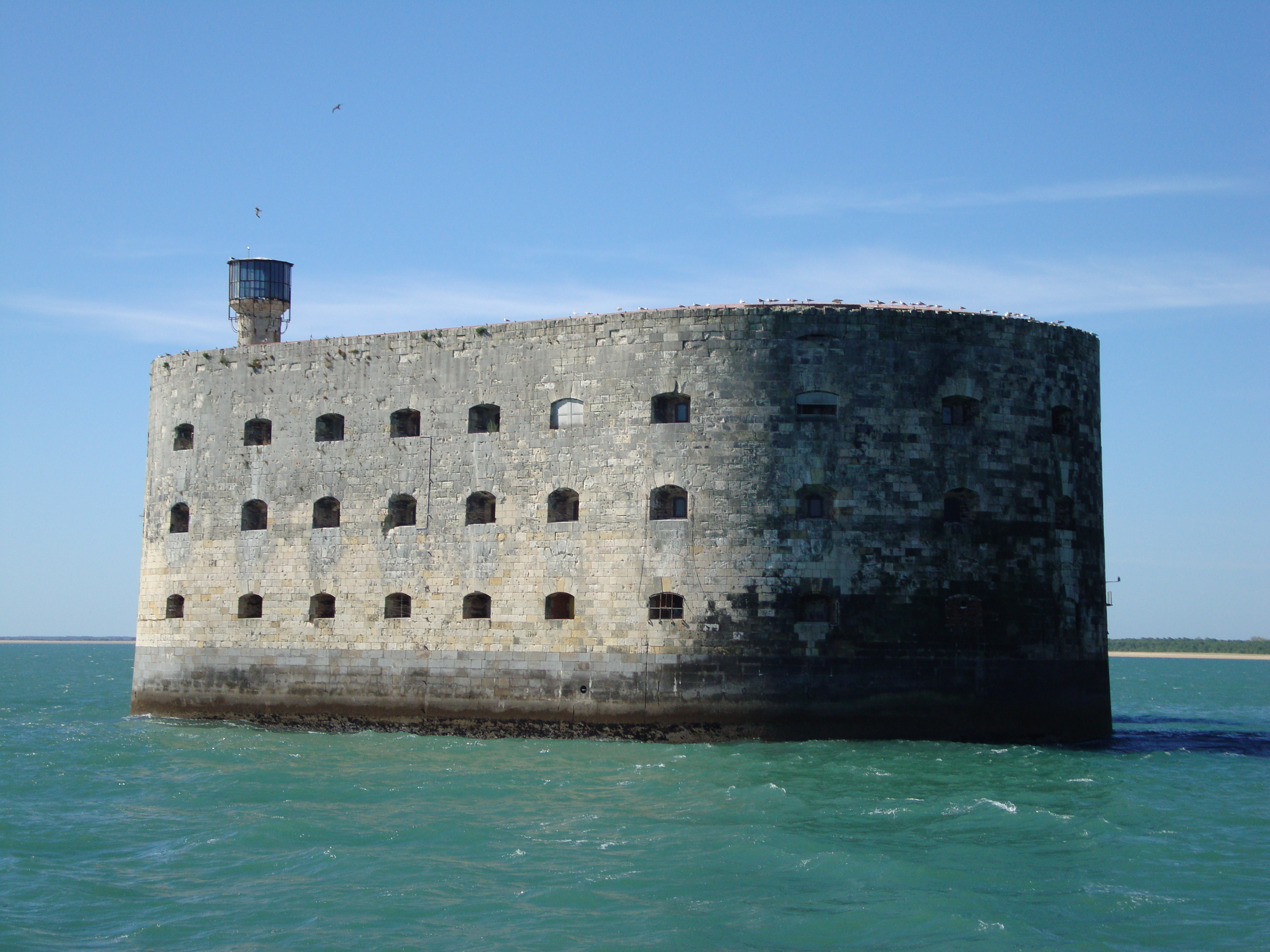
El famoso Fort Boyard, frente a las islas de Aix y de Oléron.

Otros tipos de fortificaciones de la región son las muchas ciudadelas construidas para proteger los sitios sensibles de posibles ataques enemigos. El «tríptico de Vauban», en el estuario de Gironda, incluye la ciudadela de Blaye y los fuertes Paté y Médoc. Fue pensado para proteger la ciudad de Burdeos y su puerto, uno de los más grandes del reino en el siglo XVII. Las ciudadelas de Saint-Martin-de-Ré, de Brouage y del Château-d’Oléron, en las costas charentesas, eran tanto un baluarte contra las pretensiones de los ingleses como una cabeza de puente en la colonización de la Nueva Francia; en cuanto al famoso Fort Boyard, arrojado frente a las islas de Aix y de Oléron, fue concebido como un elemento defensivo en el arsenal de Rochefort durante su construcción en el siglo XIX. Justo al sur de la región, varias fortificaciones fueron establecidas en la frontera española: las ciudadelas de Bayona y de Saint-Jean-Pied-de-Port o incluso el fuerte de Soco, en Ciboure. Por último, algunos puentes formaban a veces parte del sistema defensivo de las ciudades y dos de ellos han pasado la prueba del tiempo: el Viejo Puente de Orthez y el puente Saint-Jacques de Parthenay.
Más modesto, el hábitat tradicional aparece de muchas maneras: maisons bearneses (o «casas»), de muros de cantos rodados y techos de tejas de fuertes pendientes; maisons landesas (o «oustaùs»), a menudo enmaderadas, con muros en torchis (de barro) o en garluche; caseríos (o «etxeak»), a menudo enmaderadas, pintadas de rojo, pero que varían de acuerdo a las provincias; casas saintongesas, con paredes de piedra vista y de tejados poco acentuados; puestos bordeleses, en piedra tallada, bajas y a nivel, que también se encuentran en el norte de la Gironda y en ciertas regiones vitícolas de Charentes; casas poitevinas de tejados de tejas o de pizarras; casas limusinas en gres y tejados de pizarra o de lajas; villas balnearias, verdaderos mosaicos arquitectónicos, de en los principales centros balnearios o incluso villas modernistas, inspiradas en el tropicalismo en la côte de Beauté, símbolos de lo que se ha llamado posguerra «escuela de Royan».
Otros elementos del patrimonio civil de la región, los faros, son responsables de balizar el litoral. El más antiguo y prestigioso es el faro de Cordouan, «Versalles de la mar», construido a partir del siglo XVI en la desembocadura del estuario de Gironda, entre Royan y Le Verdon-sur-Mer. Se complementa, al norte, con el faro de la Coubre (en la punta de la Coubre) y al sur, con el faro de Grave (en la punta de Grave). De norte a sur, los otros faros principales son el faro de las Ballenas (en la punta de las Ballenas, en el extremo occidental de la isla de Ré), el faro de Chassiron (en la punta de Chassiron, en la isla de Oléron), los faros de Hourtin, el faro de Cap Ferret (en la entrada de la cuenca de Arcachon), el faro de Biarritz (en la punta Saint-Martin), los faros gemelos de Saint-Jean-de-Luz y de Ciboure, o el modesto faro de Socoa.

### Villas y pueblos de carácter

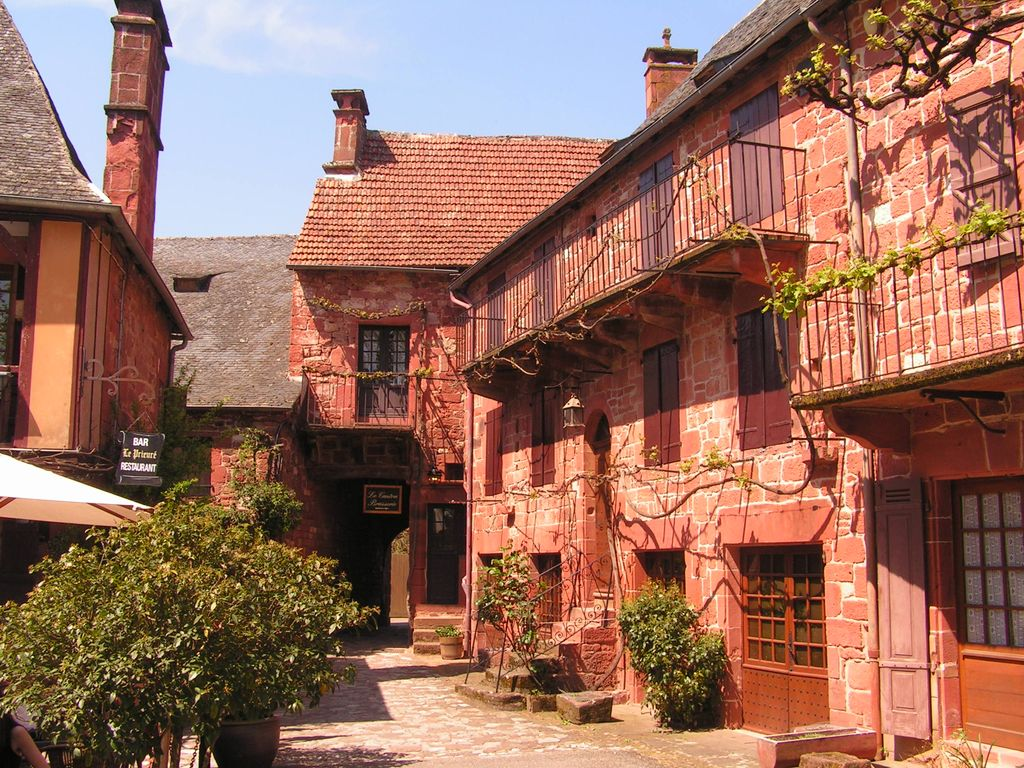
Una calle en Collonges-la-Rouge, en Corrèze.

Bastidas y pueblos (villages) de carácter han marcado fuertemente el paisaje regional. Conocieron un gran desarrollo entre los siglos XIII-XIV, las bastidas son «villes-neuves» construidas de acuerdo a normas de planificación muy precisas. Se encuentran en la parte sur de la región, desde el Charente Marítimo hasta los Pirineos Atlánticos. Algunas han permanecido como modestos pueblos (bourgades), como Beaumont-du-Périgord, Lalinde, Sainte-Foy-la-Grande o Labastide-d'Armagnac; otras han evolucionado hasta convertirse en verdaderas ciudades, como Libourne o Villeneuve-sur-Lot. 
Las ciudades de Bayona, Bergerac, Burdeos, Cognac, Limoges, Montmorillon, Pau, Périgueux, Rochefort, Royan, Saintes, Sarlat-la-Canéda y Thouars están entre otra etiquetadas como «villes d’art et d’histoire» a causa de su patrimonio cultural (museos, monumentos).
También hay en la región muchos «Países» (Pays) etiquetados «Pays d’art et d’histoire», debido a su riqueza: País del Confolentais (16), País del Angoumois (16), Isla de Re (17), País de las Altas Tierras Correzianas y Ventadour (19), País Vézère y Ardoise (19), País del Gran Villeneuvois (47), País del Bearn de las Gaves (64), País de los Pirineos bearneses (64), País Mellois (79), País de Parthenay (79), País Châtelleraudais (86), País Montmorillonnais (86), país de los Montes y Presas (87).
La región también cuenta con la presencia de pueblos pintorescos, a menudo de origen medieval. Algunos pertenecen a la asociación Les Plus Beaux Villages de France: Aubeterre-sur-Dronne (Charente); Ars-en-Ré, La Flotte, Mornac-sur-Seudre, Talmont-sur-Gironde (Charente Marítimo); Collonges-la-Rouge, Curemonte, Ségur-le-Château, Saint-Robert, Turenne (Corrèze); Limeuil, La Roque-Gageac, Domme, Beynac-et-Cazenac, Castelnaud-la-Chapelle, Belvès, Monpazier, Saint-Léon-sur-Vézère, Saint-Jean-de-Côle o Saint-Amand-de-Coly (Dordoña); Monflanquin, Pujols (Lot-et-Garonne); Ainhoa, Sare, Navarrenx, La Bastide-Clairence (Pirineos Atlánticos); Angles-sur-l'Anglin (Vienne); Mortemart (Haute-Vienne). Otros se han agrupado en Petites cités de caractère: Bourg-Charente, Nanteuil-en-Vallée, Tusson, Verteuil-sur-Charente, Villebois-Lavalette (Charente); Saint-Sauvant, Saint-Savinien-sur-Charente (Charente Marítimo); Bénévent-l'Abbaye (Creuse); Melle, Arçais, Oiron, Celles-sur-Belle, Coulon, Airvault, Mauléon, La Mothe-Saint-Héray (Deux-Sèvres) o Charroux y Monts-sur-Guesnes (Vienne). Algunos han decidido no unirse a ninguna asociación, pero siguen siendo importantes destinos turísticos: Brantôme, «Petite Venise du Périgord», Saint-Jean-Pied-de-Port, Penne-d'Agenais, Espelette, y muchos otros. En un registro más trágico, el pueblo de Oradour-sur-Glane, cerca de Limoges, da testimonio de la brutalidad de la ocupación alemana durante la Segunda Guerra Mundial.

### Patrimonio natural
El patrimonio natural es igualmente variado y no se limita a las zonas costeras (dunas y pinares de la costa de Plata, los acantilados de la costa Vasca y de la costa de la Belleza, del estuario de Gironda, el archipiélago charentes, la cuenca Arcachón). Dordoña, uno de los departamentos más boscosos de la Francia metropolitana, está marcada por los verdes valles, a veces bordeados por acantilados escarpados. El Limousin, tierra de altas mesetas y de bosques de castaños, presenta a veces también valles escarpados, como la garganta del río Cère o el sitio de Saint-Nazaire (confluencia del Dordoña y el Diège) en Saint-Julien-près-Bort, en Corrèze. El bosque de las Landas, el bosque más grande de Europa occidental, se extiende sobre tres departamentos (Gironda, Landas y Lot y Garona) y tiene casi un millón de hectáreas. Por último, al sur de la región, la cadena de los Pirineos se presenta de muchas maneras, desde las verdes montañas del Labourd, vueltas frente al Atlántico, a las cumbres bearnesas, que se observan en particular desde el Boulevard des Pyrénées de Pau, el col del Aubisque o el valle de Ossau.

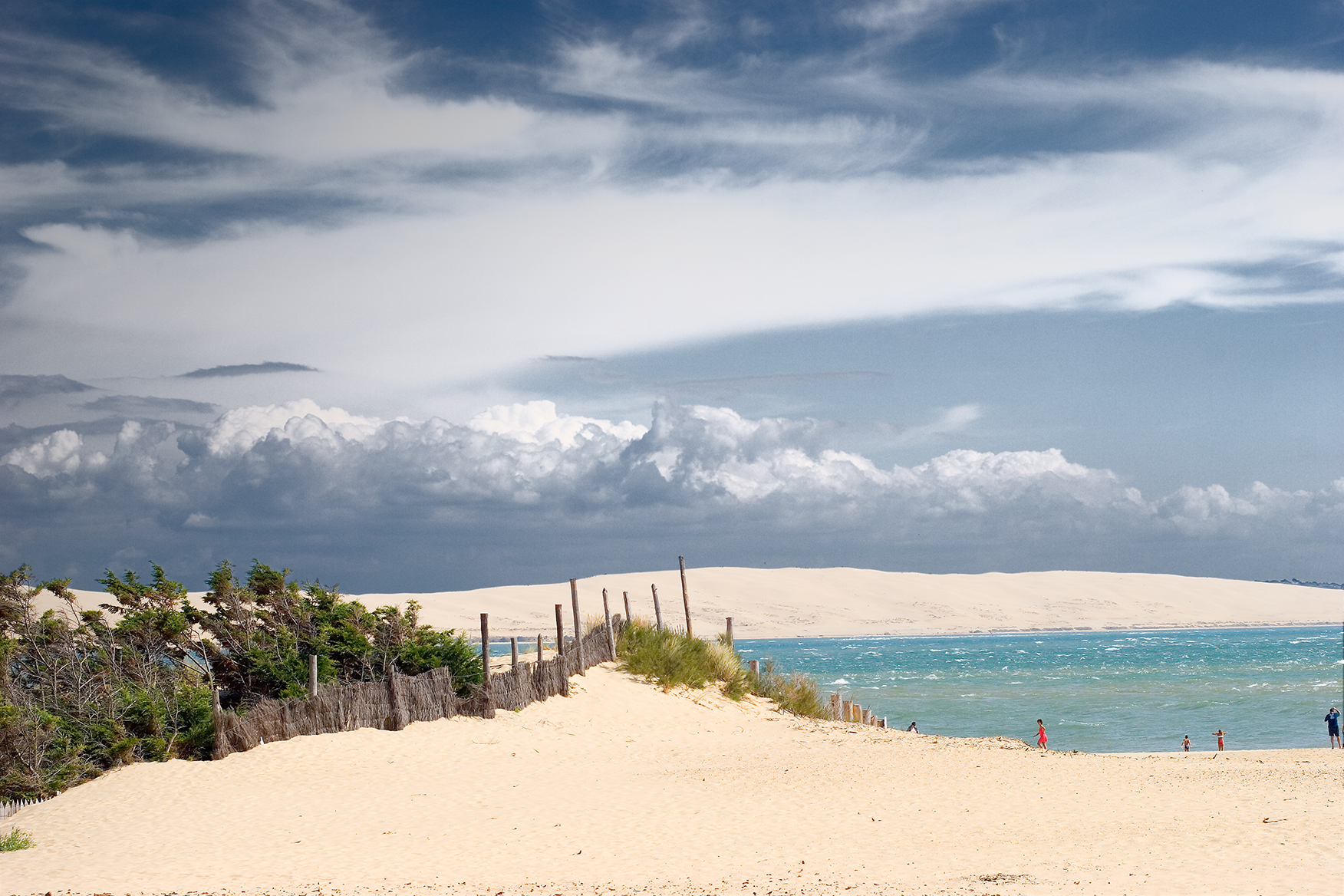
El cabo Ferret, en la cuenca de Arcachon (Gironda).
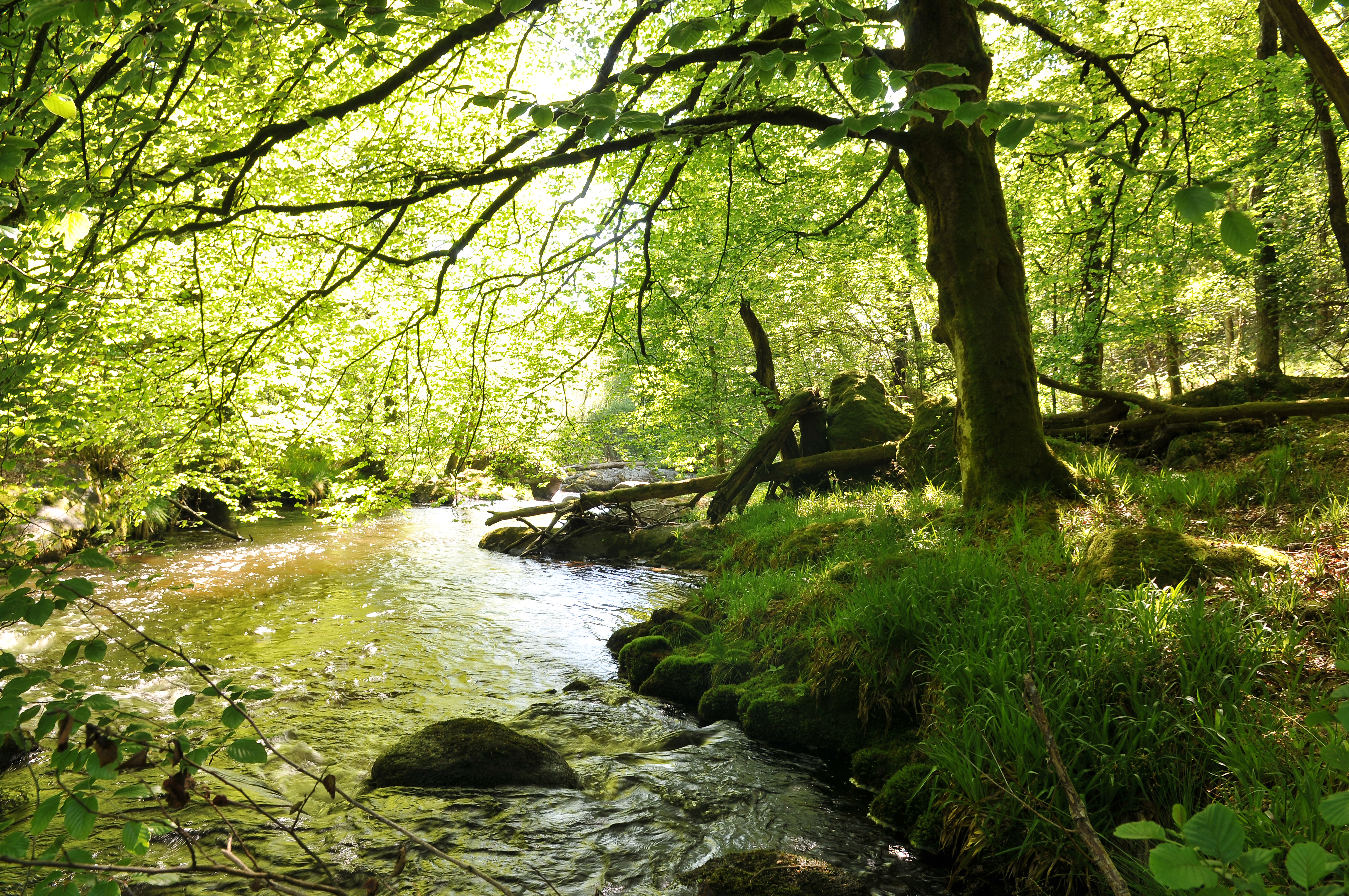
La Vienne en Rempnat (Haute-Vienne).
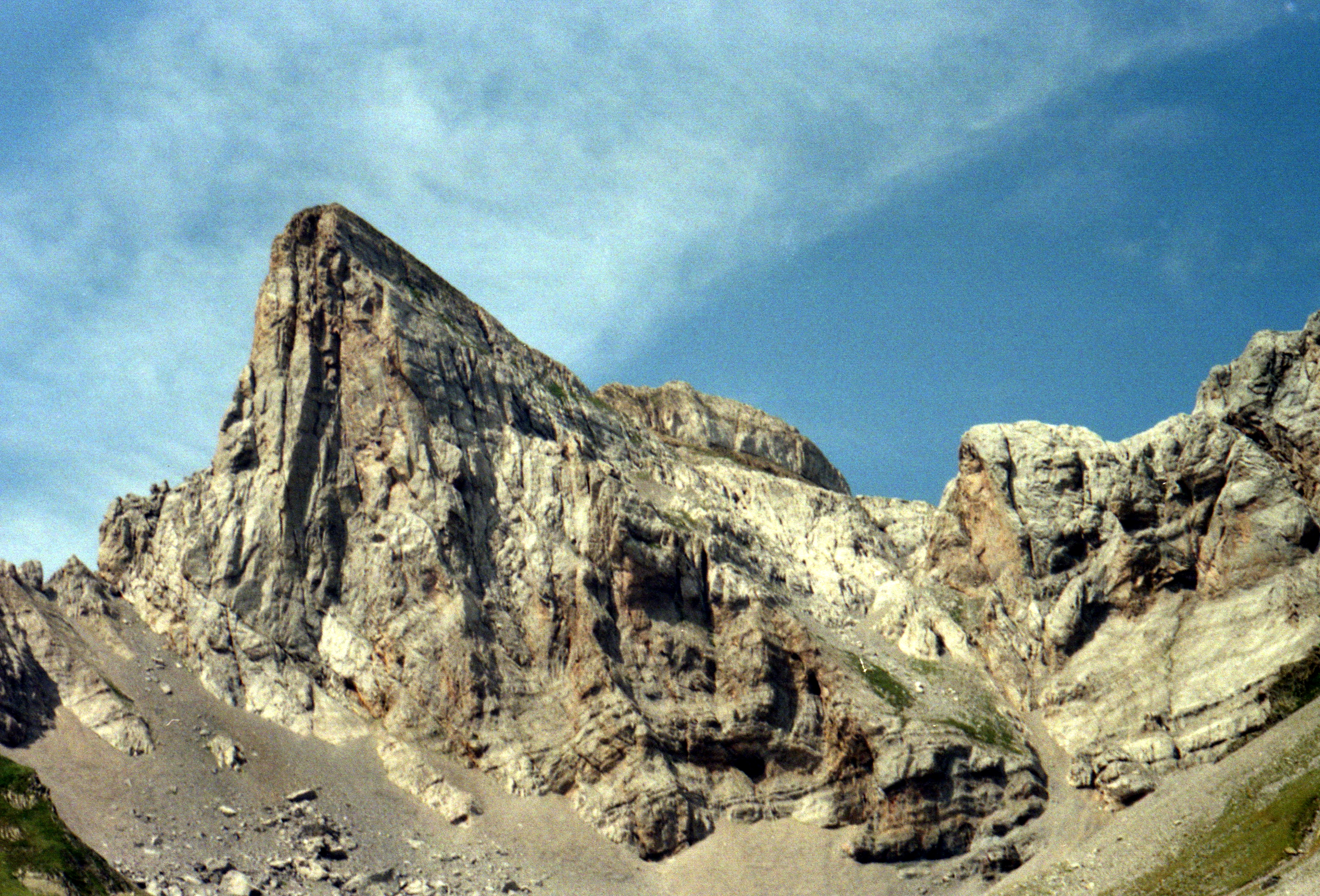
El circo de Lescun (Pirineos Atlánticos).
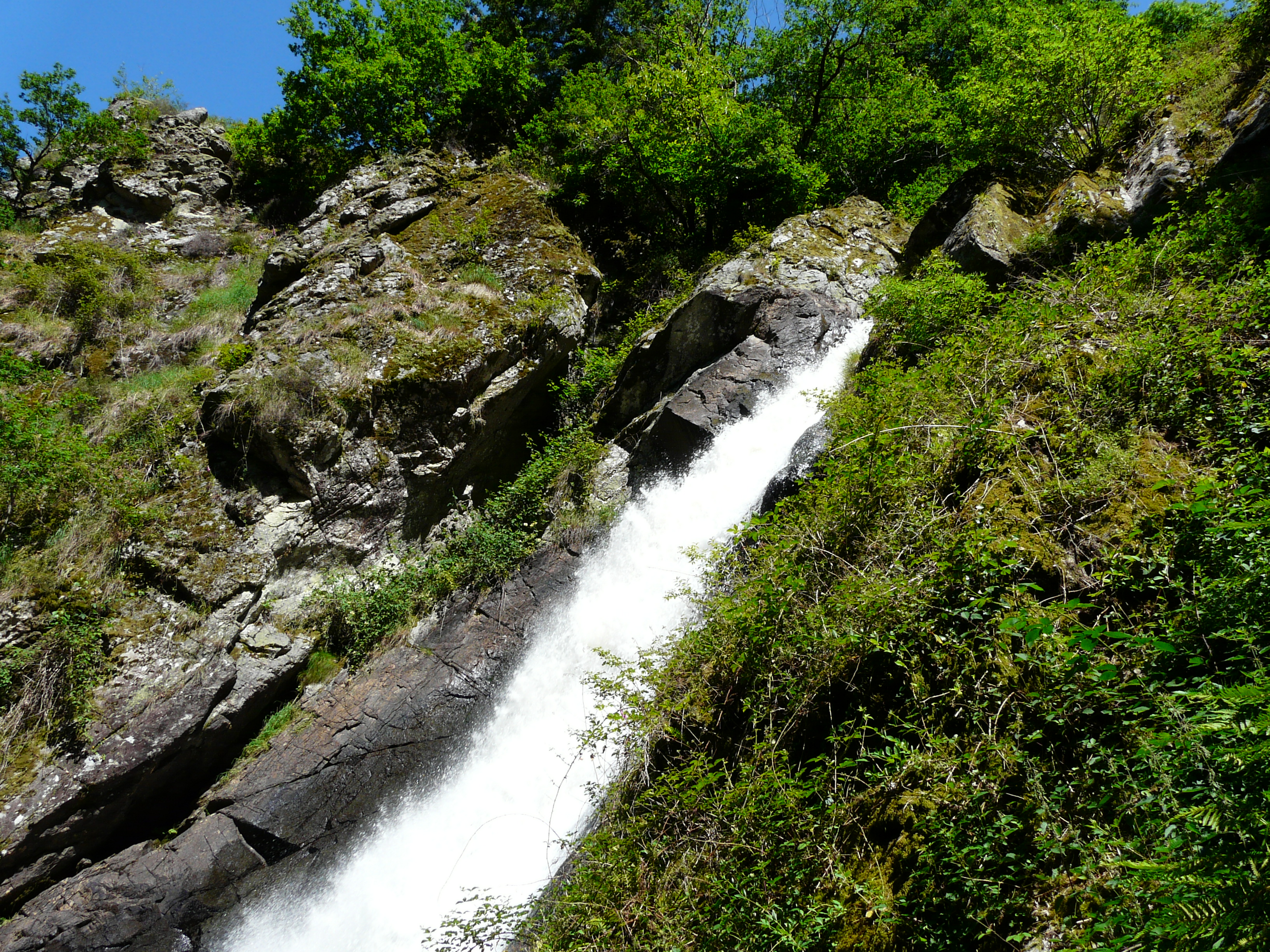
Las cascadas de Gimel (Corrèze).
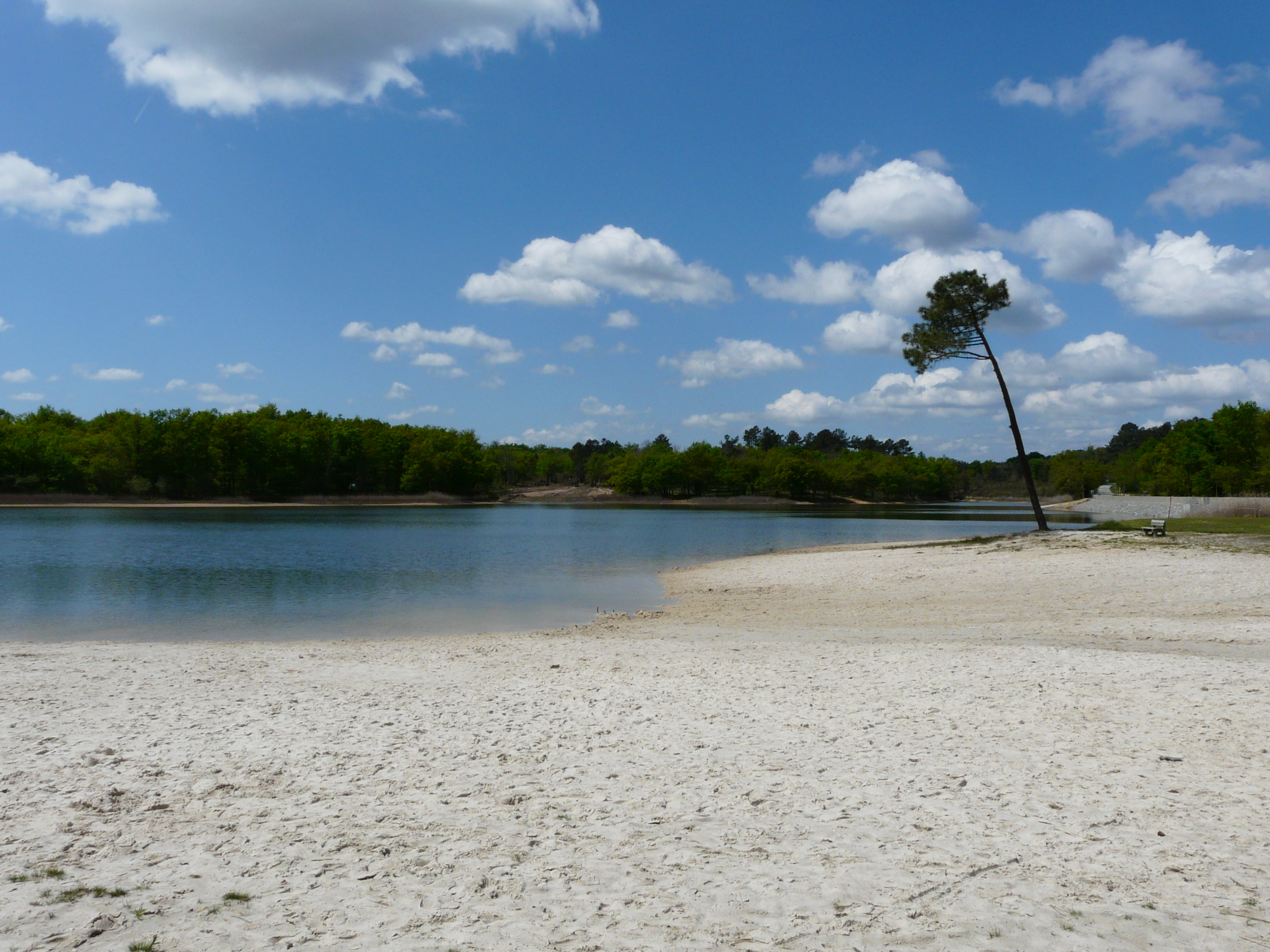
El étang de la Jemaye, en el bosque de la Double (Dordoña).

### Gastronomía
La extremada variedad de terruños explica la diversidad de la cocina regional, que se puede dividir en cuatro grandes familias: las cocinas gascona y guyenesa, la cocina vasca, las cocinas lemosina y perigordina y las cocinas charentesa y poitevina.
Los países de Gascuña y de Guyena son la tierra de elección de productos a base de pato y de oca. La cocción de los alimentos se hace generalmente con la grasa de estas aves, lo que les da un sabor particular. Las especialidades son muchas: magret de canard, cocinado de muchas maneras, pero, tradicionalmente, simplemente a la parrilla sobre sarmientos, foies gras de pato y oca, aiguillettes, confits, mollejas. El plato landés incorpora muchos de estos ingredientes en su composición. El bovino también está muy presente en la gastronomía local, especialmente el bovino de Bazadais o el bovino de Chalosse, preparado de varias maneras: entrecôte bordelesa —simplemente a la parrilla y servido con chalotas— o a la bordelesa —acompañado de una salsa al vino y a la mantequilla, de cebolla y de molleja de buey.

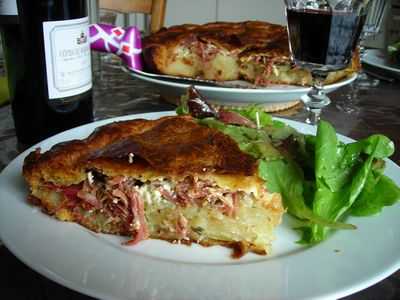
La tourtière, a base de carne y patatas, es típica de la cocina limusina.

En el Médoc, el cordero de Pauillac, criado «sous la mère» (con la madre) es cocinado de la forma más sencilla. Entre las principales especialidades gasconas también figuran la escaoudoun landesa, estofado a base de cerdo negro de Gascuña, o la lamprea bordelesa, las angulas y las ostras de Arcachon. El Béarn también produce el famoso garbure, sopa a base de legumbras variadasy carnes confitadas, la poule au pot, popularizado por Enrique IV y de la gâteau à la broche. La cocina gascona también está llena de manjares famosos, entre ellos los canelés de Burdeos, macarons de Saint-Émilion, la tourtière o la croustade landesa.
La cocina limusina proviene de la adaptación de los habitantes a un terruño. Gran amante del Limousin, el escritor Antoine Blondin solía decir: «En Limousin, no hay caviar, pero hay castañas». Bajo una apariencia austera, la gastronomía local saca ventaja de la producción local, y prima la bœuf de raza limusina, le ternera de leche, el cerdo culo negro, la cordero del limousin, los pescado de lagos y ríos de o las frutas y verduras de muchas maneras. Entre los recetas tradicionales figuran sopas como la fricassée au tourain, la bourriquette o la bréjaude, platos como el potée limousine, le mounassou a lard y a la patatas, el pâté de pomme de terre o enchaud, el budín negro con castañas, la fondu creusois, la mique o los farcidures para acompañar especialmente el petit salé además de las tourtous (crêpes con trigo sarraceno). Los postres tradicionales consisten en clafoutis, en flaugnarde, en pastel corrézienne con castañas y nueces o incluso de torta creusois.
Algunas ciudades se distinguen por especialidades reconocidas: moutarde violette de Brive, macarrones de Dorat, mazapanes de Saint-Léonard-de-Noblat o el licor de nuez de Limoges. La cocina del Périgord retoma muchos elementos de la cocina limusina, dejando más espacio para el pato y la oca, disponible como patés, confits y foie gras. Entre las grandes especialidades del Périgord noir figuran en lugar destacado las patatas sarladaises, la nuez y la trufa negra, un verdadero "diamante negro" que perfuma los platos más delicados.
La gastronomía vasca deja mucho lugar a los productos de la tierra, de la montaña y del mar. Algunas especialidades emparentan tanto con la tierra vasca como con el Bearn, como el jamón de Bayona, la piperade o los quesos de oveja, como el ossau-iraty. El cerdo, la ternera y el cordero se encuentran entre las carnes más consumidas, y sirven, en particular, a la preparación de la axoa, ragoût de carnes nobles al pimiento de Espelette, los chichons (chicharrones), de callos a la moda vasca o incluso de salchichas secas, lukinkes y chorizos. Verdadera institución, los pintxos son una especie de equivalente vasco de las tapas españolas, y aparecen en muchas formas, canapés rellenos, frituras, brochetas o cazuelas. Entre las principales especialidades del País Vasco francés, el ttoro es una caldereta de pescado, el marmitako (también común al otro lado de la frontera) es un guiso de atún, la pantxeta es un rollo de ternera, la elzekaria, una variante vasca de garbure. El pollo vasco ha ganado sus cartas de nobleza y ahora es uno de los pilares de la gastronomía francesa.

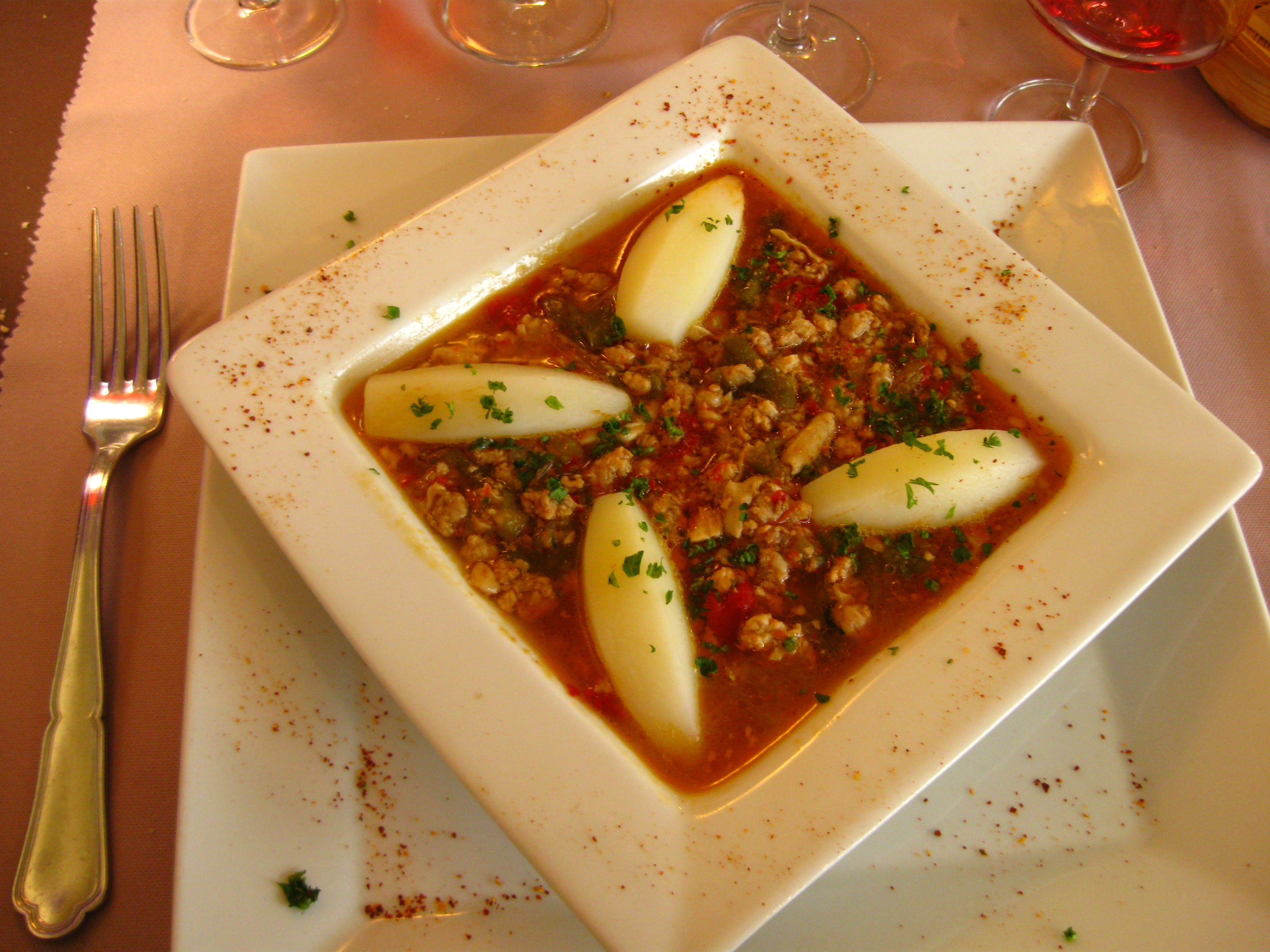
La axoa (o achoa), ragoût fragante al pimiento de Espelette típica de la cocina vasca.

Entre los dulces, el pastel vasco está generalmente relleno de confitura de cerezas negras de Itxassou, los macarons se preparan en Saint-Jean-de-Luz y Bayona. Bayona es también conocida como la capital francesa del chocolate: fue de hecho esta ciudad desde la que se introdujo en Francia por judíos expulsados de España en el siglo XVII.
Los Charentes, como el Poitou tienen una variada oferta gastronómica, que se centra principalmente en la carne de cerdo, preparado de diversas maneras —gigourit, budín negro del Poitou, grillon charentais, fressure poitevine— sin dejar de lado la carne de vacuno (raza parthenaise) o el pato, que es utilizado para producir confitas, foie gras o incluso la compote de oca poitevine, ni el cordero de Poitou-Charentes y de Montmorillon y mariscos, pescados nobles des pertuis, sardina de Royan o ostras de Marennes-Oléron y caviar de Gironda. La caracol petit-gris (llamado «cagouille» en Saintonge y Angoumois y «Luma» en Aunis y en Poitou) es un elemento básico de la cocina local. A menudo se prepara «à la Charentaise» (con tomate, vino blanco y jamón del país), sino también en maraîchère, con ajo de osos o incluso con foie gras.
Cocina vigorizante, celebrada en su día por François Rabelais, también da cabida a las frutas y legumbras de diferentes maneras, en particular con el famoso farci poitevin (o charentés), la sopa de giraumon, que es una sopa de calabaza, el potaje a l’oseille, le chou farci, les mojhettes, frijoles blancos producidos cerca de Pont-l'Abbé-d'Arnoult, o incluso la tradicional asociación melón charentés-jamón del país.
Entre otras especialidades figuran también la mouclade, el éclade, preparado sobre agujas de pino, la chaudrée, la mantequilla Charentes-Poitou, muchas especialidades de queso (chabichou, mothais sur feuille, tourteau fromager) y, en términos de postres, la galette charentaise, perfumada a la angélica, el broyé poitevin, la cornuelle o el millas, que se encuentran en todo el suroeste.

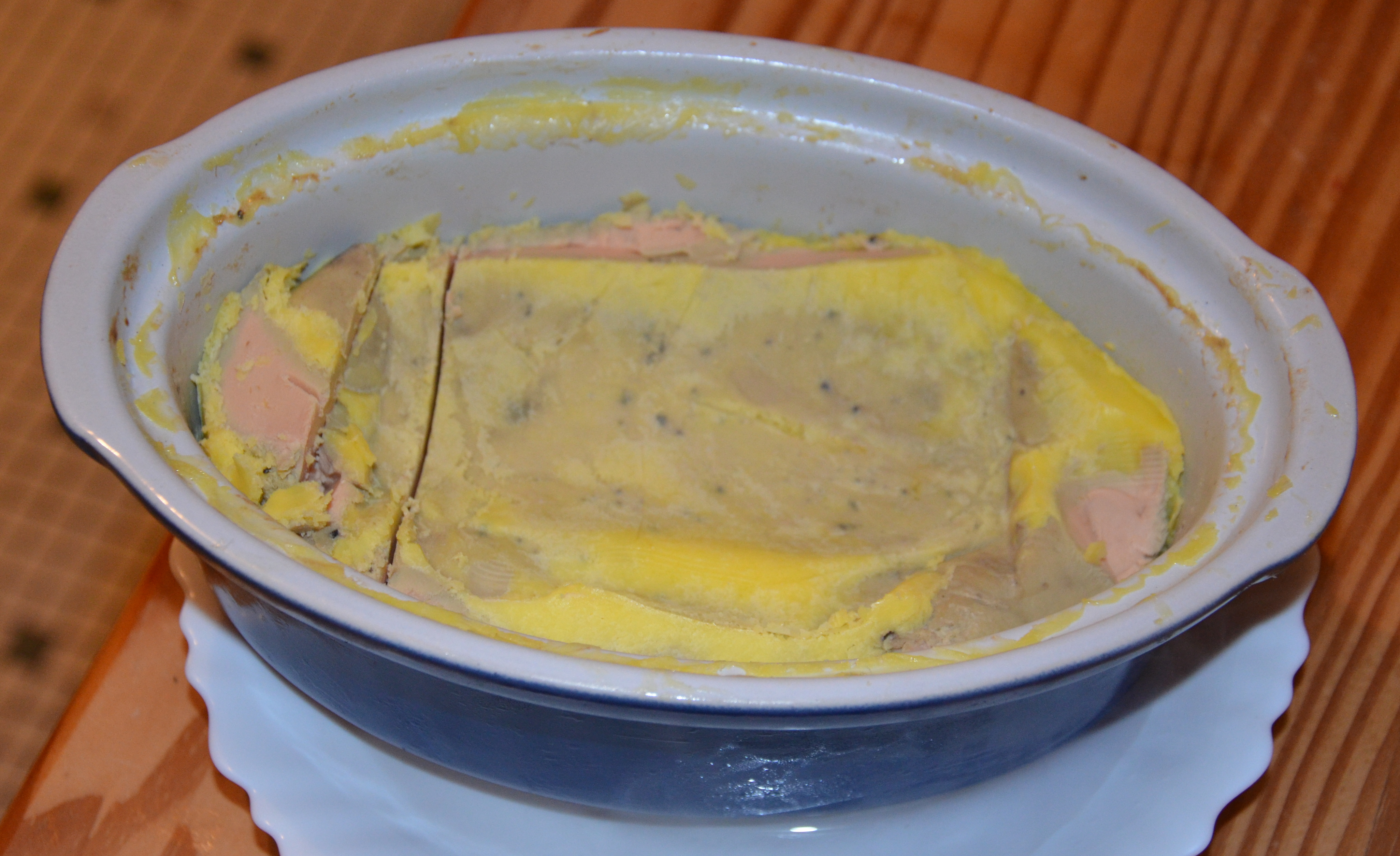
Foie gras entero mi-cuit en terrina.
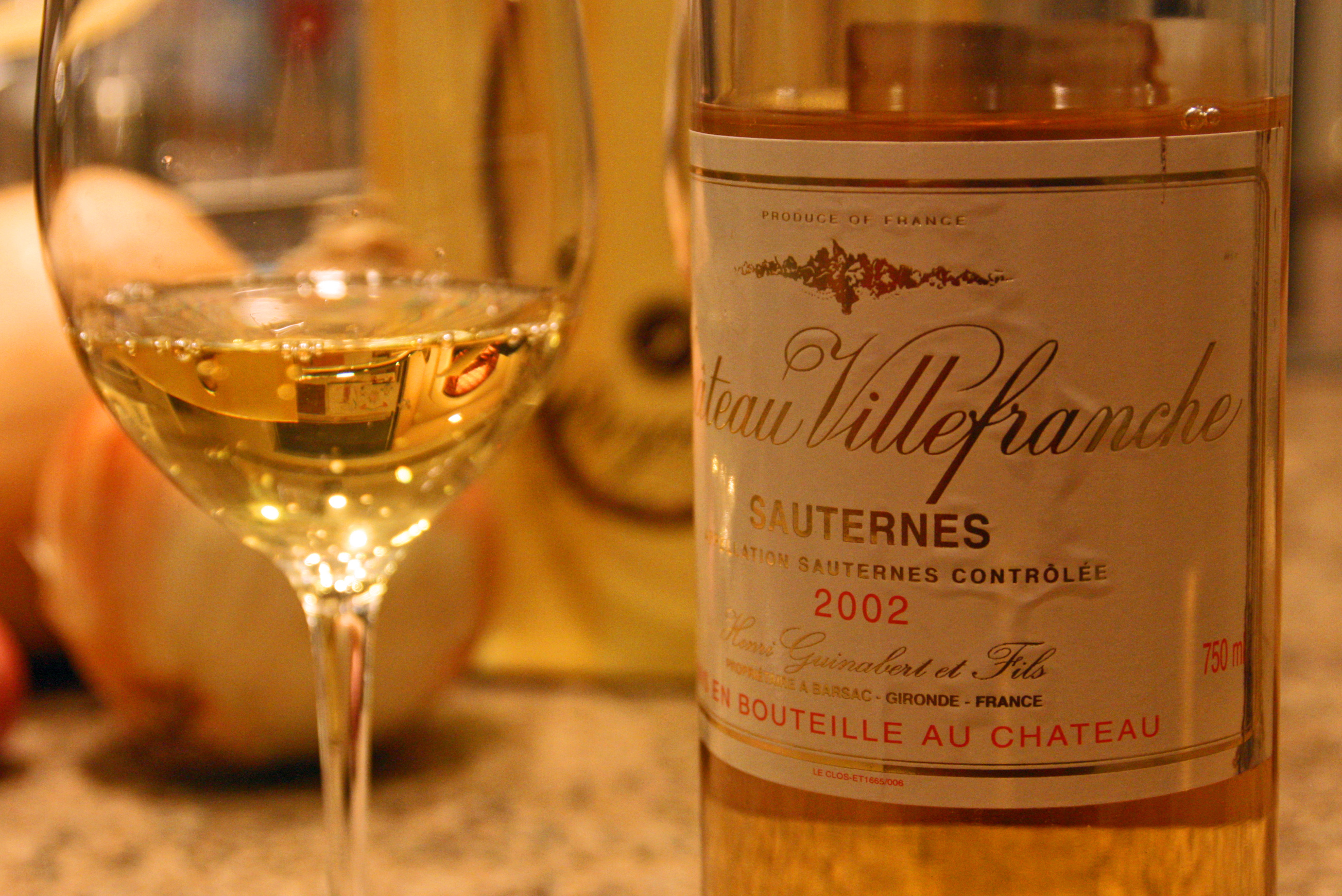
Un vaso de Sauternes.
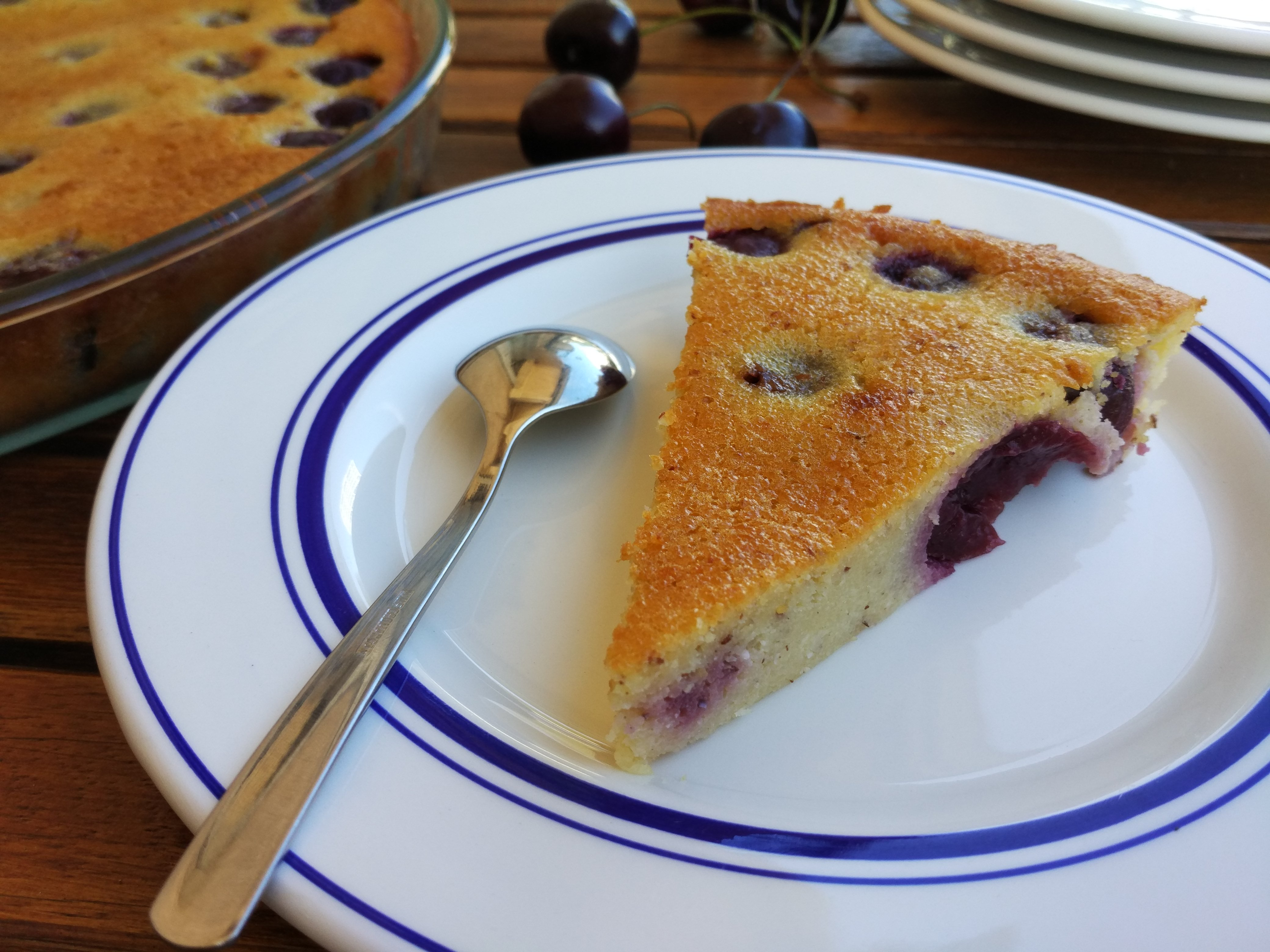
Clafoutis aux cerises.
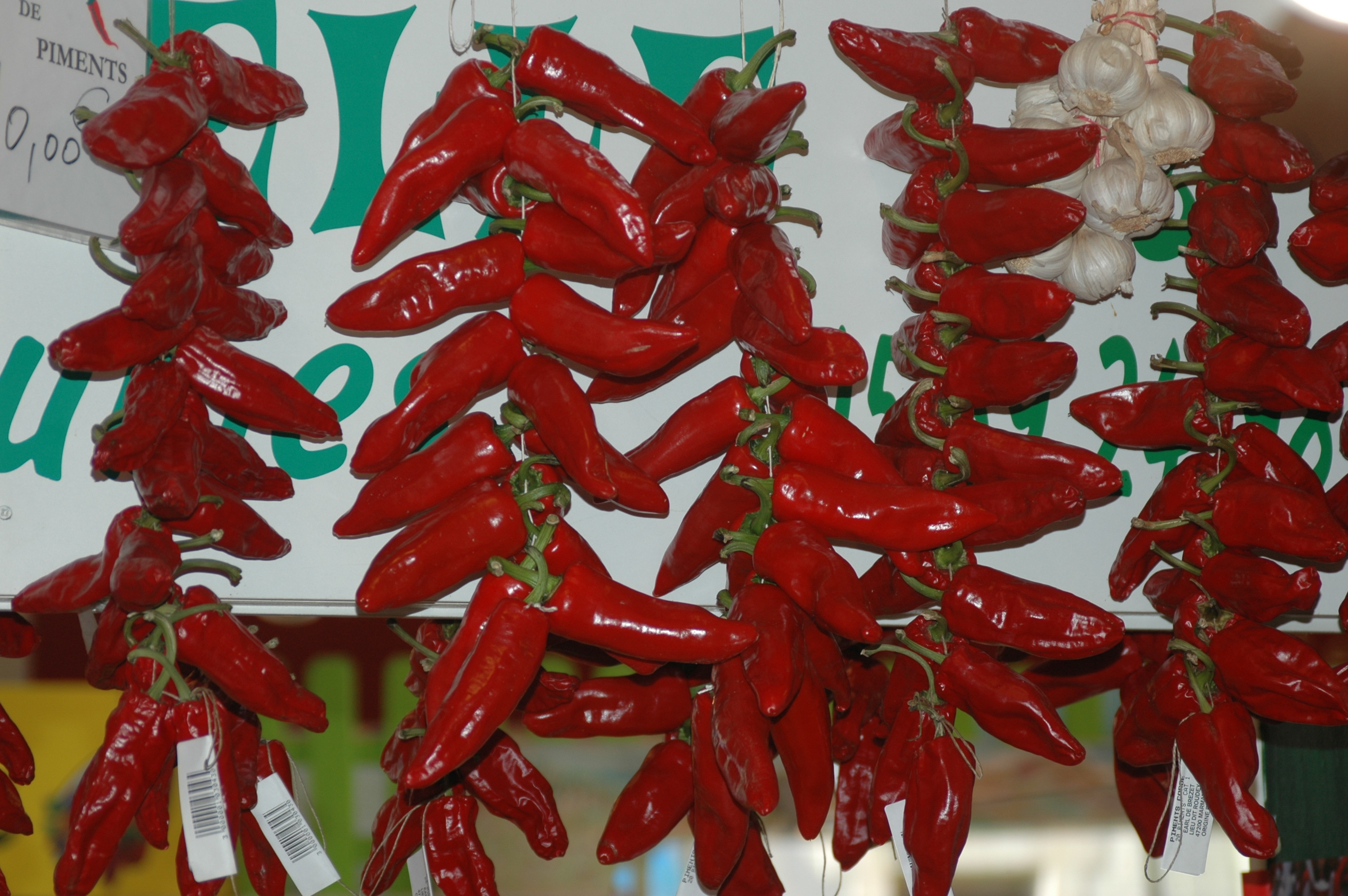
Pimientos de Espelette secos.
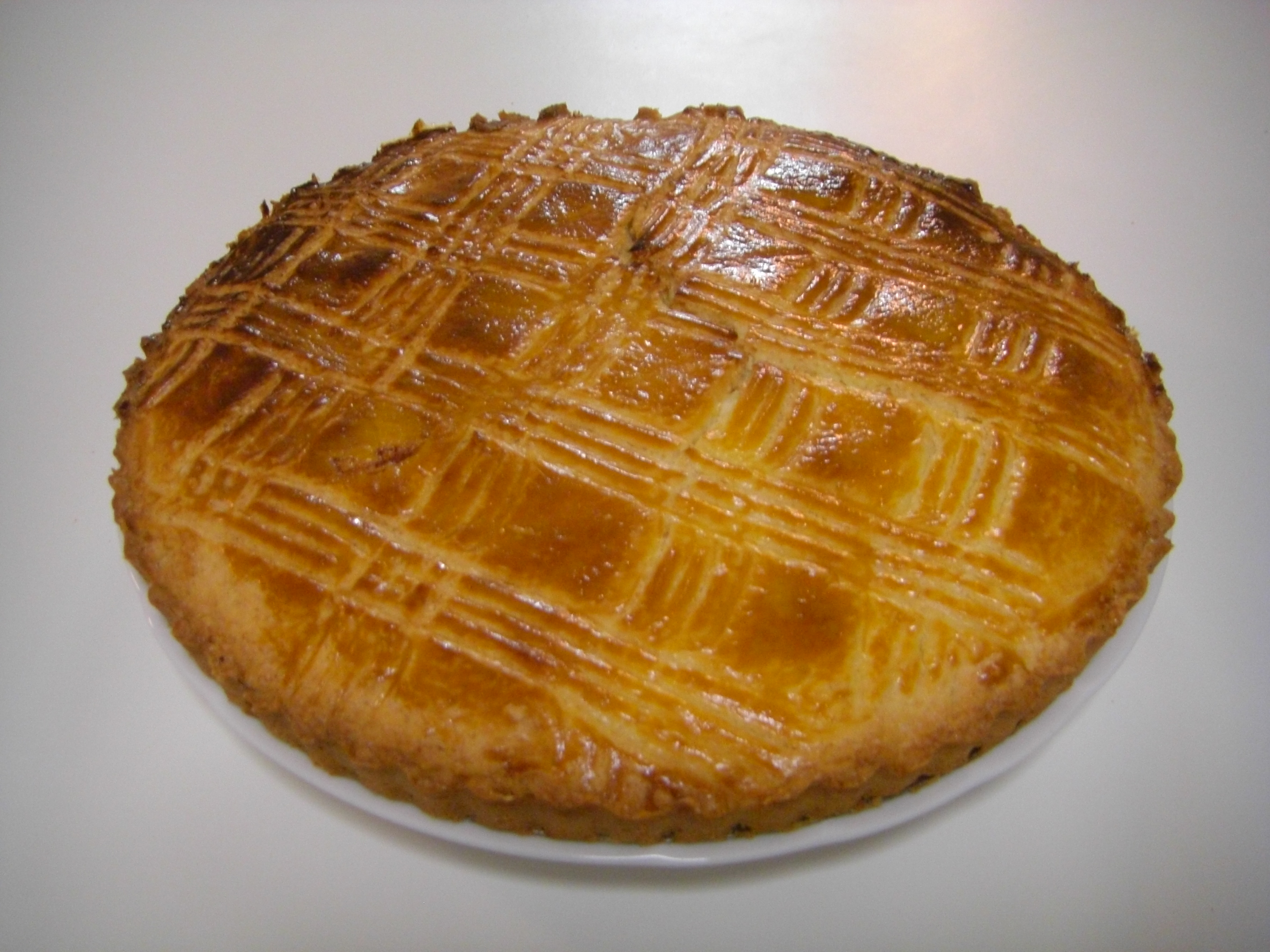
El broyé poitevin.